# Mujeres en la arquitectura

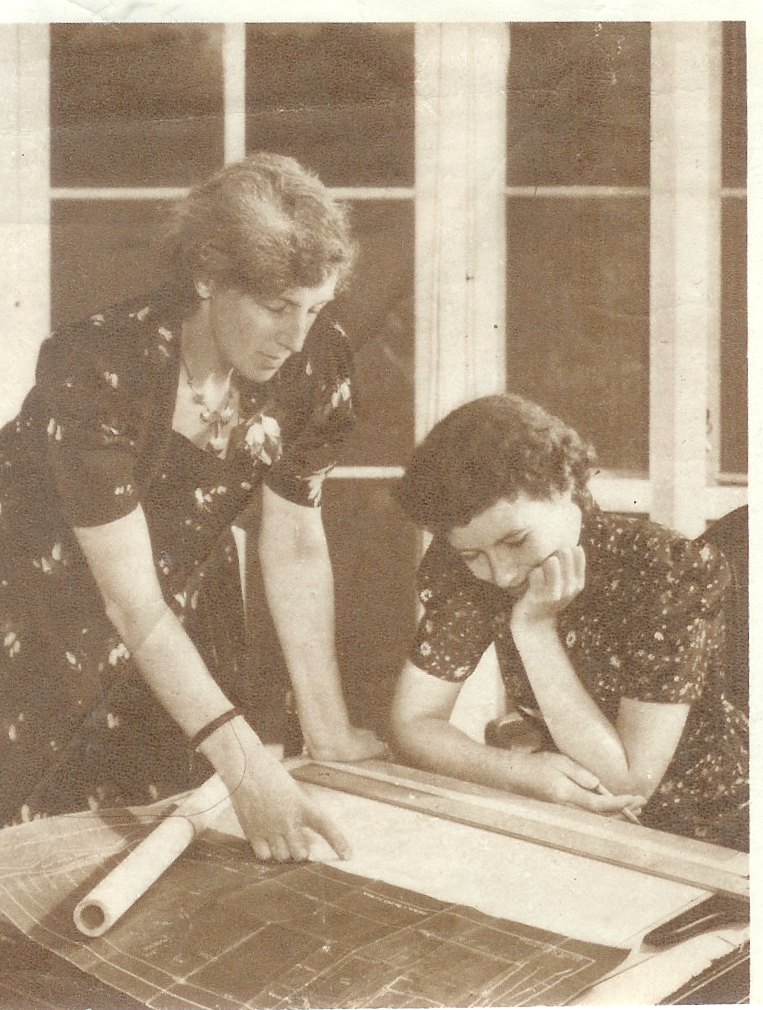
Nora Stanton Barney y Rhoda Jenkins

Las mujeres han participado en la arquitectura de manera activa durante muchos siglos, ya sea como profesionales, practicantes, educadoras o clientes. En un estudio realizado en 2014 por el Architects' Council of Europe en 30 naciones europeas, estima que el 39% de los arquitectos practicantes son mujeres. En los Estados Unidos, en 2016, aunque casi la mitad de los graduados de las escuelas de arquitectura son mujeres, solo el 18% de las personas arquitectas registradas como practicantes son mujeres.

## Primeras constructoras
Tradicionalmente, las mujeres han participado en la concepción y la construcción de los primeros hábitats. En la prehistoria las mujeres jugaron un importante rol en el acondicionamiento de las cavernas. Está comprobado que la mayoría de las manos que aparecen en cuevas como la de El Castillo y la de Pech Merle, en Francia, pertenecen a mujeres, lo cual cuestiona la suposición tradicional de que los artistas de las cavernas eran varones.
El antropólogo Norbert Schoenauer ha analizado ejemplos de refugios construidos por mujeres en asentamientos preurbanos de todo el mundo. Define cuatro tipos de viviendas: las efímeras, las transitorias, las periódicas y las estacionales.
Entre las efímeras construidas por las mujeres están los refugios san en las zonas del desierto de Kalahari y las cabañas mbuti en la selva de Ituri. Los wigwams (o wetus), refugio de los nativos americanos de las regiones boscosas del noreste eran también construidos por las mujeres. Estas estructuras no eran transportables. Consisten en domos cubiertos de estera tejidas y cortezas.
Dentro del grupo de las transitorias, propias de pueblos nómadas, encontramos las malocas de los rikbaktsá del Amazonas, donde toda la comunidad participa en la construcción de la casa y la labranza de la tierra. También las de los pueblos del suroeste de América del Norte y de las grandes llanuras, donde las mujeres fueron protagonistas en la construcción y la formación de las viviendas. En la mayoría de las tribus (Comanches, Kiowa, Cheyennes, Pies Negros, Sioux, Arapajós), las mujeres producían y poseían los tipis, tiendas con estructuras de postes y cubiertos por pieles. Ellas elegían la localización y organizaban la disposición del poblado. La vivienda estaba diseñada cuidadosamente para poder ser trasladada. Todo el poblado podía armarse en una hora.
Las viviendas periódicas corresponden a pueblos que se encuentran en una situación intermedia entre los recolectores-cazadores y las sociedades agrícolas. Un ejemplo son las yurtas que las mujeres kazajas son responsables de ensamblar y desensamblar. Normalmente una de estas viviendas era instalada en una hora por dos o tres mujeres. También las tuareg del Aïr levantan las tiendas o jaimas, como así también las mujeres beduinas de Oriente Próximo y el Magreb.
En cuanto a las viviendas estacionales, ocupadas por varios meses, se destaca la construcción de las moradas masái en Kenia y Tanzania. La boma es un caserío vallado construido por las mujeres en aproximadamente una semana.

Las mujeres Pueblo, en el suroeste también son responsables de la construcción de sus moradas sedentarias. Utilizaban piedra y madera como materiales de construcción de sus poblados. Fueron las primeras planificadoras de Estados Unidos. Se calcula que Acoma, el poblado más antiguo tiene una historia de por lo menos 1000 años. Los conocimientos arquitectónicos de las Pueblo se difundieron ampliamente, ya que los conquistadores españoles las capturaban para que construyeran sus viviendas. Luego, las pioneras del Lejano Oeste asumieron también la tarea de la construcción de los hogares.

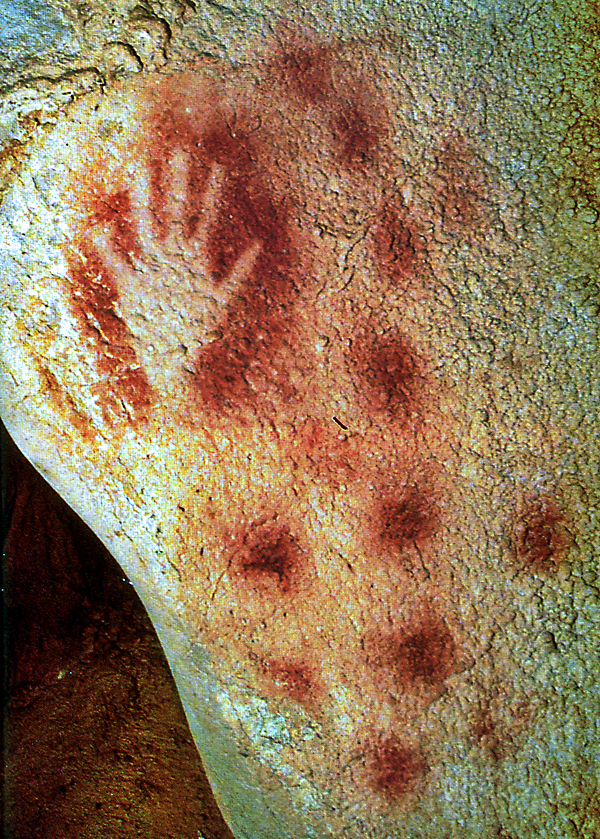
Manos en la Gruta de Pech Merle
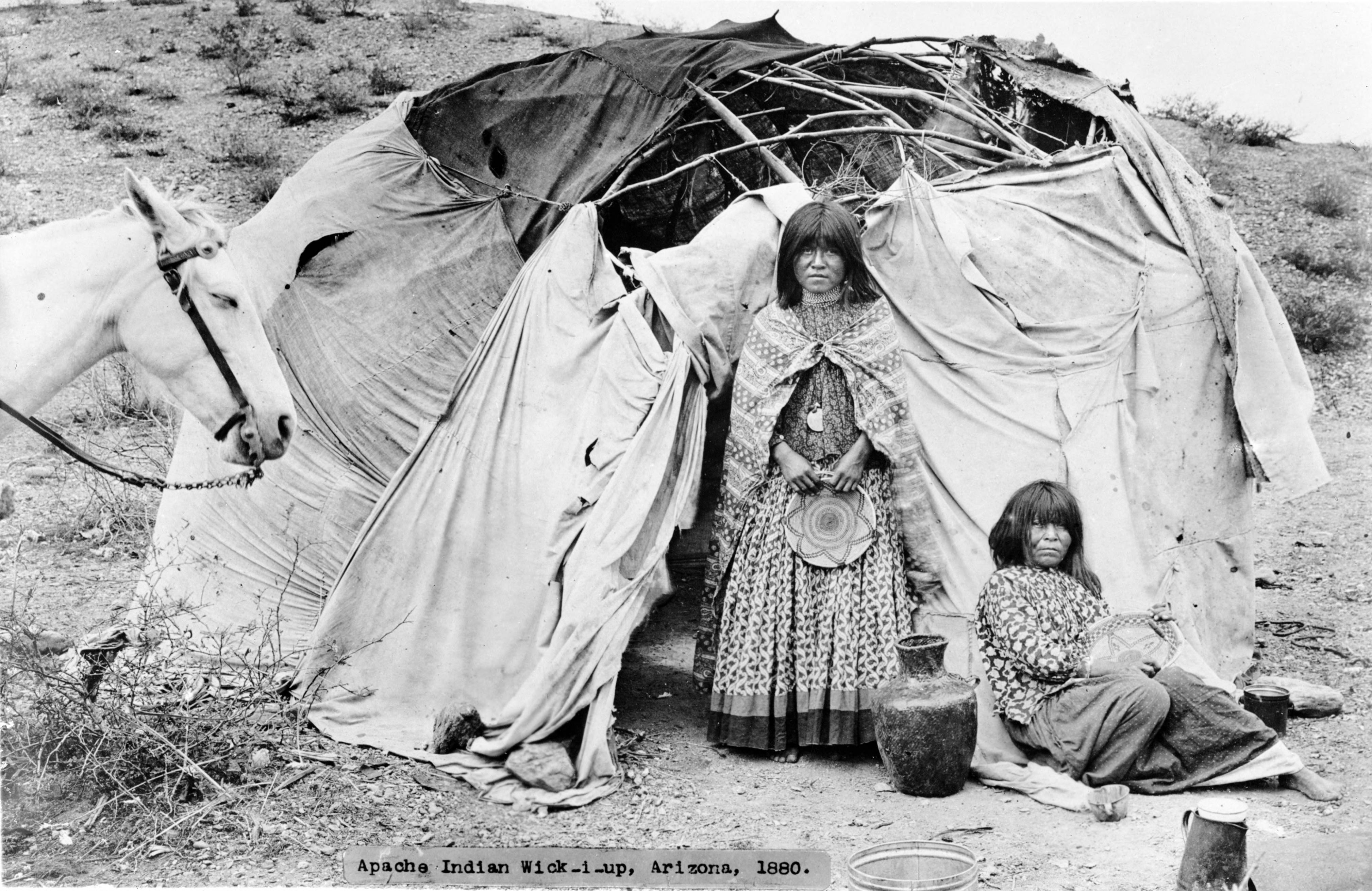
Wigwam apache
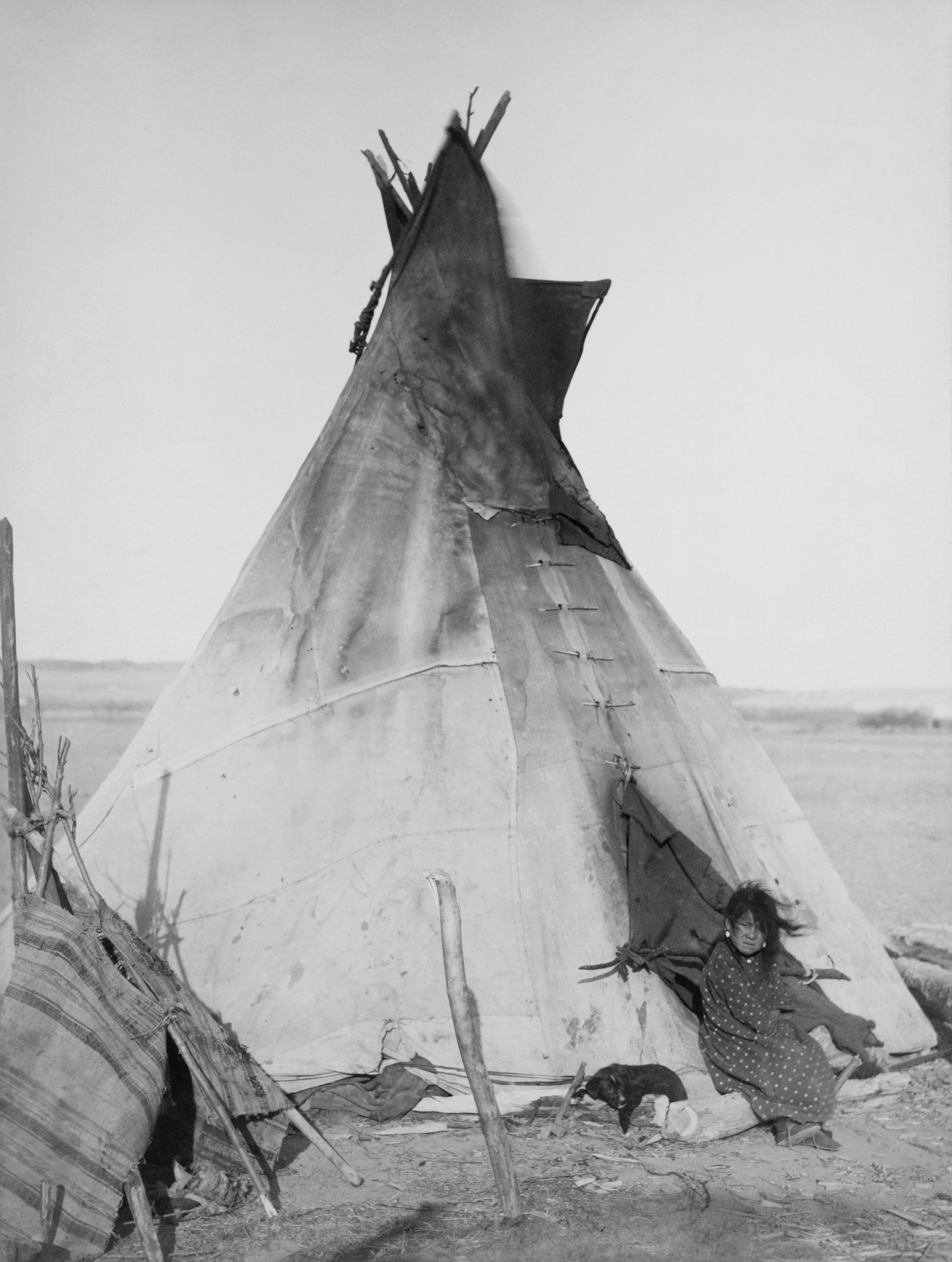
Tipi Lakota
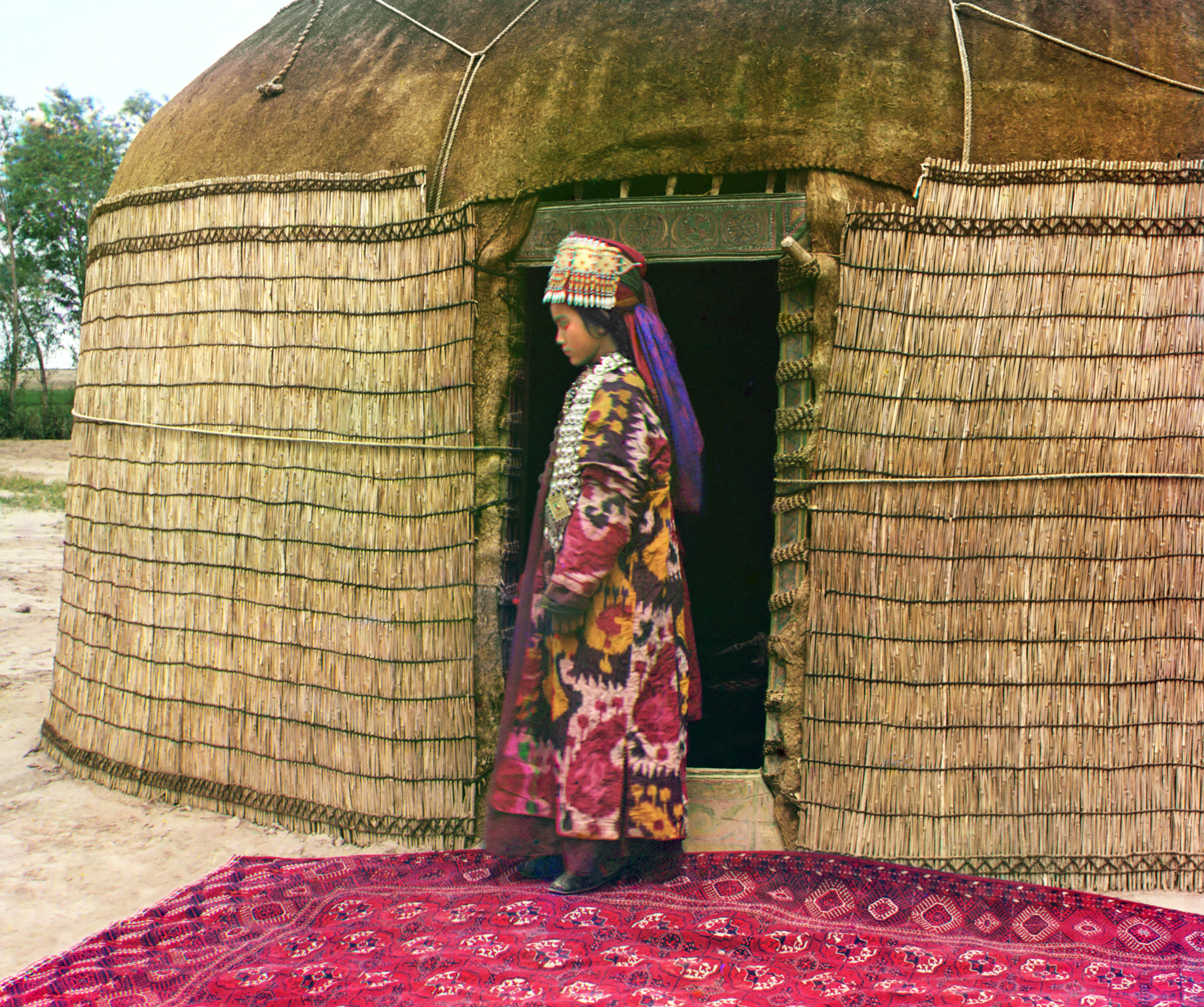
Yurta
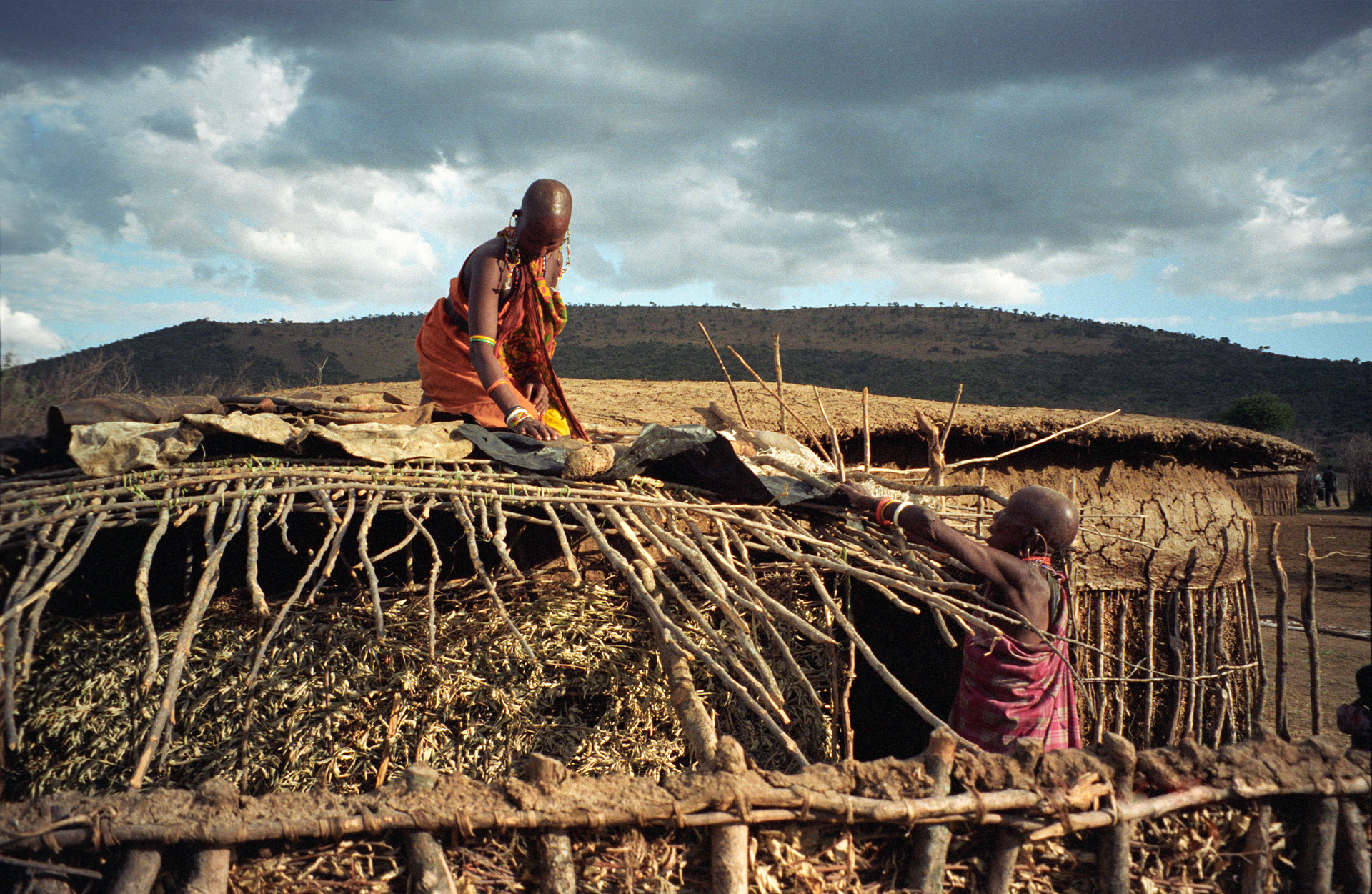
Mujeres masai reparando la vivienda
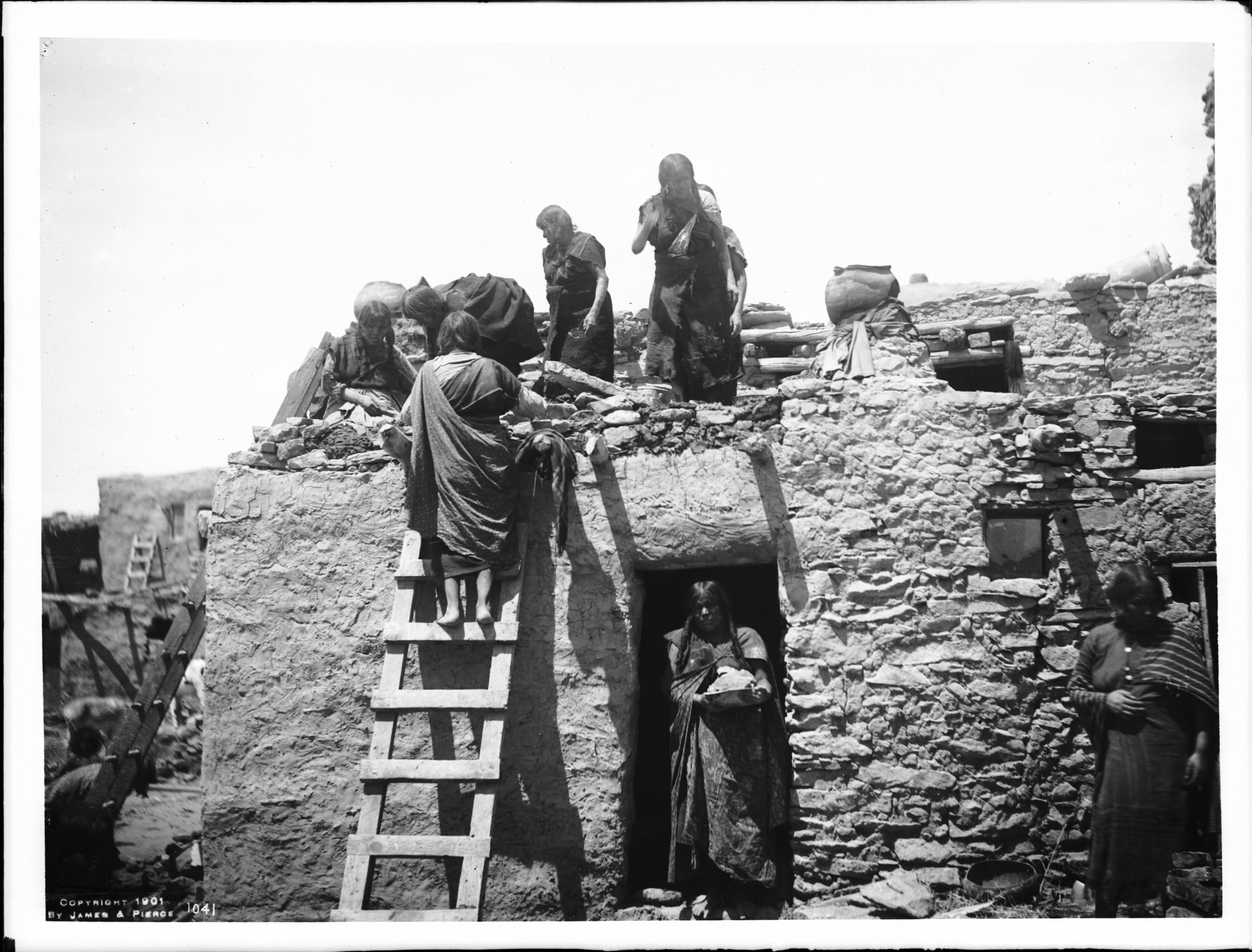
Mujeres hopi construyendo
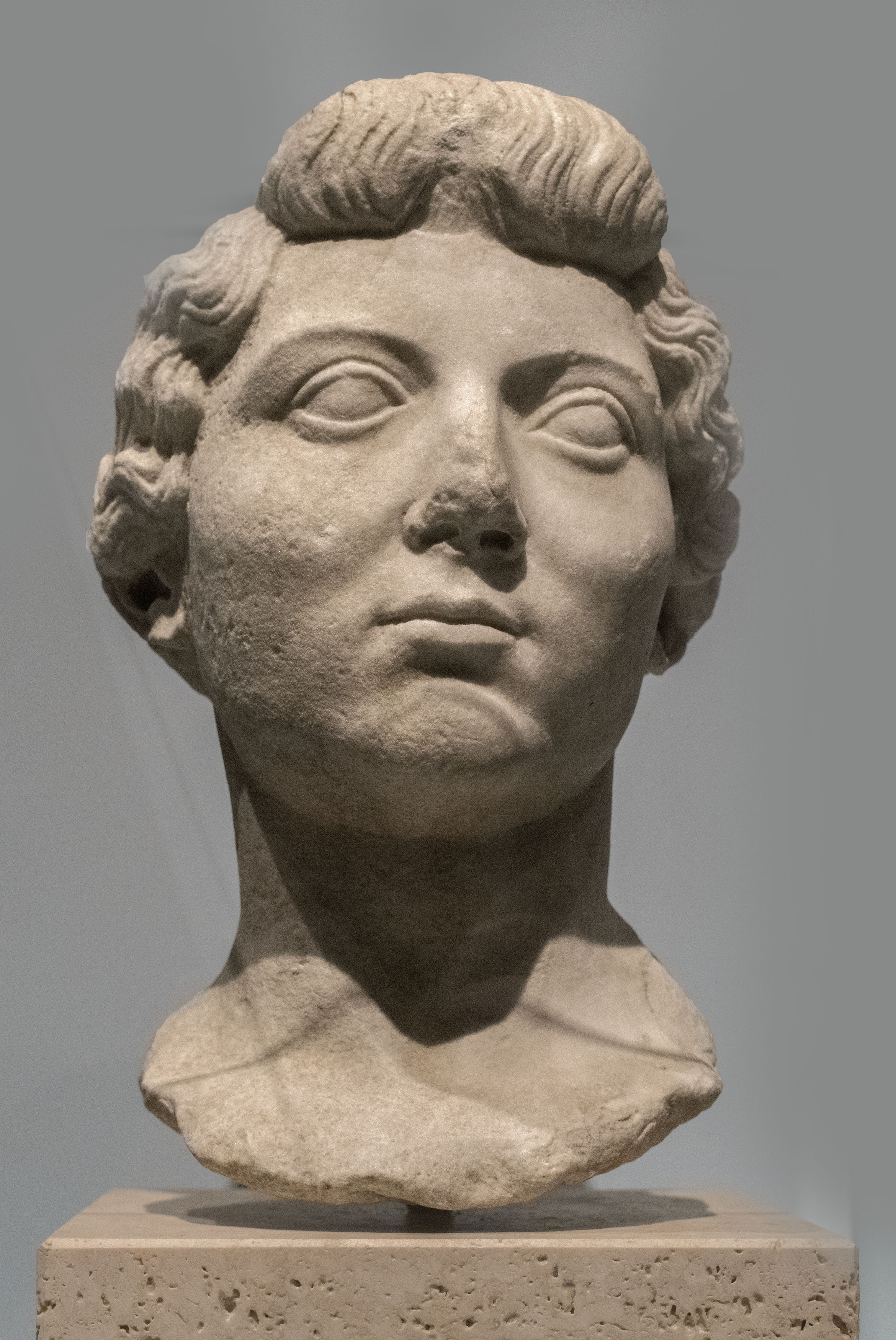
Busto de Octavia la Menor
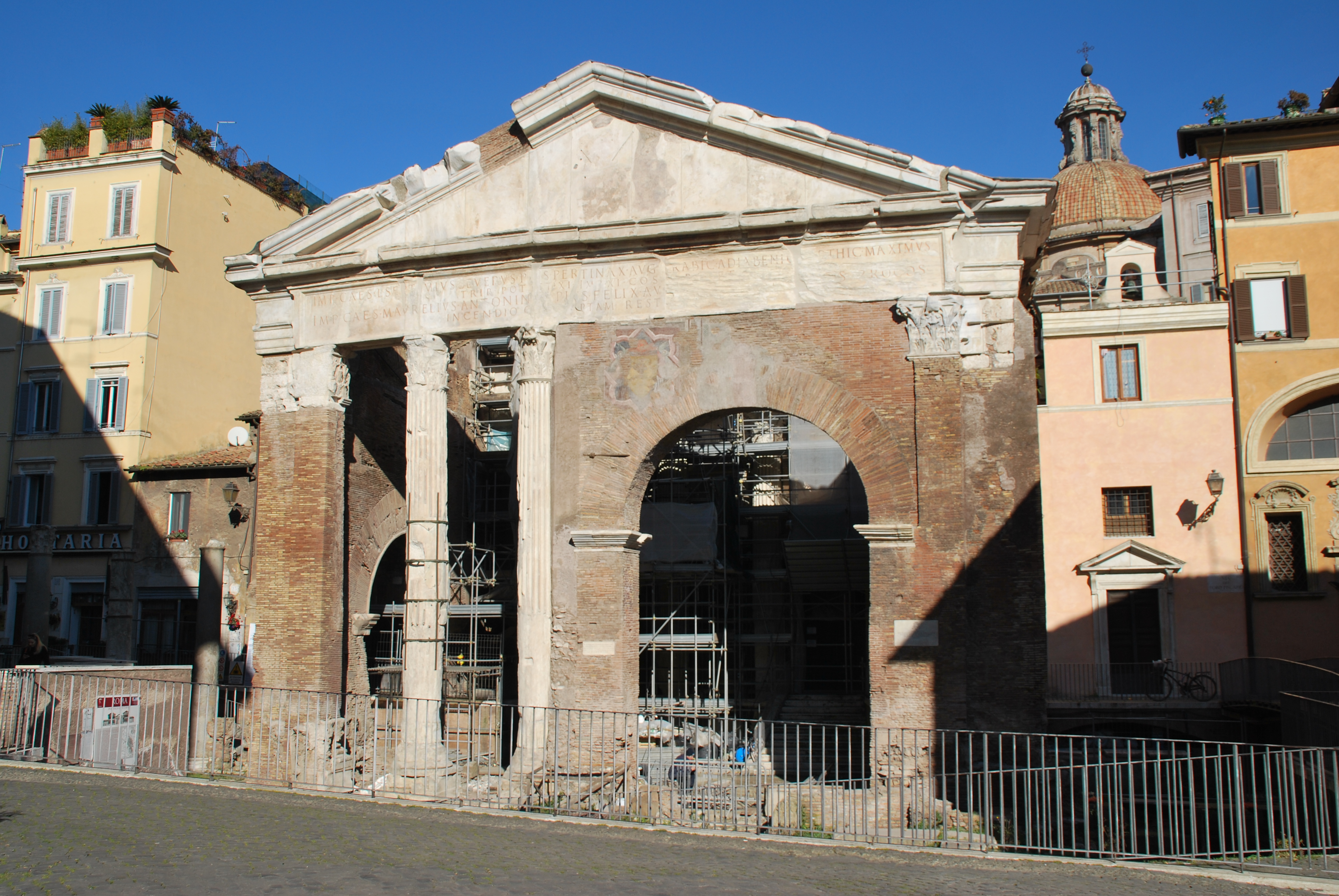
Pórtico de Octavia tras la restauración

Octavia la Menor, hermana del emperador romano Augusto, fue una de las primeras constructoras de la Antigüedad, interviniendo en el ámbito de la arquitectura y la planificación urbana en aquella época. Su empuje sirvió para construir el Pórtico de Octavia, junto con su hijo menor, en el 27 antes de Cristo, cuando las mujeres imperiales todavía tenían la oportunidad de actuar como promotoras de diversas construcciones y actuaciones urbanas; algo que en las siguientes dinastías, evolucionó hacia una visión más masculina, por lo que si se hacía algo era «para» ellas, pero no «por» ellas. Para la investigadora Margaret Woodhull, de la Universidad de Colorado (Denver), se trata de la primera construcción pública construida por una mujer en Roma en ocho siglos. Esta mirada científica contradice, por ejemplo, la visión masculina de la historia que aparece. Esta asigna su construcción a Augusto, que decidió dedicarla a su hermana menor.

## Europa:sigloXV-sigloXVIII
Antonio Manetti, biógrafo de Brunelleschi, menciona que una de las propuestas para el concurso del diseño de la linterna del Duomo de Florencia que se realizó en 1436, pertenecía a "una fémina".
En Francia, Katherine Briçonnet (1494-1526) construyó el Castillo de Chenonceau, en el valle del Loira; Briçonnet supervisó la construcción desde 1513 hasta 1521, y tomó importantes decisiones arquitectónicas de la obra mientras su esposo estaba ausente por participar en las guerras italianas. Entre 1582 y 1587 Jacquette de Montbron construyó el Château de Matha.
También nobles inglesas como Bess de Hardwick (1527-1608) y Lady Anne Clifford (1590-1676), estuvieron a cargo de la construcción de mansiones y de la refacción de sus propiedades.
A principios del siglo XVII Catherine de Vivonne (1588-1665), construyó el Hotel de Rambouillet en París, donde se reunían afamados literatos. Mientras en Italia, Plautilla Bricci (1616-1705) realizó dos obras importantes en Roma. La primera fue la Villa Benedetti, cerca de la Puerta de San Pancracio en la colina Junícula y realizada por encargo de Elpidio Benedetti en 1663, agente del Cardenal Mazarino. La segunda, la capilla de San Luis, en la iglesia de San Luis de los Franceses, que fue inaugurada en 1680.
Lady Elizabeth Wilbraham (1632-1705) en Inglaterra, ha sido considerada la arquitecta de Wotton House, en Buckinghamshire, entre otras edificaciones. Actualmente hay mucha información que demuestra que ella pudo haber diseñado aproximadamente 400 edificaciones, incluidas 18 iglesias inglesas, que antes le fueron atribuidas a su discípulo Sir Christopher Wren.
Cerca del final del siglo xviii, otra mujer inglesa, Mary Townley (1753-1839), asesorada por el artista Sir Joshua Reynolds, diseñó varios edificios en Ramsgate, en el sureste de Inglaterra; entre ellos, Townley House, considerado una joya arquitectónica.
Hacia fines del siglo XVIII las primas Jane (1750-1811) y Mary Parminter (1767-1849) construyeron una serie de edificaciones, entre las que se encuentra la mansión de A La Ronde, hoy patrimonio histórico inglés.

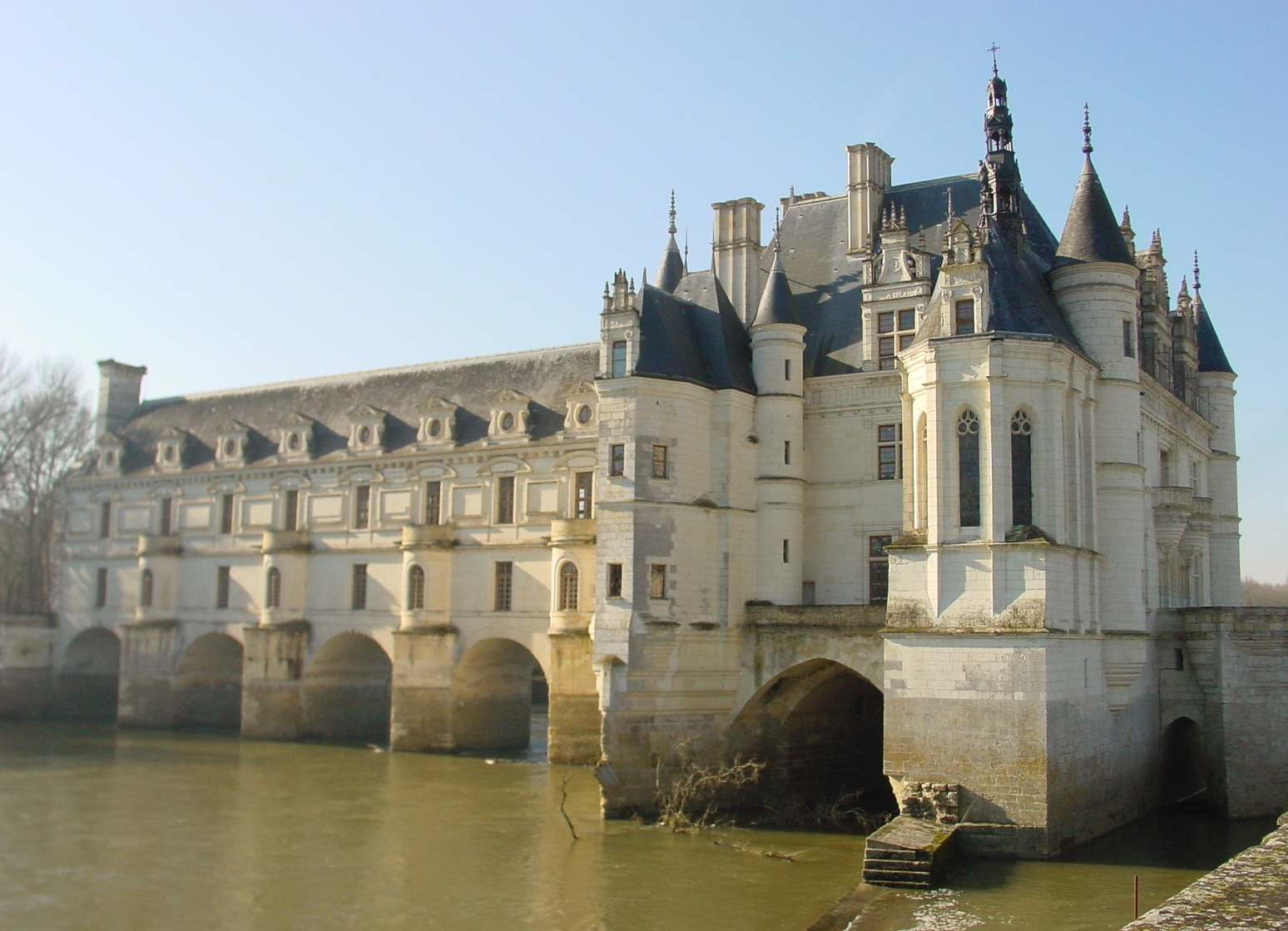
Katherine Briçonnet: Castillo de Chenonceau, 1521
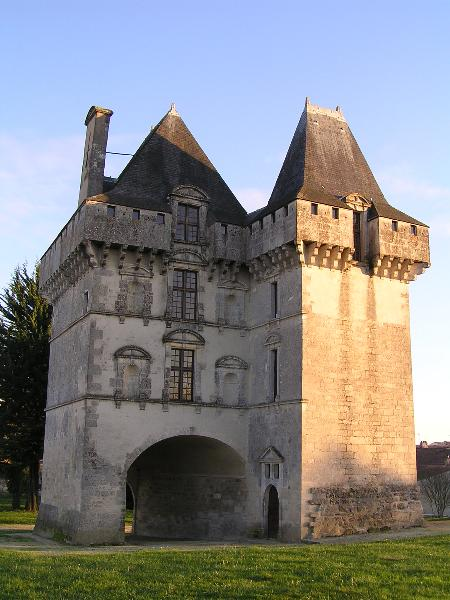
Jacquette de Montbron, Château de Matha, 1582 y 1587
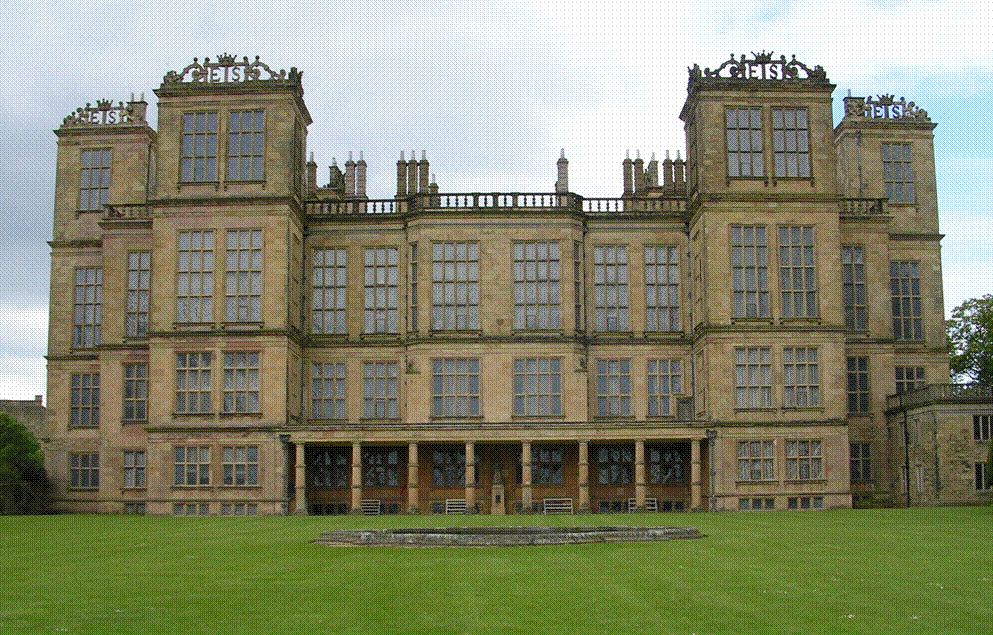
Hardwick Hall, construido por Bess de Hardwick, fines del siglo XVI
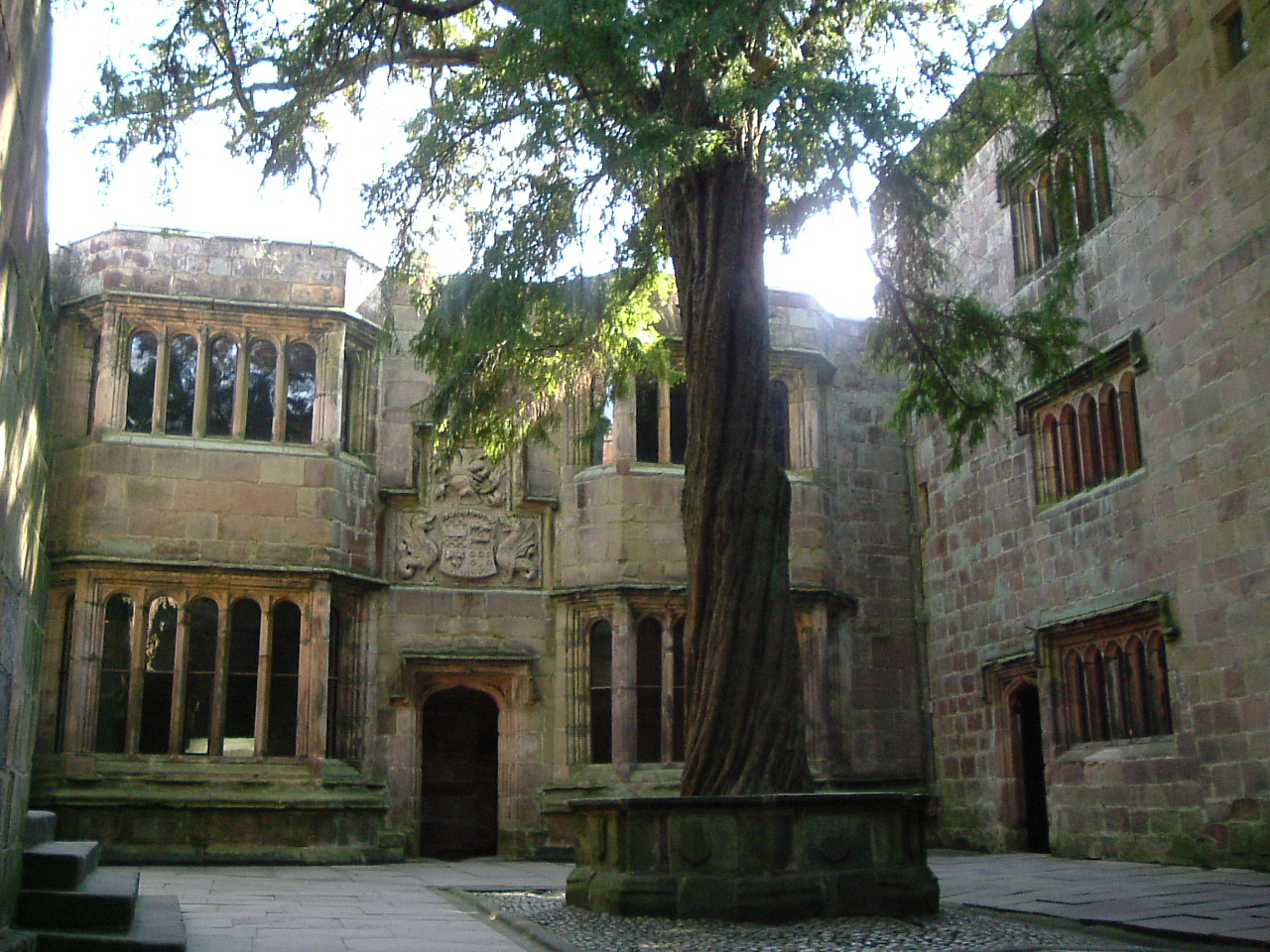
Castillo de Skipton, reconstruido por Lady Anne Clifford, 1659
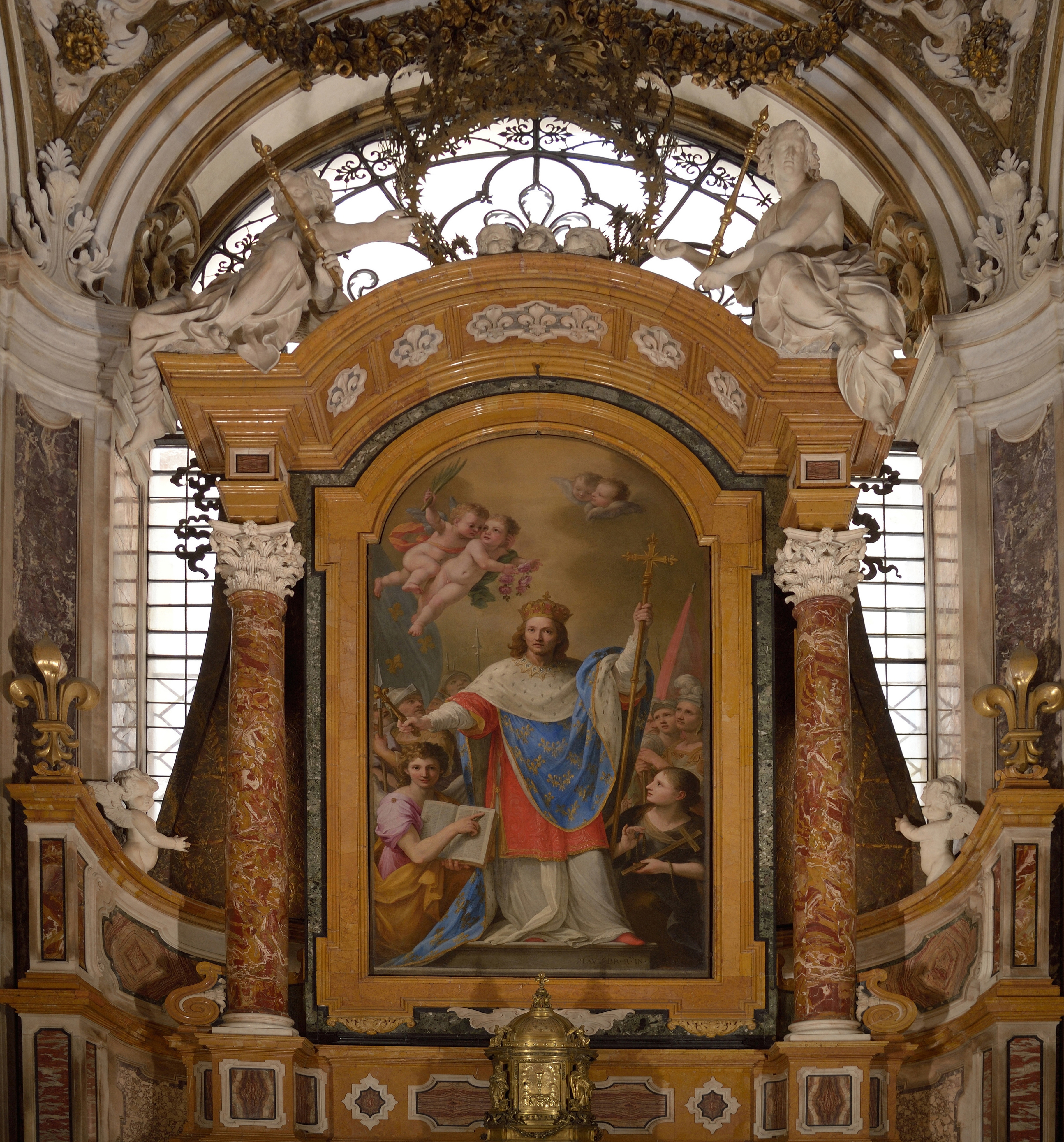
Altar de San Luis en la Iglesia de San Luis de los Franceses (Roma), Plautilla Bricci, 1664
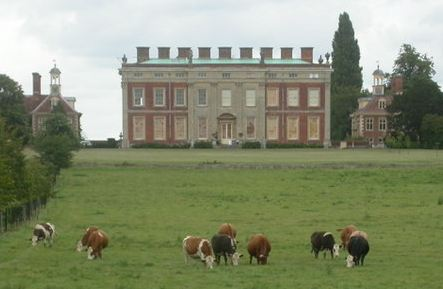
Wotton House, Buckinghamshire, posiblemente diseñado por Elizabeth Wilbraham, 1714
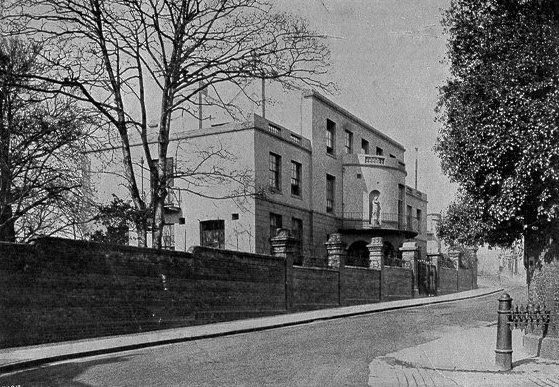
Mary Townley: Townley House, Ramsgate,1780
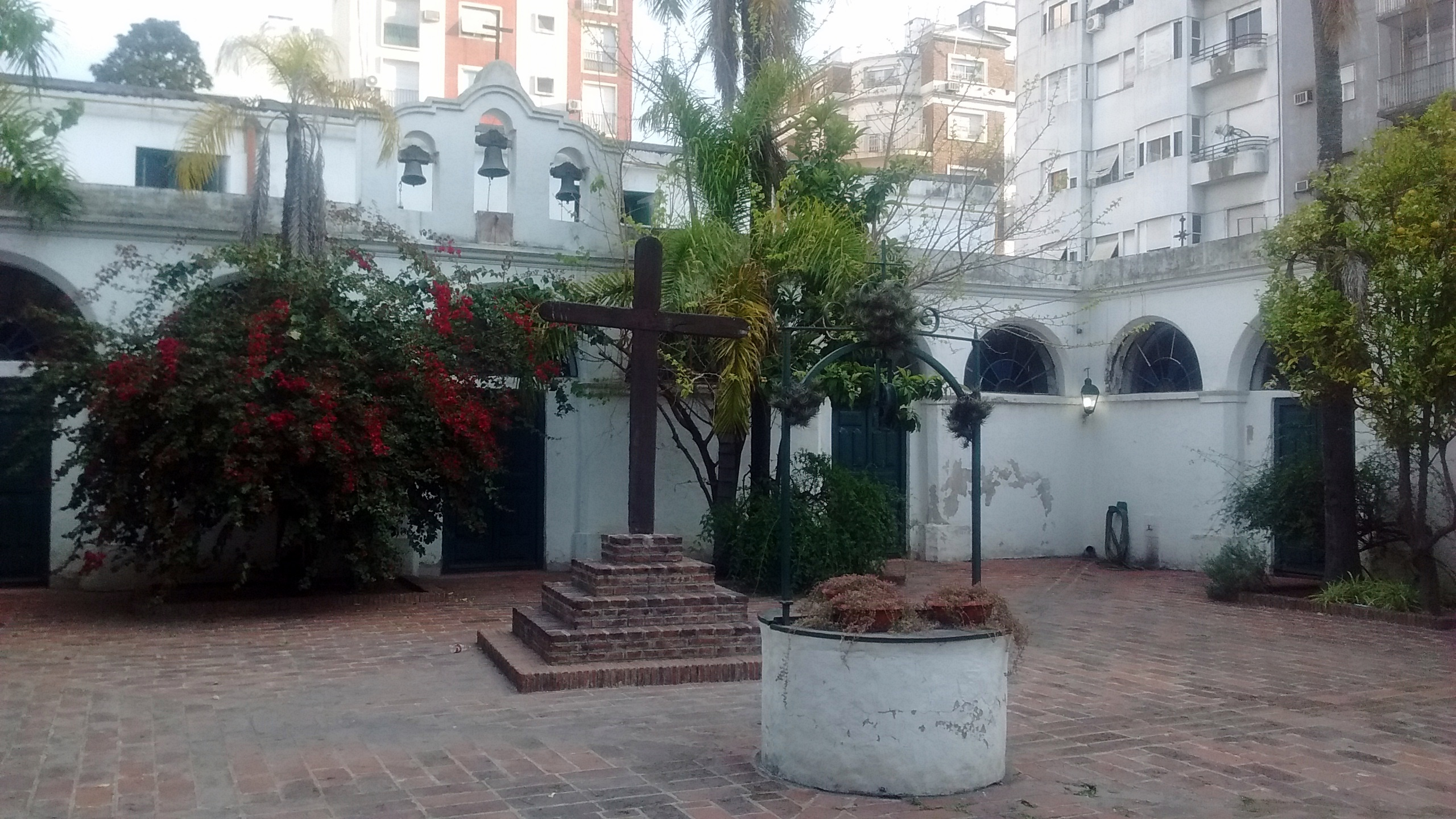
María Antonia de Paz y Figueroa, Santa Casa de Ejercicios Espirituales, Buenos Aires, 1795
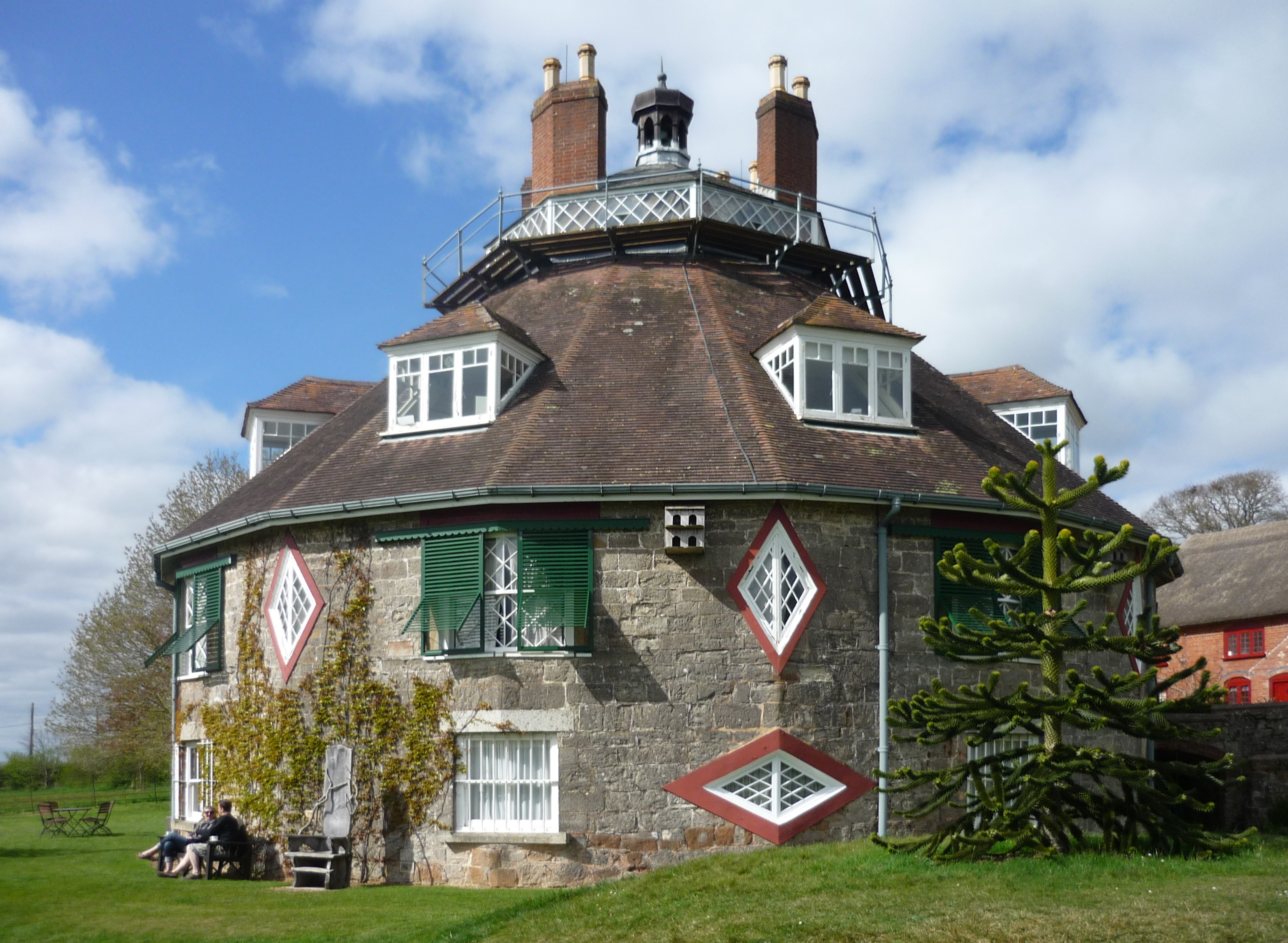
Jane y Mary Parminter, A La Ronde, 1796

## sigloXIX
Sarah Losh (1785-1853), terrateniente inglesa de la villa de Wreay, en el condado de Cumbria, ha sido descrita como una genio romántica, anticuaria, arquitecta y visionaria; su obra principal es la iglesia de Santa María, pero también construyó otros varios edificios y monumentos.
Otra mujer inglesa, Sophy Gray (1814-1871), casada con Robert Gray, arzobispo de Ciudad del Cabo, ayudaba a su esposo en labores administrativas y sociales, y también en el diseño de por lo menos 35 iglesias anglicanas construidas entre 1848 y 1880, en estilo neogótico.
La hija de un fabricante de carruajes francocanadiense, la madre Joseph Pariseau (1823-1902), fue una de las primeras mujeres arquitectas en Norteamérica, y una pionera en la arquitectura del noroeste de los Estados Unidos. En 1856, junto con sus hermanas de Montreal, se mudó a Vancouver, Washington, donde diseñó once hospitales, siete academias, cinco escuelas para niños nativos americanos y dos orfanatos en el área que hoy en día abarca Washington, Oregón, Idaho y Montana.
Harriet Morrison Irwin (1828-1897) se convirtió en la primera mujer en lograr una patente arquitectónica en los Estados Unidos.
Elinor Mead Howells (1837-1910), hermana del arquitecto William Rutherford Mead, construyó la casa propia de la familia en Cambridge, hoy incluida en el Registro Nacional de Lugares Históricos de los Estados Unidos.
Egresada del MIT, a los 19 años Sophia Hayden Bennett (1868-1953) fue la primera arquitecta que ganó un concurso: el Edificio de la Mujer en la Exposición Mundial Colombina de Chicago de 1893. La encargada de la decoración del mismo fue la pionera en diseño de interiores Candace Wheeler (1827-1923).
Minerva Parker Nichols, (1860-1949) y Elise Mercur (1868-1947) fueron las primeras arquitectas que instalaron su estudio sin colaboración masculina.
La artista y reformadora social Mary Fraser Tytler diseñó y construyó la capilla mortuoria Watts en Compton, Reino Unido (1895) y la galería Watts (1903–04) para preservar el trabajo de su marido.
Emily Elizabeth Holman (1854-1925), se formó practicando en un estudio de arquitectura y fue una de las primeras mujeres arquitectas de Pennsylvania, responsable de proyectar varios sitios históricos importantes como el National Park Seminary.

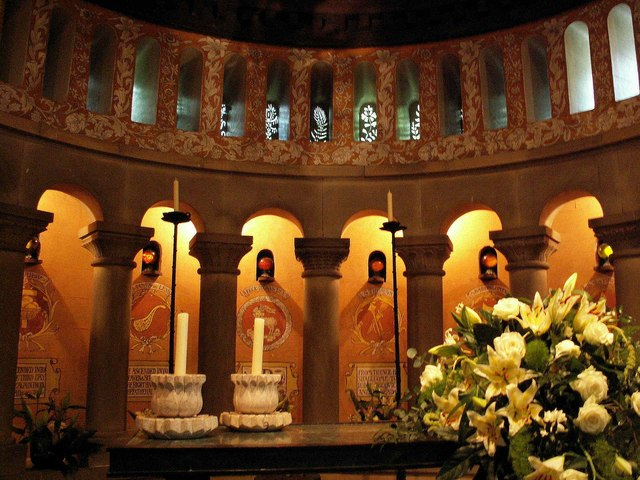
Sara Losh: Iglesia de Santa María (Wreay),1842
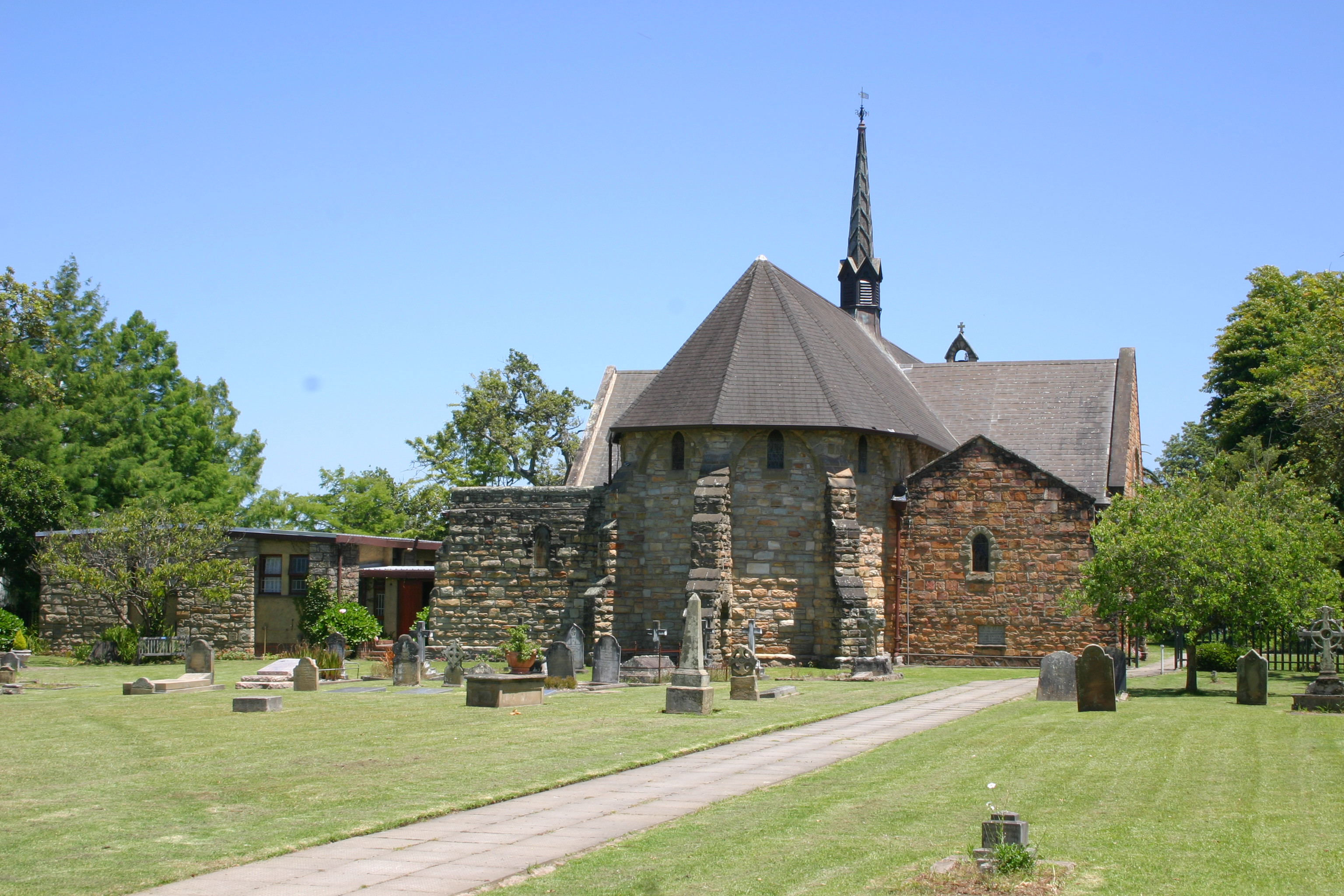
Sophy Gray: Catedral de San Marcos, George, Provincia Occidental del Cabo, Sudáfrica, 1849
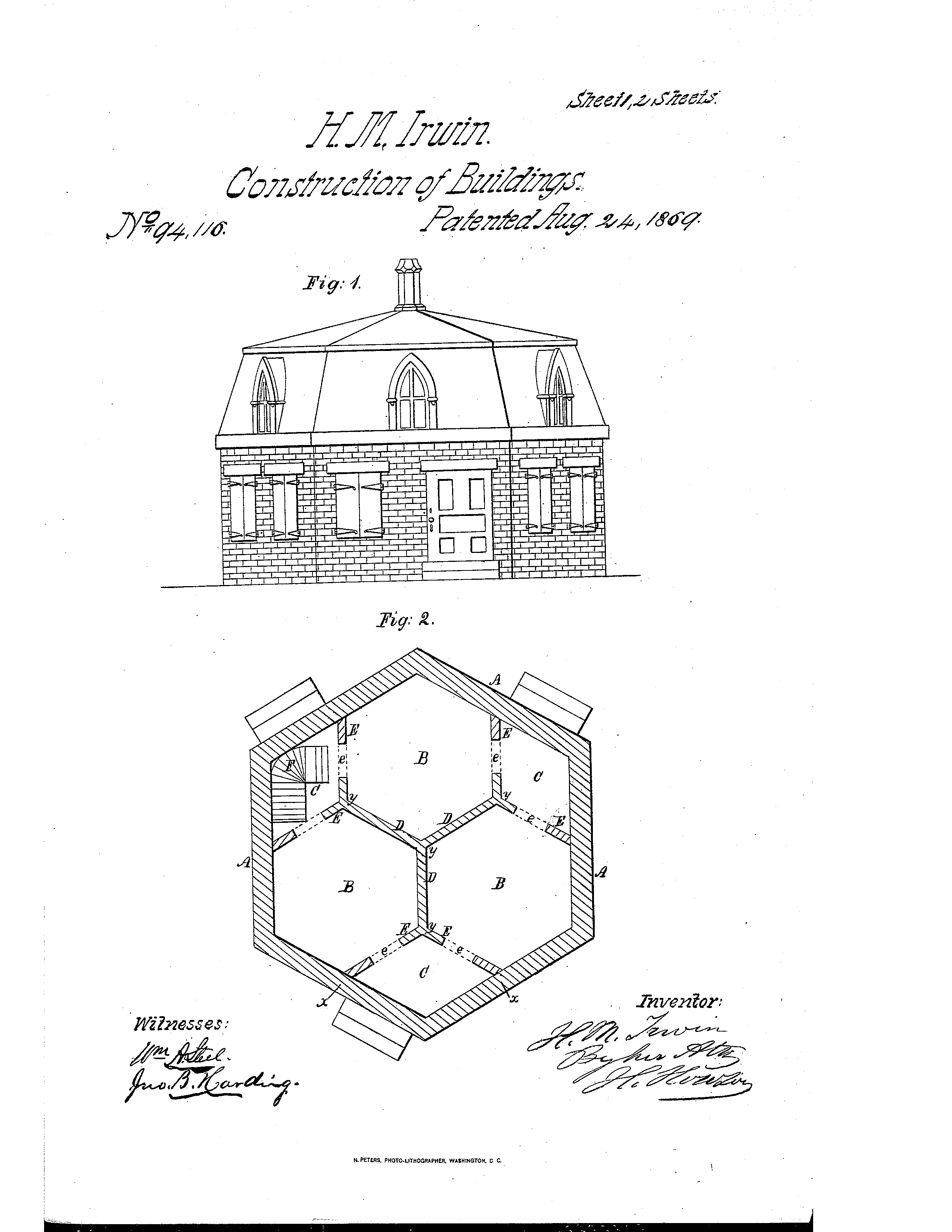
Harriet Morrison Irwin, Casa Hexagonal, patente, 1869
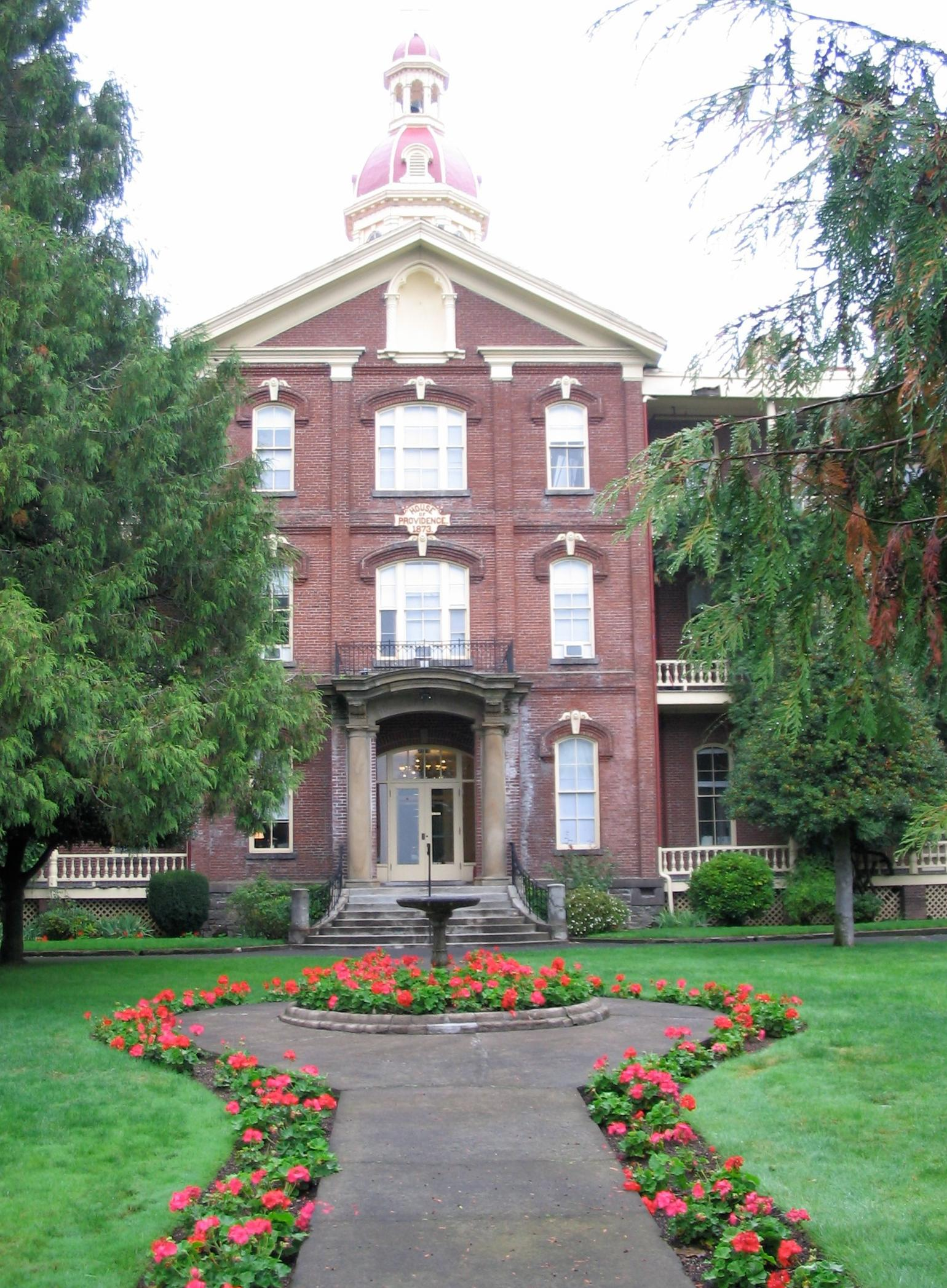
Mother Joseph Pariseau: Casa de la Providencia (Vancouver), Washington 1873
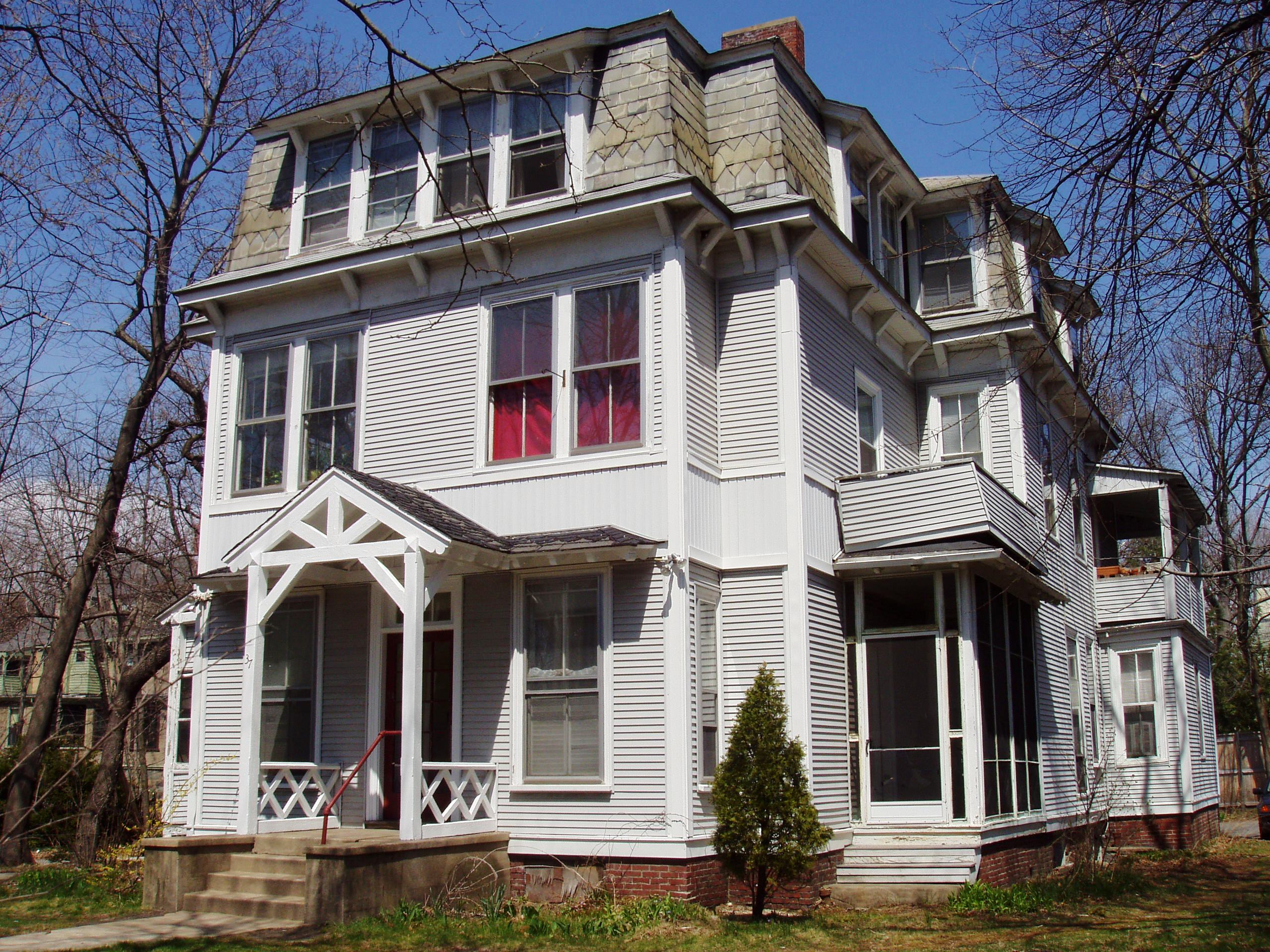
Elinor Mead Howells, William Dean Howells House en Cambridge, Massachusetts, 1873
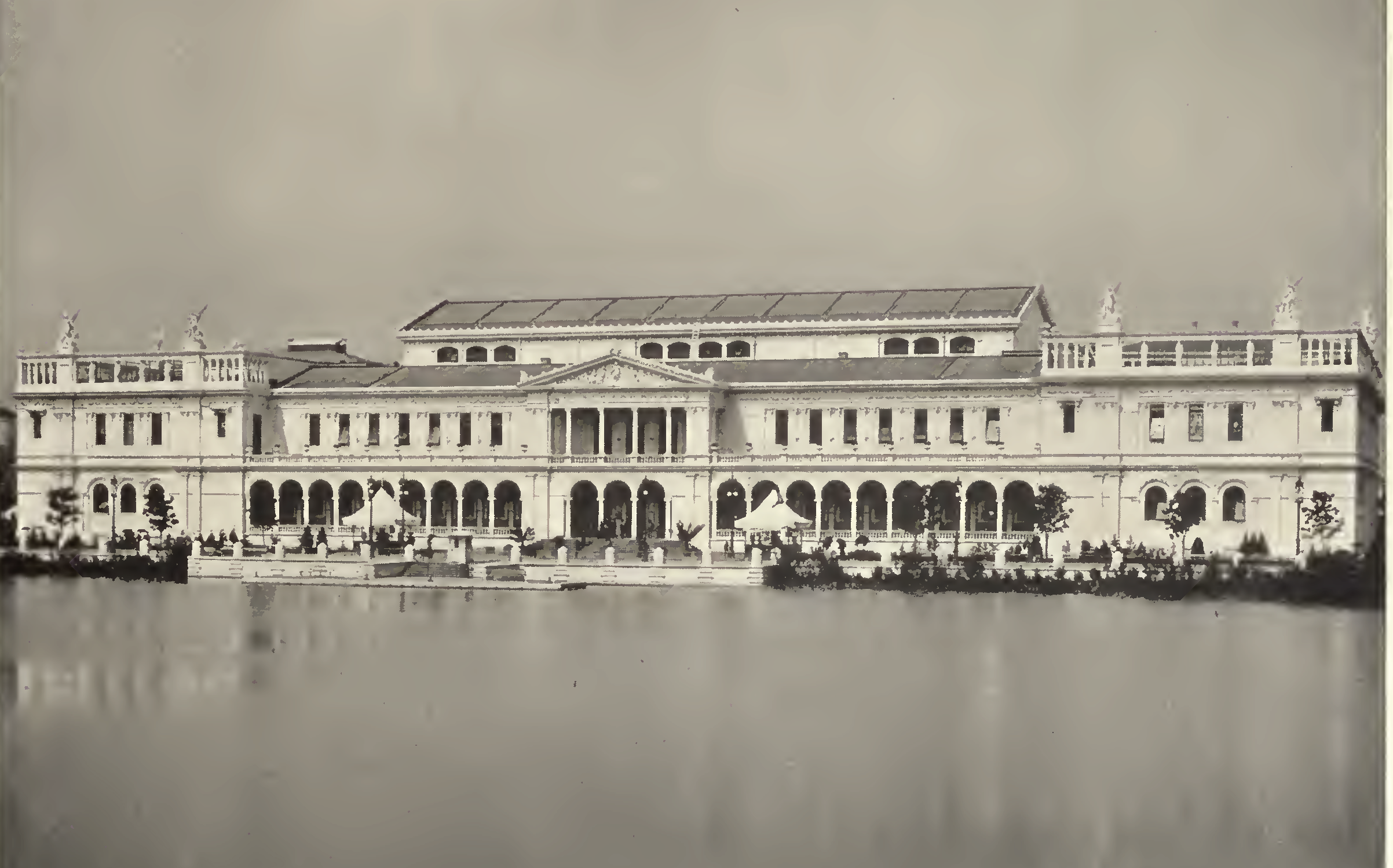
Sophia Hayden Bennett, Edificio de la Mujer, Chicago, 1892
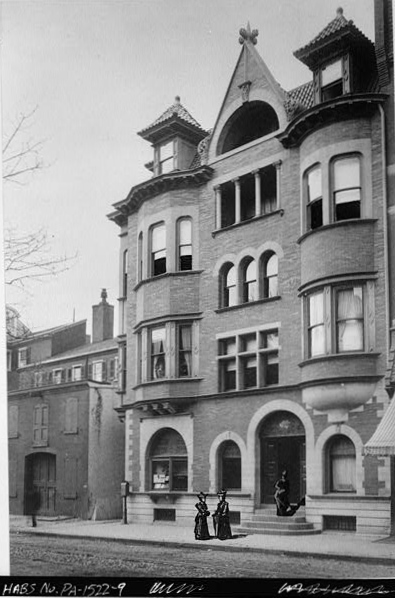
Minerva Parker Nichols, New Century Club, Philadelphia, 1893
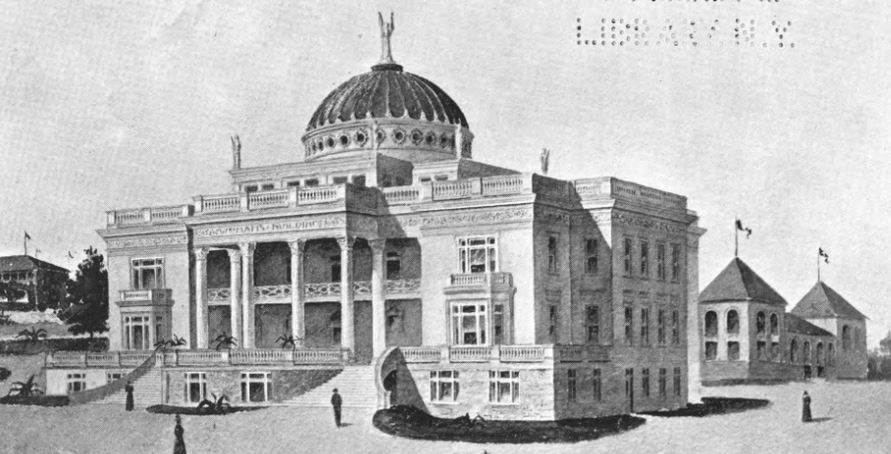
Elise Mercur, Edificio de la Mujer en la Exposición del Algodón, 1895
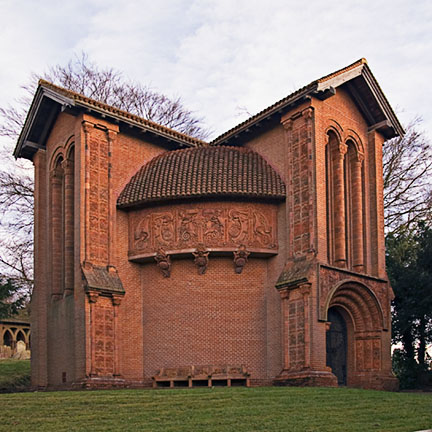
Mary Fraser Tytler, Watts Mortuary Chapel, Compton, 1895
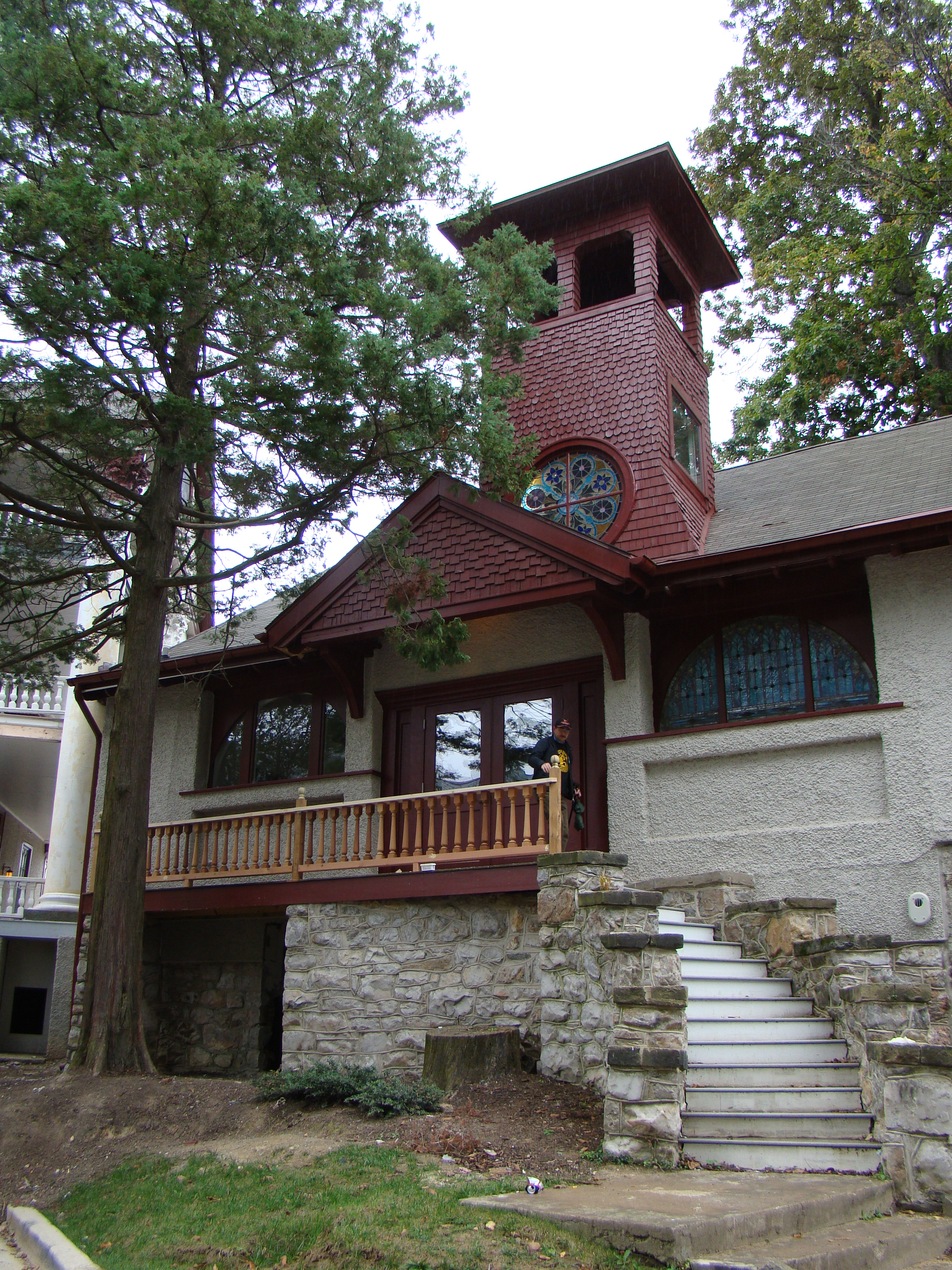
Emily Elizabeth Holman, Capilla en National Park Seminary, 1898

## Pioneras delsigloXX
El ámbito del diseño de lo doméstico fue un espacio fructífero para las arquitectas principios del siglo XX ya que “el” arquitecto se pensaba como constructor de grandes monumentos e instituciones. Es durante el movimiento moderno que la vivienda pasa a ser centro de atención de la profesión y es colonizada por los varones. Al principio las mujeres fueron accediendo a la profesión a partir de las prácticas ya que no tenían acceso a la educación formal.
Louise Blanchard Bethune (1856-1913), fue la primera estadounidense que trabajó como arquitecta profesional. En 1876 tomó un trabajo como diseñadora en la oficina de Richard A. Waite y F. W. Caulkings en Búfalo, Nueva York, donde trabajó por cinco años, demostrando que podía sostener su posición por sí misma en lo que era por entonces una típica profesión masculina. En 1881 abrió en Búfalo una oficina independiente junto con su esposo, Robert Bethune, ganándose así el título de la primera arquitecta profesional de su nación.
Otra pionera fue Katharine Cotheal Budd (1860-1951) estudió arte y diseño en la William Merritt Chase's Shinnecock School en Long Island. Recibió clases particulares de William R. Ware, un reconocido arquitecto y profesor de la Columbia University, y después viajó a París para recibir formación y experiencia en un taller. Diseñó casas, mansiones, cabañas, edificios comunitarios, escuelas y hoteles, y también escribió artículos para las revistas
Annie Rockfellow (1866-1954) fue la primera arquitecta de Arizona. Defendió la arquitectura local como generadora de “sentido de lugar” y creó obras que retomaban el lenguaje colonial.
Otra notable pionera fue Josephine Wright Chapman (1867-1943). No recibió una educación arquitectónica formal, pero diseñó varias edificaciones antes de establecer su propia firma. Su obra principal es Tuckerman Hall, en Worcester, Massachusetts.
Theodate Pope Riddle (1868-1946) creció en Farmington, Connecticut, donde contrató miembros de la facultad para que la asesoraran en arquitectura. Sus primeros diseños, como Hill-Stead (1901), fueron transformados a planos por la firma McKim, Mead & White, que la proveyó de conocimiento arquitectónico. Ella fue la primera mujer licenciada en arquitectura en Nueva York y Connecticut y en 1926 fue nombrada miembro del AIA.
Otra practicante de arquitectura en Estados Unidos fue Emily Williams (1869-1942), de California del Norte. En 1901, junto con su amiga Lillian Palmer, se mudó a San Francisco, donde estudió diseño en la California High School of Mechanical Arts. Alentada por Palmer, construyó una serie de cabañas y casas en el área, incluyendo una casa familiar en la calle Broadway de San Francisco, la que ahora es un edificio protegido.
Otra figura influyente fue Mary Colter (1869-1958). Después de estudiar en la California School of Design, en San Francisco, fue contratada por la Fred Harvey Company, en primera instancia para el diseño de interiores, pero poco tiempo después empezó a encargarse de ambiciosos proyectos arquitectónicos, incluyendo hoteles y alojamientos rústicos en el suroeste, varios en el parque nacional del Gran Cañón. Usualmente usaba motivos o adornos nativo-americanos, mientras mezclaba el estilo regional español colonial y el estilo renacentista; también utilizaba con facilidad el estilo art déco e incluso el streamline moderne.
Fay Kellogg (1871-1918) obtuvo sus conocimientos arquitectónicos con un tutor alemán que le enseñó a dibujar en el Pratt Institute, en Brooklyn, y trabajando con Marcel de Monclos en su taller de París. Ella deseaba estudiar en la École des Beaux-Arts, pero no fue admitida debido a que era mujer. Sin embargo, como resultado de sus esfuerzos, la institución posteriormente abrió sus puertas a las mujeres que desearan estudiar arquitectura. Cuando regresó a Estados Unidos, Kellogg ayudó a diseñar el Hall of Records, en Manhattan, antes de abrir un despacho propio. Ella diseñó cientos de edificios en Nueva York, e incluso el New York Times la describió como «una de las mujeres arquitectas más exitosas de América».
La primera mujer que fue admitida en el Royal Institute of British Architects (RIBA) fue Ethel Charles (1871-1962), en 1898. Ella y su hermana Bessie tenían conocimientos arquitectónicos por estar asociadas con Ernest George y Harold Peto. En 1893, ambas decidieron continuar su formación en la Architectural Association School of Architecture, pero no fueron admitidas. Ethel completó parte del curso de arquitectura ofrecido por The Bartlett, donde recibió una mención honorífica. Por ser mujer, no pudo obtener comisiones a largo y fue forzada a conformarse con modestos proyectos de casas y cabañas.
Clotilde Kate Brewster (1874-1937) se formó trabajando con otros arquitectos como Reginald Blomfield y Emanuel La Roche. Fue quizás la primera arquitecta internacional con obras en Francia, Italia, Alemania e Inglaterra.
La primera practicante de arquitectura en Alemania fue Emilie Winkelmann (1875-1951). Estudió arquitectura como invitada. Fue registrada con el nombre de «Emil», en el College of Technology de Hanover (1902-1908), pero se le negó su diploma, ya que las mujeres tuvieron derecho a titularse recién a partir de 1909. Trabajó haciendo prácticas en Berlín, donde tuvo a su cargo a 15 empleados. Finalizó la construcción de treinta casas antes del estallido de la guerra. Una de sus edificaciones más reconocidas fue el Teatro Tribüne, en Charlottenburg-Wilmersdorf, que originalmente era una escuela para niñas.
Nelle Peters (1884-1974) fue una de las pocas arquitectas que en los años 20 ejerció su práctica profesional de manera independiente en los Estados Unidos con una producción cercana a los 1000 edificios. Como resultado, decidió convertirse en arquitecta, inicialmente obteniendo un empleo en la firma Eisentrout, Colby y Pottenger en Sioux City donde permaneció por cuatro años y tomó cursos de arquitectura por correo.
Margaret Kropholler-Staal (1891-1966) fue una de las primeras mujeres en ejercer la profesión en los Países Bajos. Comenzó con sólo 16 años como aprendiz en el estudio de arquitectura de su hermano, Alexander J. Kropholler, y el socio de éste, Jan Frederik Staal con quien se casaría más tarde. En sus inicios se ocupó del diseño de mobiliario e interiores, y poco a poco fueron asignándole proyectos de mayor envergadura, llegando a diseñar edificios de viviendas.

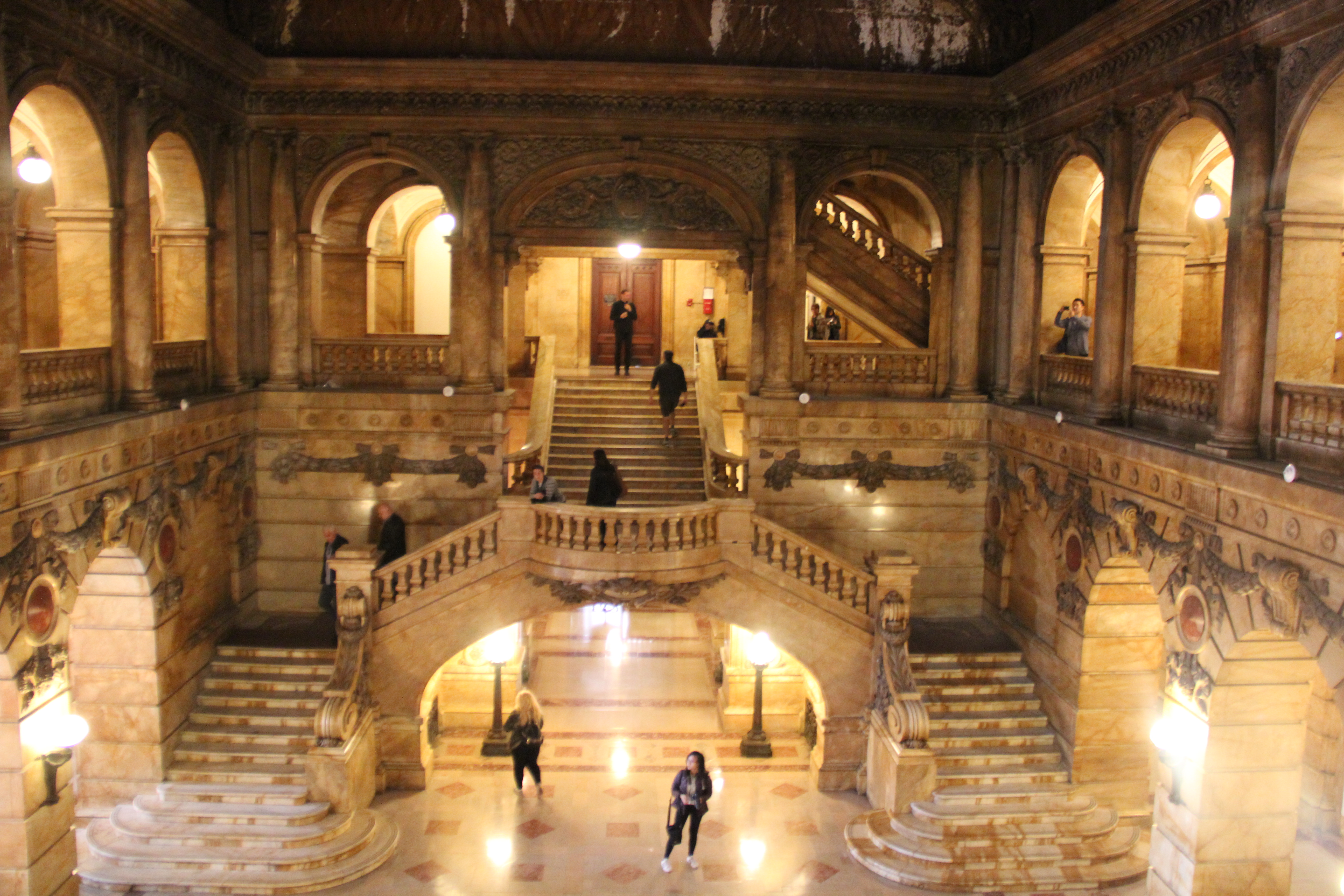
Fay Kellogg, Escalera doble del Hall of the Records, 1900
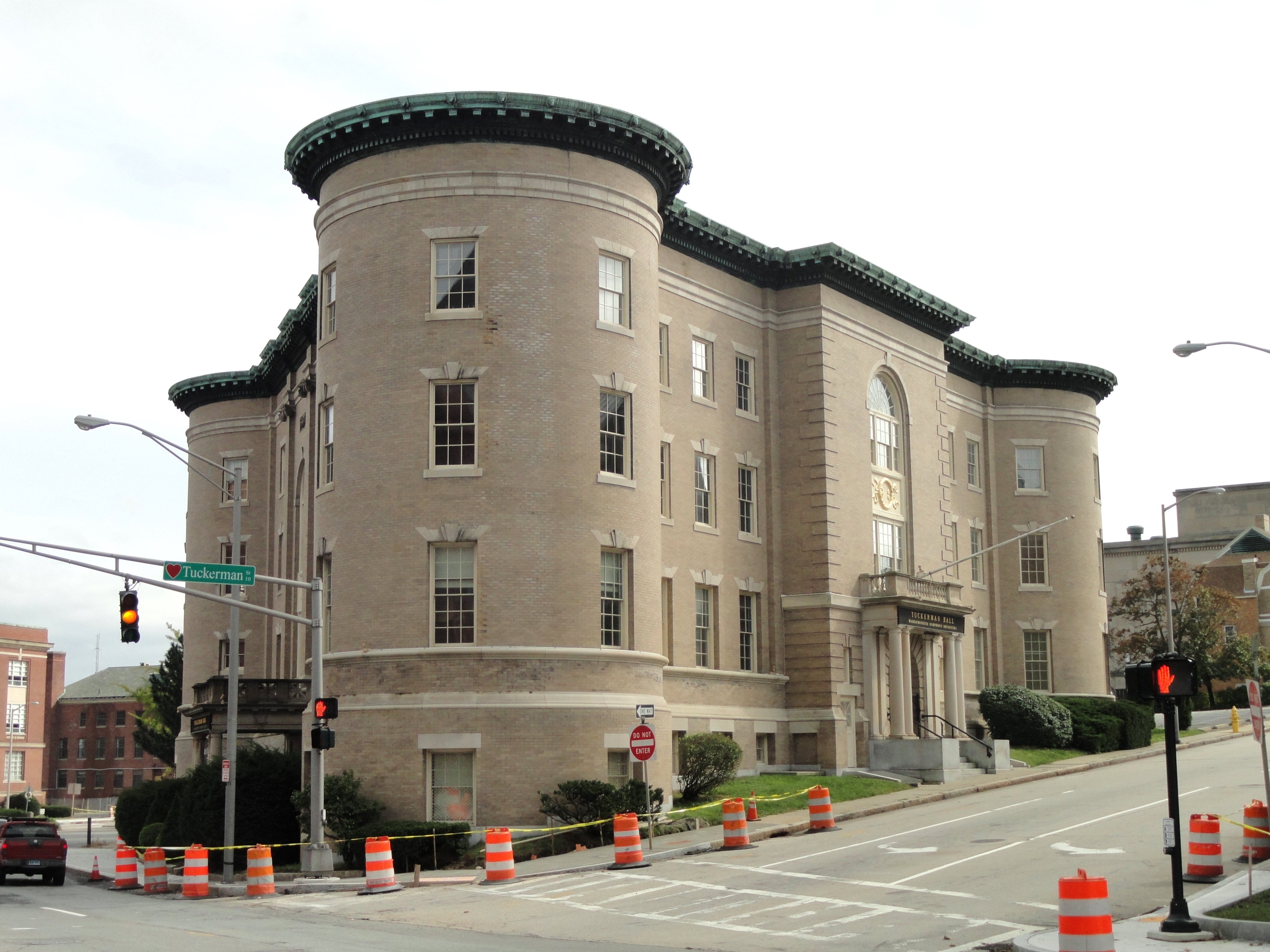
Josephine Wright Chapman, Tuckerman Hall, Worcester, Massachusetts 1902
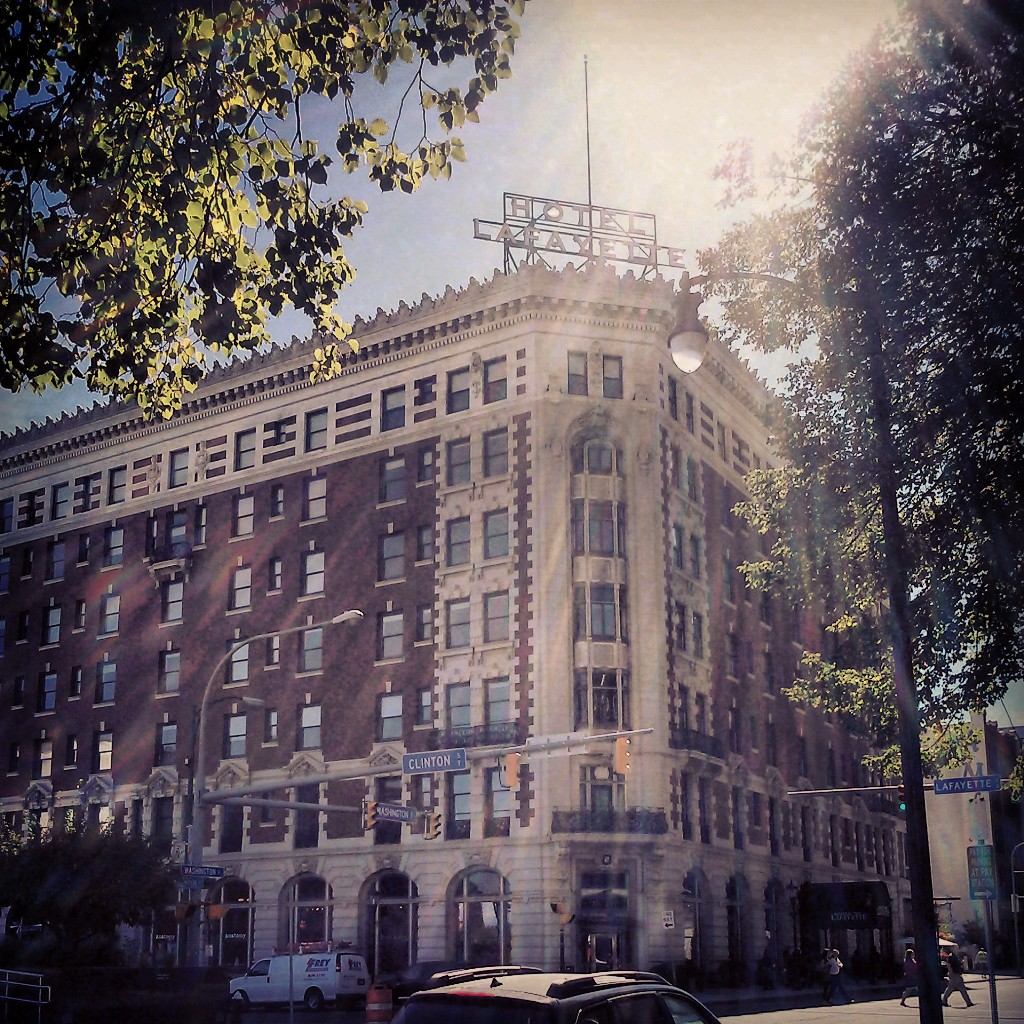
Louise Blanchard Bethune, Hotel Lafayette, Buffalo, 1902
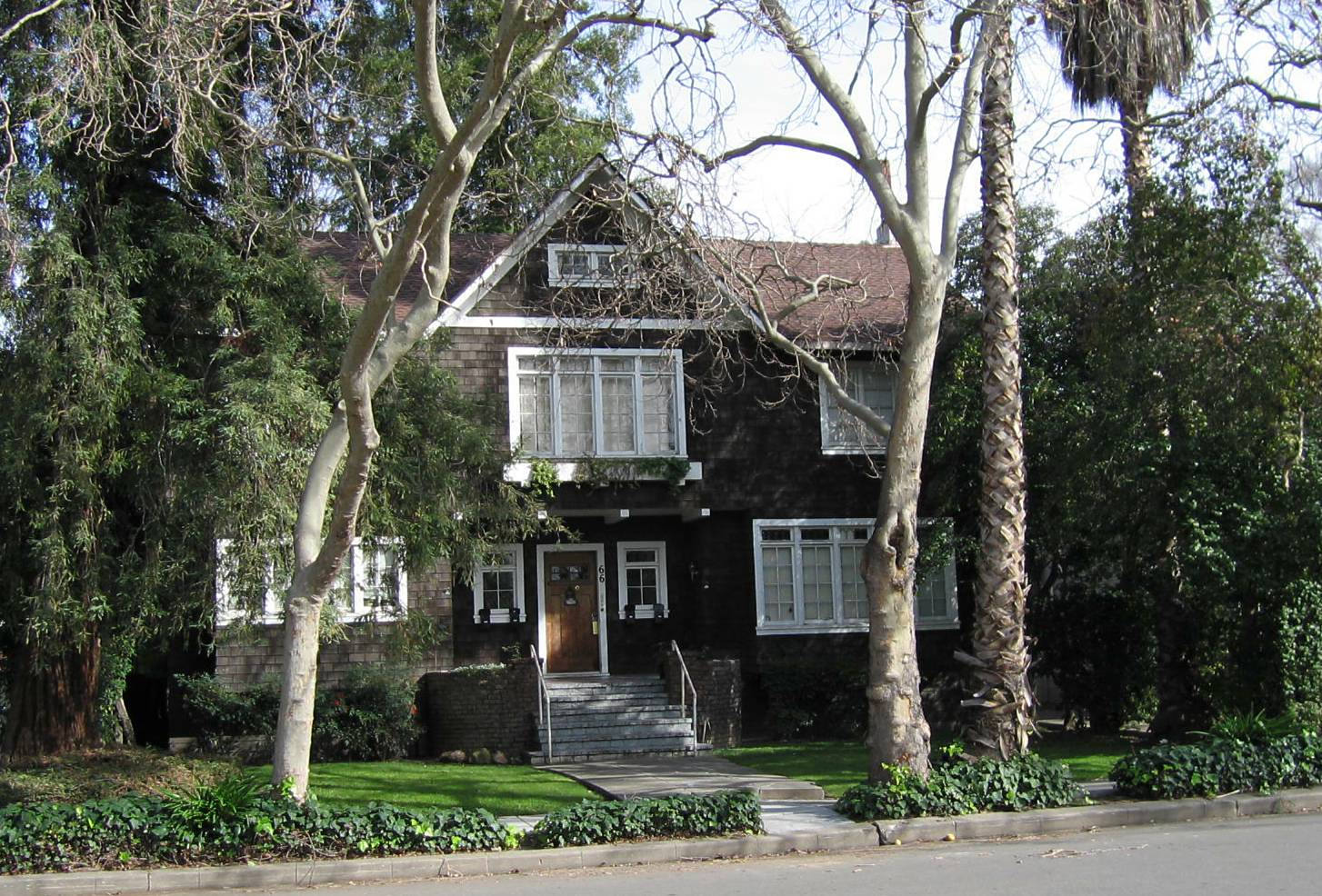
Emily Williams, casa Palmer, San José, 1906
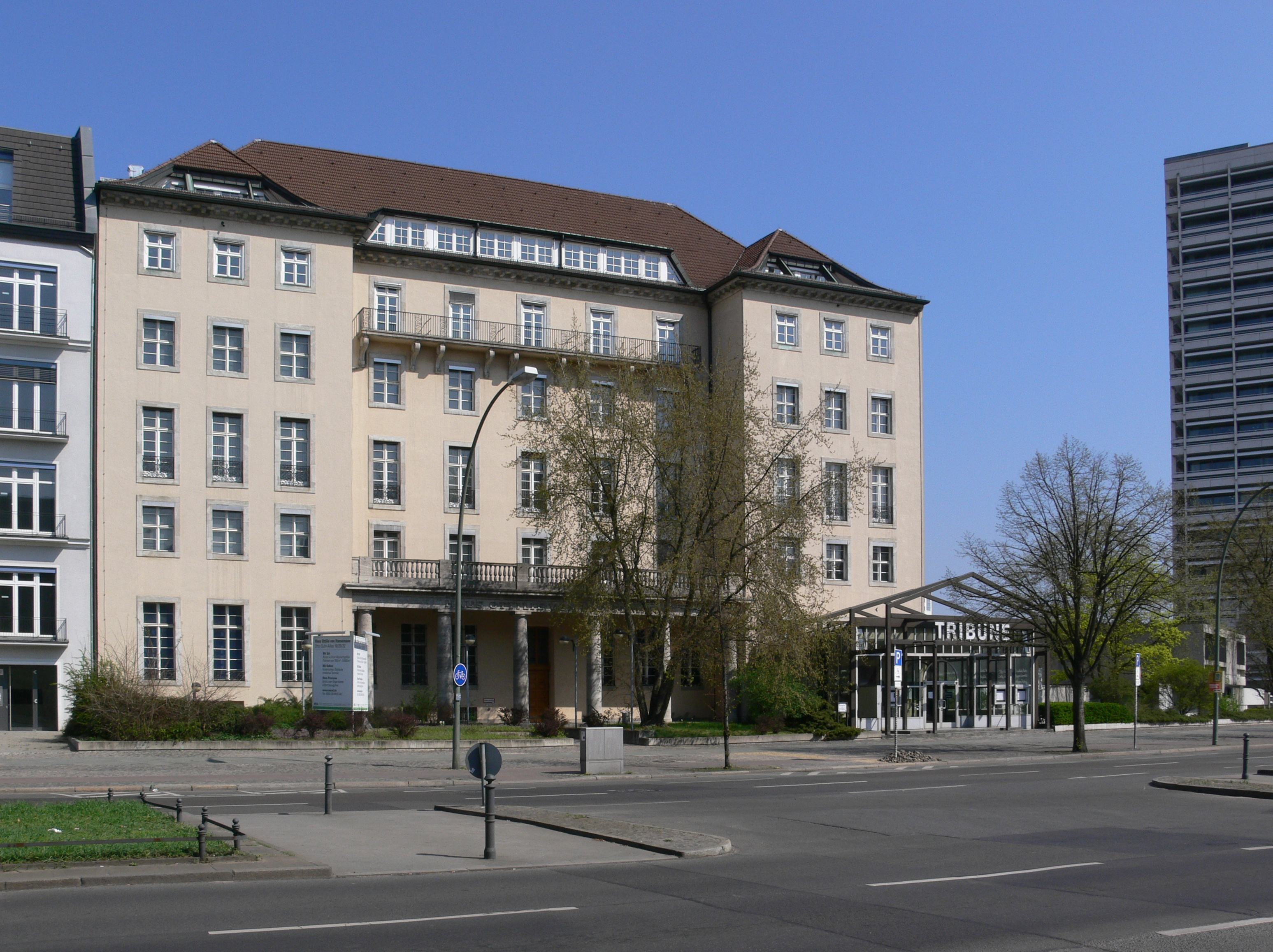
Emilie Winkelmann: Tribüne theatre, Berlín, 1915
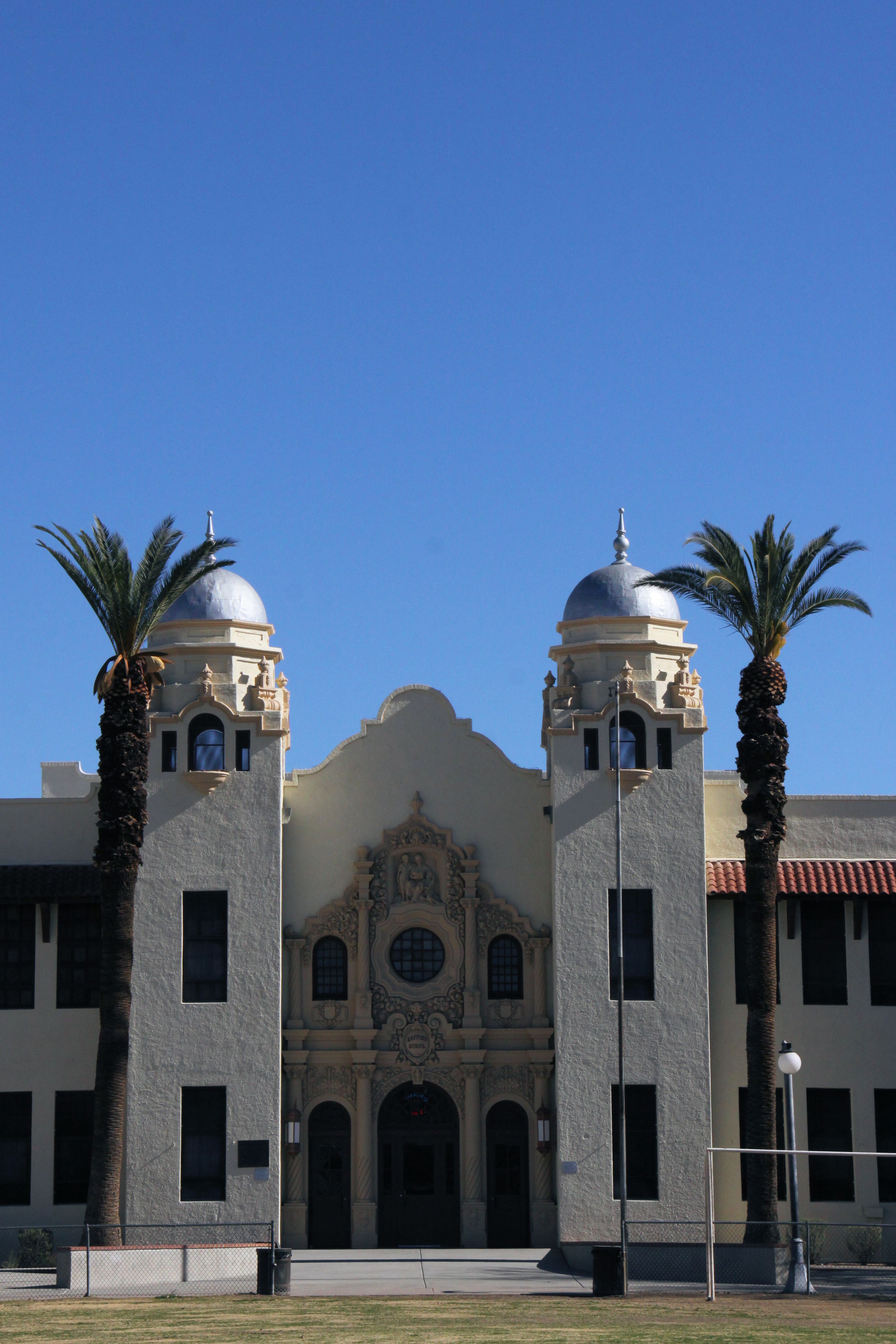
Annie Rockfellow, Escuela Safford, 1918
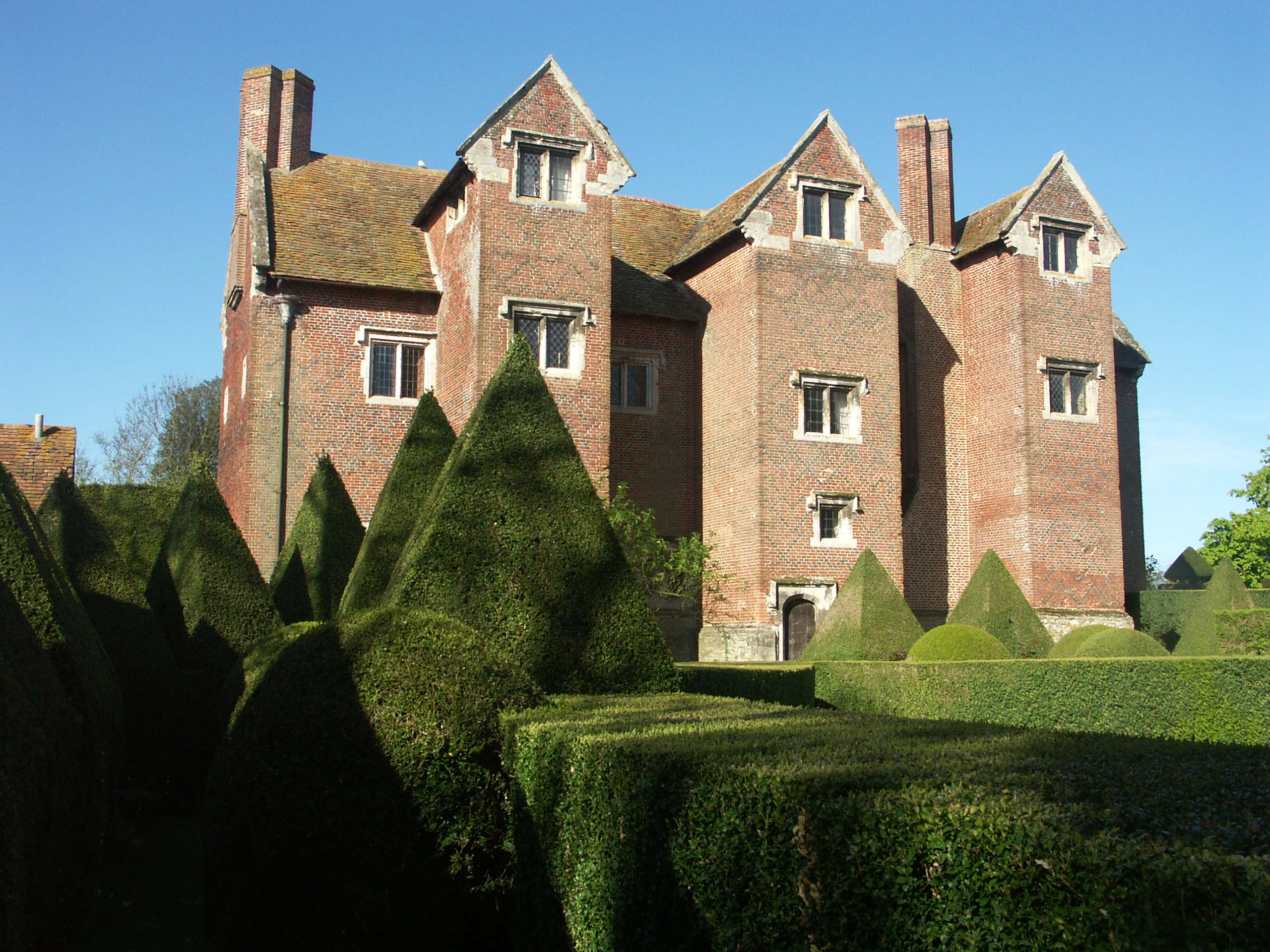
Clotilde Kate Brewster, restauración de Beckley Park, 1922
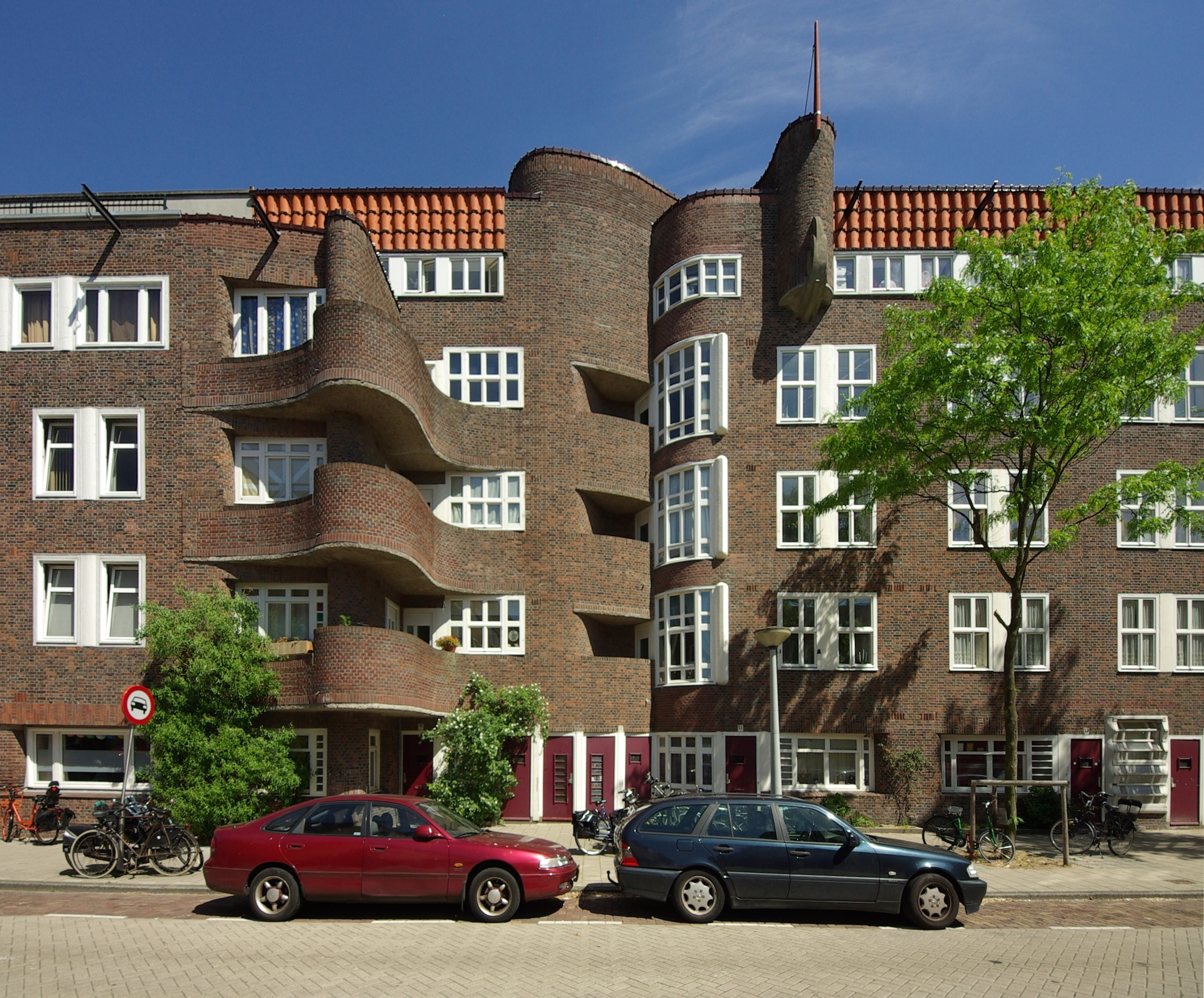
Margaret Staal-Kropholler, Viviendas en Ámsterdam, 1922
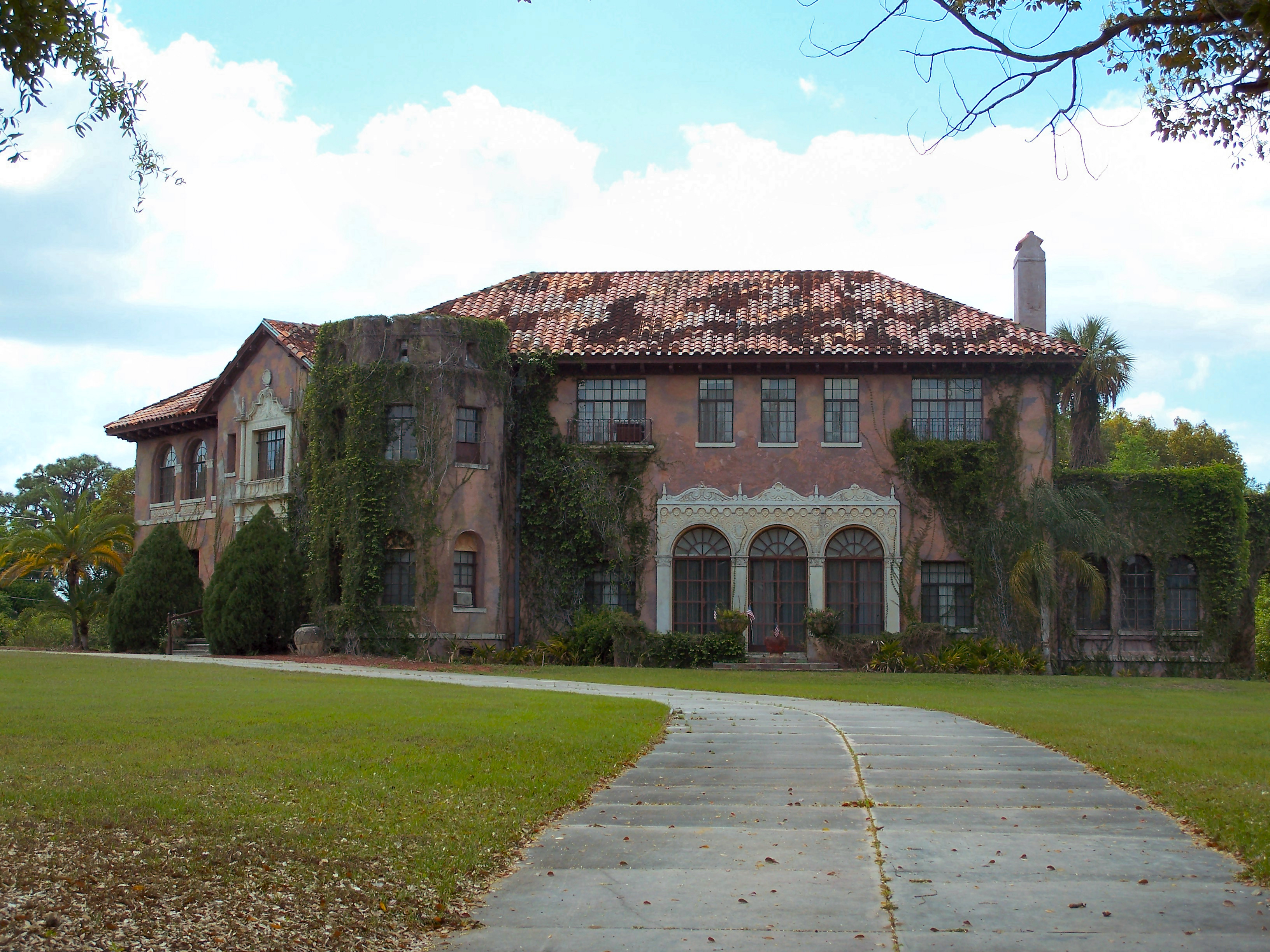
Katharine Cotheal Budd, Casa Howey, 1925
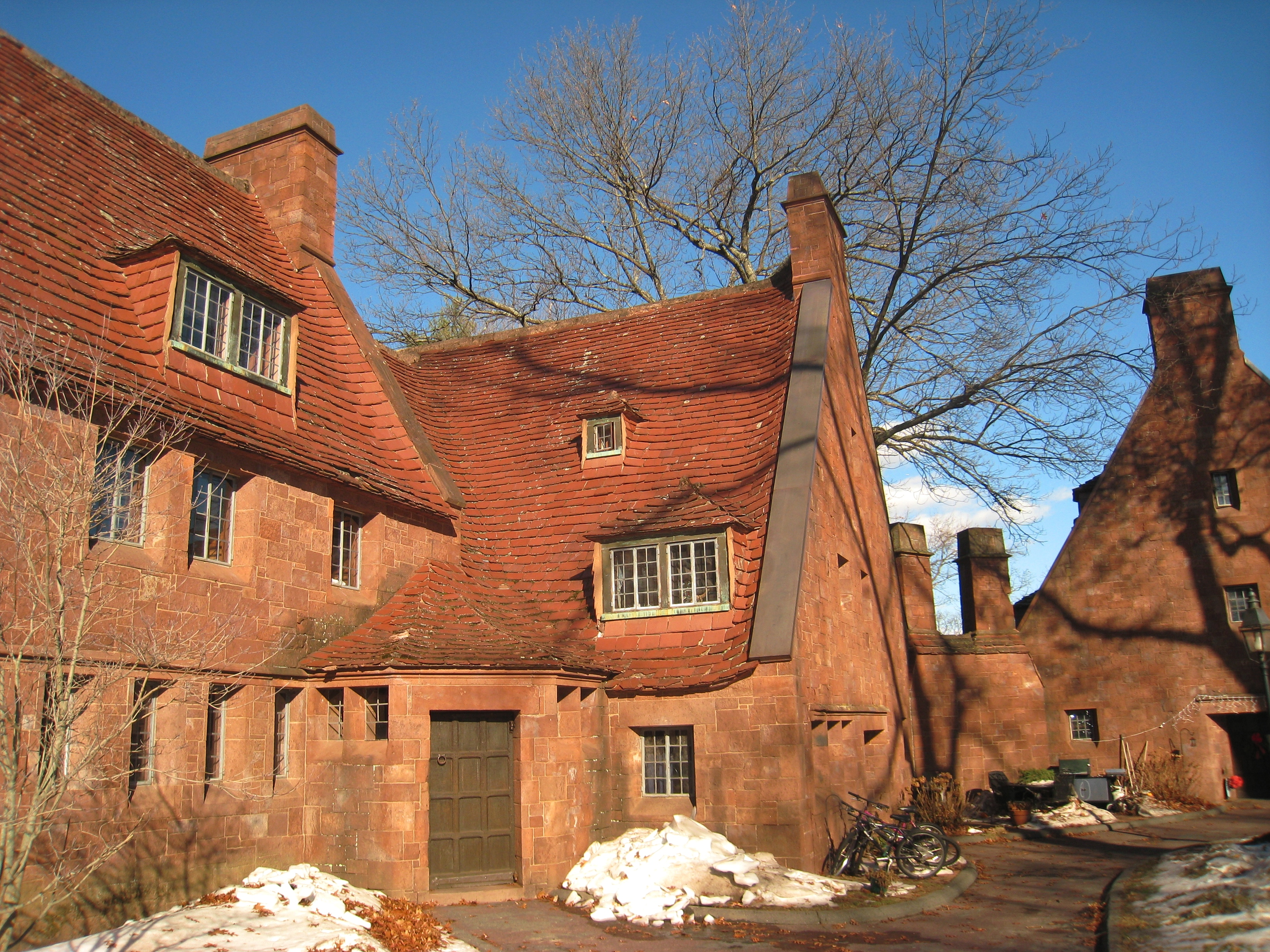
Theodate Pope Riddle, Avon Old Farms School, 1927
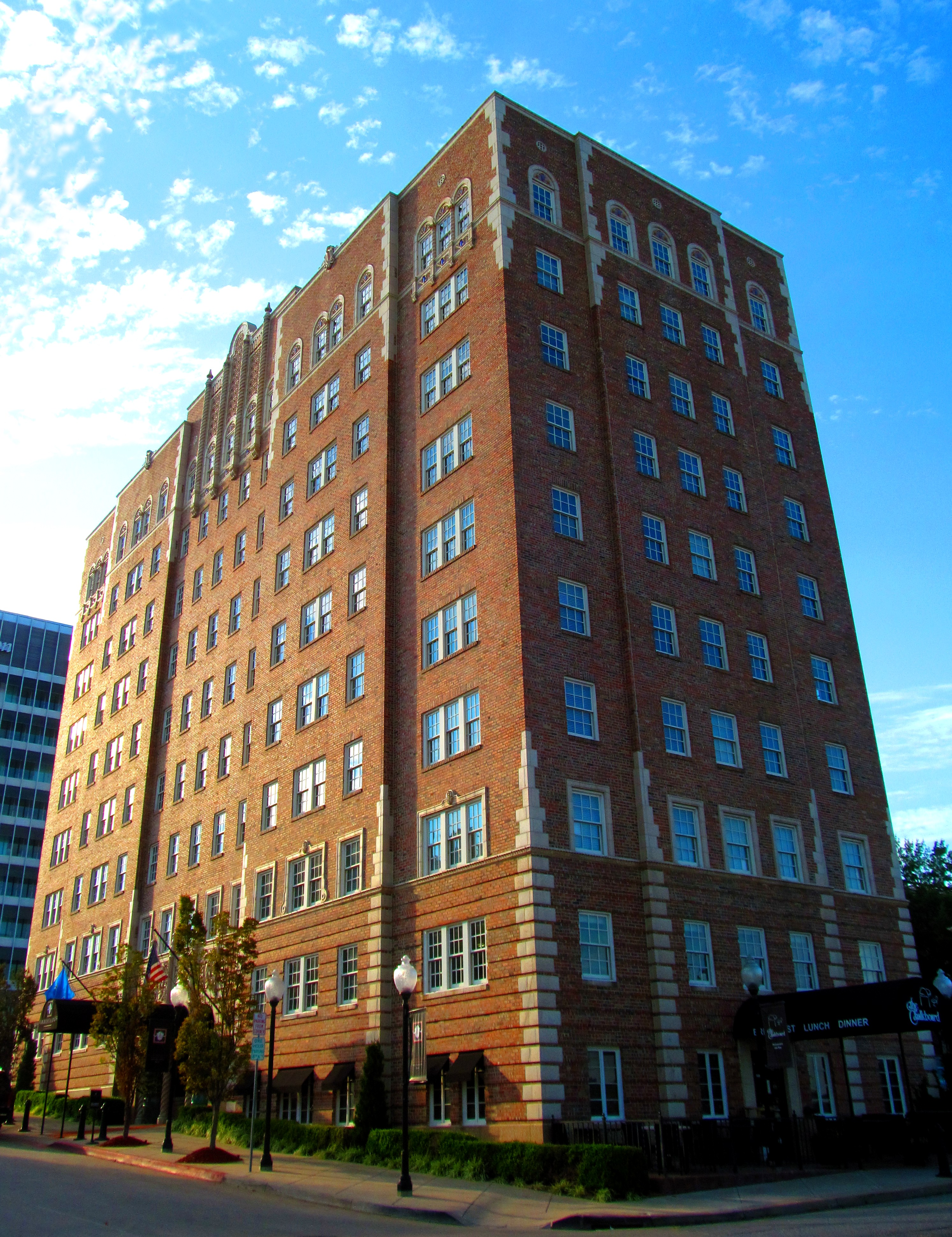
Nelle Peters, Ambassador Hotel, Tulsa, 1929
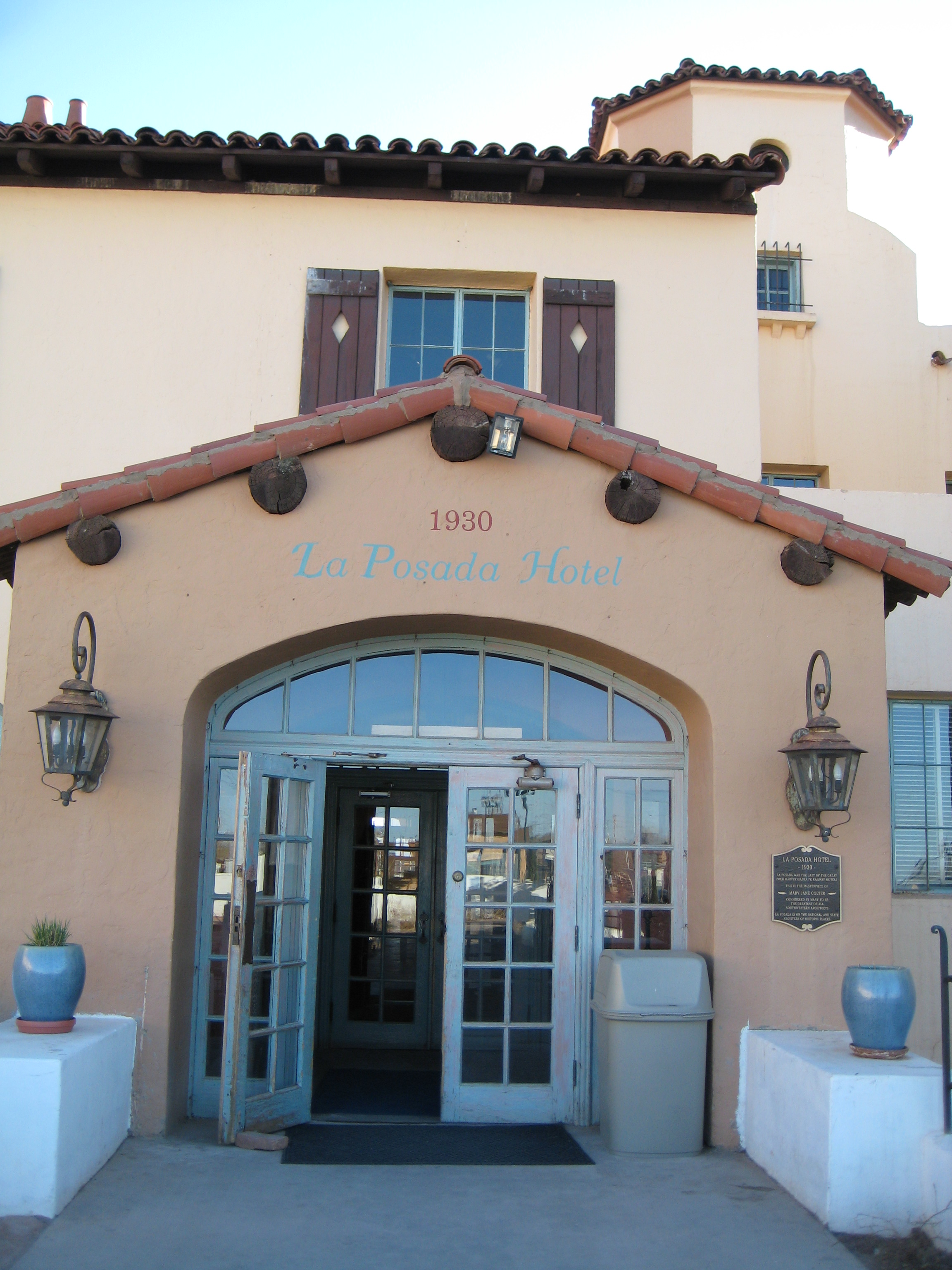
Mary Colter: La Posada Hotel, Winslow, Arizona, 1930

## Primeros títulos
Durante el siglo XIX las mujeres no tenían acceso a la educación ni a los derechos civiles. Es a partir del logro simultáneo de estos derechos que comienzan a participar activamente. En 1887 es elegida por primera vez en el mundo una mujer en un cargo de alcaldesa (Susanna Salter en Argonia) y en 1893 las mujeres votaron por primera vez (en Nueva Zelanda). Si bien la enseñanza de la arquitectura ya se había institucionalizado en Estados Unidos en 1857, las mujeres no podían estudiar. La existencia de títulos facilitó el desarrollo de la profesión ya que para ellas era impensable autocalificarse como "arquitectas" ya que se consideraba que esta era una profesión masculina.
Otra cuestión, como hemos visto, que ha hecho de la vivienda una esfera de acción de las mujeres, al menos en EE. UU., es que el estudio reglado de arquitectura para mujeres fue permitido porque al hacerlo en escuelas separadas por sexo, donde ellas aprendían arquitectura doméstica y paisaje, y ellos la considerada arquitectura con mayúscula. Así fue en la Cambridge School of Architecture and Landscape, que comenzó como una tutoría en 1915 y acabó siendo la primera y única escuela seria de arquitectura para mujeres.
Mary Louisa Page (1849-1921) fue la primera mujer en obtener un título en arquitectura. En 1878 se graduó de la Universidad de Illinois. Al año siguiente de su graduación, Margaret Hicks se convirtió en la segunda mujer arquitecta estadounidense, logrando su título en la Universidad Cornell.
Elizabeth Carter Brooks (1867-1951) fue una de las primeras mujeres afroestadounidenses en obtener el título de arquitecta, en 1890 en la Swain Free School of Design.
Julia Morgan (1872-1957) fue la primera mujer que recibió un diploma de arquitecto de la École des Beaux-Arts. Inicialmente, en 1896, ella no fue aceptada porque era mujer, pero volvió a aplicar y fue admitida en 1898. Después de graduarse, en 1901, regresó a California, donde completó una cantidad considerable de edificios, incluyendo el Castillo Hearst, en San Simeon, considerado su obra maestra.
Mary Rockwell Hook (1877-1978), de Kansas, también asistió a la École des Beaux-Arts, donde también fue discriminada por ser mujer, pero se graduó con éxito en 1906. En su regreso a los Estados Unidos, diseñó el Pine Mountain Settlement School, en Kentucky, y varios edificios en Kansas City, Misuri, donde fue la primera arquitecta en incorporar el terreno natural a sus diseños; también fue la primera en utilizar muros de hormigón colado.
Marion Mahony Griffin (1871-1961), de Chicago, fue la primera empleada del maestro estadounidense Frank Lloyd Wright. Aunque Wright no le daba reconocimiento por sus diseños de la escuela Escuela Prairie, hoy se sabe que no sólo contribuyó sustancialmente en el trabajo residencial del estudio, sino también en promover las ideas de Wright. En 1911, Marion se casó con Walter Burley Griffin, con quien ya trabajaba en el estudio de Wright. Juntos formaron una agrupación muy exitosa en el área de Chicago con una amplia gama de proyectos; posteriormente trabajaron en Australia, con planeación urbana, en Canberra y finalmente trabajaron en la India, hasta la muerte de Griffin, en 1937. En su memoria, Mahony describió lo unidos que eran, cómo juntos adquirieron tantos logros, como la librería que desarrollaron y diseñaron en la ciudad india de Lucknow o en Castlecrag, una comunidad cercana a Sídney.
Isabel Roberts (1871-1955) nació en Misuri. Estudió arquitectura en la ciudad de Nueva York, en el Masqueray-Chambers Atelier, establecido por Emmanuel Louis Masqueray, en la línea de la École des Beaux-Arts. Fue el primer estudio en los Estados Unidos establecido específicamente para enseñar las prácticas arquitectónicas. Convencido de las habilidades de las mujeres como arquitectas, Masqueray estaba dispuesto a incluirlas dentro la matrícula de estudiantes. Roberts se volvió miembro del equipo de diseño de Frank Lloyd Wright, antes de asociarse con Ida Annah Ryan (1873-1950), en Orlando, Florida. Ryan fue la primera mujer que adquirió una maestría en arquitectura en el Massachusetts Institute of Technology, después de que Sophia Hayden Bennett fuera la primera mujer egresada como arquitecta en dicha universidad en 1890.
Finlandia fue el primer país europeo donde se permitió que las mujeres llevaran a cabo estudios en arquitectura y recibieran calificaciones académicas, incluso si se les había dado el estado de «estudiantes especiales» inicialmente. El registro más antiguo pertenece a Signe Hornborg (1862-1916), quien asistió al Helsinki Polytechnic Institute desde la primavera de 1888 hasta graduarse como arquitecta en 1890 «por permiso especial». De cualquier forma, ella aparece en actas como arquitecto independiente.
Otras graduadas en arquitectura en el Instituto Politécnico en la década de 1880 fueron Inez Holming, Signe Lagerborg-Stenius, Bertha Stollenwald, Stina Östman y Wivi Lönn, entre otras. Lönn (1872-1966), quien asistió al instituto desde 1893 hasta 1896, tuvo el honor de ser la primera mujer que trabajó independientemente como arquitecta en Finlandia. Tras graduarse, estableció su propio estudio arquitectónico de inmediato. Junto con Armas Lindgren, diseñó el New Student House de Helsinki (1910) y el Teatro Estonia, en Tallinn (1913), antes de diseñar una gran variedad de edificaciones por sí misma. Una de sus últimas obras fue el Observatorio Geofísico de Sodankylä, cuya construcción terminó en 1956.
Hilda Hongell (1867-1952), de las islas Åland, se convirtió en estudiante de la Escuela Industrial de Helsinki en 1891, en una época en la que sólo se admitían hombres. Con excelentes resultados, fue aceptada para matricularse como estudiante regular el siguiente año e inició su carrera en arquitectura en 1894. Diseñó 98 edificaciones en Mariehamn (distrito de las islas Åland), en su mayoría casas de campo al estilo ornamental suizo. Al igual que Wivi Lönn, Hongell es, en algunas ocasiones, considerada como la primera mujer arquitecta en Finlandia.
Después de Finlandia, otras naciones europeas permitieron a las mujeres estudiar arquitectura. En Noruega, la primera mujer arquitecta fue Lilla Hansen (1872-1962), quien estudió en la Royal Drafting School (Den Kongelige Tegneskole) de Kristiania (1894) y participó en actividades de aprendizaje en Bruselas, Kristiania y Copenhague. Hansen estableció su estudio en 1912 y tuvo éxito casi de inmediato con Heftyeterrassen, un complejo residencial de estilo neobarroco en Oslo; también diseñó varias villas y alojamientos para mujeres estudiantes.
En Serbia, Jelisaveta Načić (1878-1955) estudió arquitectura en la Universidad de Belgrado. A los 22 años, fue la primera mujer en graduarse de la Facultad de Ingeniería (1900). Por ser mujer, le fue imposible adquirir el cargo ministerial que deseaba, pero se convirtió en arquitecto líder en la municipalidad de Belgrado. Entre sus notables edificaciones se encuentran la escuela primaria Petar I (Rey Pedro I), (1906), y el edificio de la iglesia de estilo moraviano Alexander Nevsky (1929), ambos en Belgrado.
Florence Mary Taylor (1879-1969) emigró de Inglaterra a Australia a muy temprana edad, con sus padres. Se inscribió a clases nocturnas en el Sydney Technical College, donde se convirtió en la primera mujer en completar la carrera de arquitectura, en 1904. Trabajó en la oficina de John Burcham Clamp, donde se volvió jefa del departamento de Diseño. En 1907, con el apoyo de Clamp, envió una solicitud para ser miembro del Institute of Architects de Nueva Gales del Sur en Australia, conformado totalmente por hombres; la mayoría de los miembros se opuso y fue invitada a pertenecer como miembro hasta 1920.
También en 1904, se graduó Kate Beath en la Canterbury College School of Art en Christchurch, posiblemente la primera arquitecta de Nueva Zelanda.
Arinda Sobral, egresada en 1911 de la Escola Nacional de Belas Artes do Rio de Janeiro, Brasil, fue la primera arquitecta latinoamericana.
En 1911 la primera en obtener la licenciatura en Alemania fue Elisabeth von Knobelsdorff y Thekla Schild lo hizo en 1913.
Edith Hughes (1888-1971), después de asistir a clases en La Sorbona, estudió en la Gray's School of Art de la Robert Gordon University, en Aberdeen, donde recibió su diploma en arquitectura en 1914. Después dio clases en la Glasgow School of Art, y estableció su despacho en 1920, especializándose en diseño de cocinas.
Alice Charlotte Malhiot (1889-1968) fue la primera arquitecta de Canadá (1914).
En Rusia, la primera mujer en recibirse fue Tamara Davydovna Katsenelenbogen (1894-1976) en 1916. Al año siguiente lo hizo Grada Wolffensperger como ingeniera constructora en la Universidad Técnica de Delft, la única institución que otorgaba títulos de nivel de grado en el área de la arquitectura en los Países Bajos.
Gertrude Leverkus fue la primera arquitecta graduada de Inglaterra en 1918. La primera mujer que diseñó un edificio público fue Elisabeth Scott (1898-1972), autora del Shakespeare Memorial Theatre, en Stratford-upon-Avon, terminado en 1932.
Margarete Schütte-Lihotzky (1897-2000) fue la primera mujer arquitecta de Austria y la primera mujer en graduarse de la Kunstgewerbeschule, en Viena en 1918; fue admitida después de que la universidad recibió una carta de recomendación de un amigo influyente.
La primera arquitecta rumana fue Ada Zăgănescu (1889-1976) y la segunda, Virginia Andreescu Haret (1894-1962) graduada en 1919.
Juliette Billard (1889-1975) fue la primera francesa en graduarse como arquitecta y Milada Petrikova-Pavlikova (1985-1995), la primera checa, ambas en 1921. Elena Luzzatto (1900-1983) fue la primera italiana que finalizó la carrera en 1925.
En Suiza, Flora Steiger-Crawford (1899-1991) fue la primera mujer que se graduó como arquitecta de la Escuela Politécnica Federal de Zúrich, en 1923. Estableció su propio despacho junto con su esposo, Rudolf Steiger, en 1924. Su primer proyecto fue la Casa Sandreuter, en Riehen (1924), considerada la primera casa modernista de Suiza. En 1938 terminó sus actividades relacionadas con la arquitectura y pasa a dedicarse a la escultura.
Julia Guarino (1897-1985), italiana, culminó sus estudios en la Facultad de Arquitectura de la Universidad de la República con notas de sobresaliente, convirtiéndose, en 1923, en la primera arquitecta del Uruguay. Filandia Pizzul egresó de la Escuela de Arquitectura de la Universidad de Buenos Aires en 1927, convirtiéndose en la primera mujer en Argentina en obtener el título de arquitecta. Mary Doris Clark Núñez, fue la primera graduada en Perú (1928). Dora Riedel Seinecke fue la primera arquitecta chilena en 1930.
La primera titulada en Armenia fue Anna Ter Avetikyan en 1929. Leman Cevat Tomsu (1913-1988) y Münevver Belen Gözeler (1913-1973) fueron las dos primeras mujeres en recibirse como arquitectas en Turquía en 1934.
En España, la primera mujer titulada en arquitectura fue Matilde Ucelay Maortua (1912-2008), quien ingresó en la Escuela de Arquitectura de la Universidad de Madrid en 1931, finalizando sus estudios en 1936 aunque el título no fue expedido oficialmente hasta 1946. Participó en la Junta de Gobierno del Colegio Oficial de Arquitectos de Madrid y realizó alrededor de 120 proyectos. En 2004 obtuvo el Premio Nacional de Arquitectura. Otra de las pioneras de la arquitectura en España fue María del Carmen Mostaza Martínez.
En 1937 se graduó la primera arquitecta cubana, María de la Concepción Bancells y Quesada y en 1939 se graduó la primera mexicana, María Luisa Dehesa en la entonces Escuela Nacional de Arquitectura de la Academia de San Carlos de la Universidad Nacional Autónoma de México.
Maria José Estanco (1905-1999) fue la primera arquitecta graduada en Portugal en 1943. Maria José Marques da Silva (1914-1996) fue la segunda y se asoció con su esposo, David Moreira, para completar varios edificios en la ciudad de Oporto.
En 1945, egresó Luz Amorocho (1922), la primera arquitecta colombiana. En 1947, Aída-Cruz Del Rosario (1922), se convirtió en la primera arquitecta de Filipinas. La primera arquitecta de Sri Lanka, Minnette de Silva (1918-1998), se graduó en la Architectural Association en 1948.
En 1951, alcanzó el título la primera arquitecta venezolana, Carmen Méndez Arocha. Ese mismo año Masako Hayashi (1928-2001) se convierte en la primera arquitecta de Japón. Valentina Pistoli (1928) fue la primera arquitecta albanesa. Se graduó en arquitectura en la Universidad de Sofía en 1952.
En 1970, Guadalupe Ibarra se convirtió en la primera mujer ecuatoriana arquitecta y la primera mujer docente de la Universidad de Cuenca, simultáneamente.

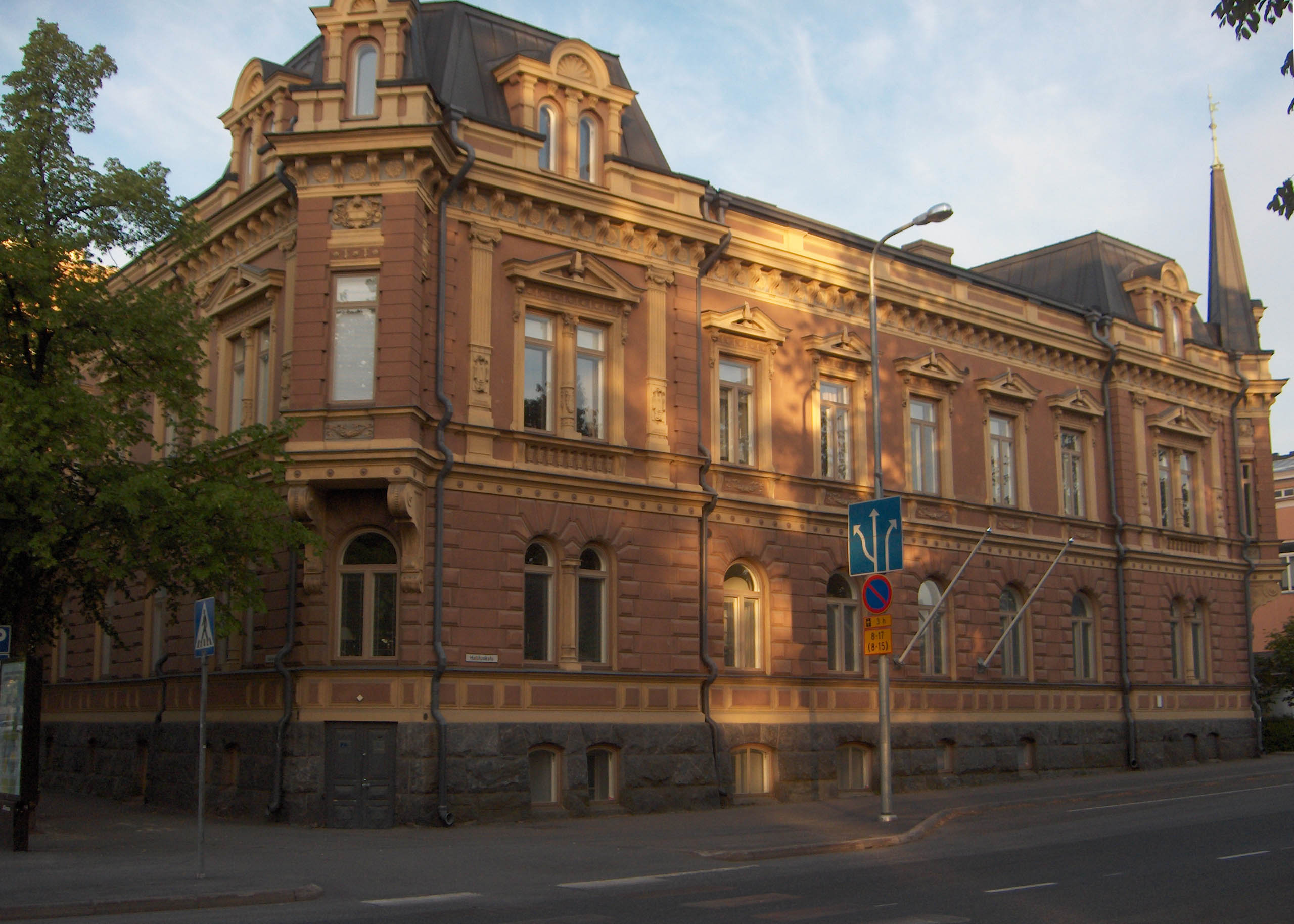
Signe Hornborg: Signelinna, en Pori, Finlandia, 1892
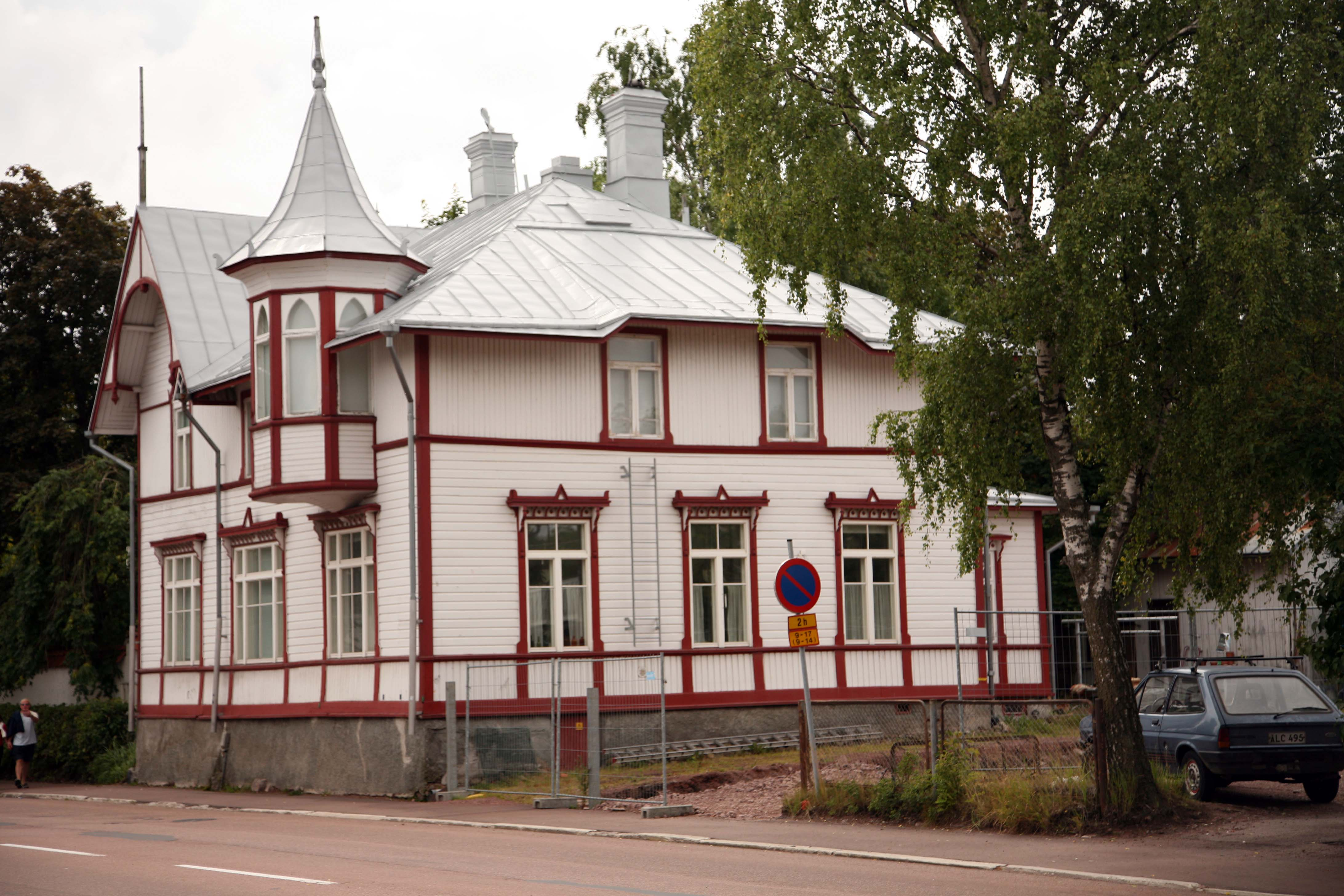
Hilda Hongell: casa de campo en madera, en Mariehamn, Finlandia, 1897
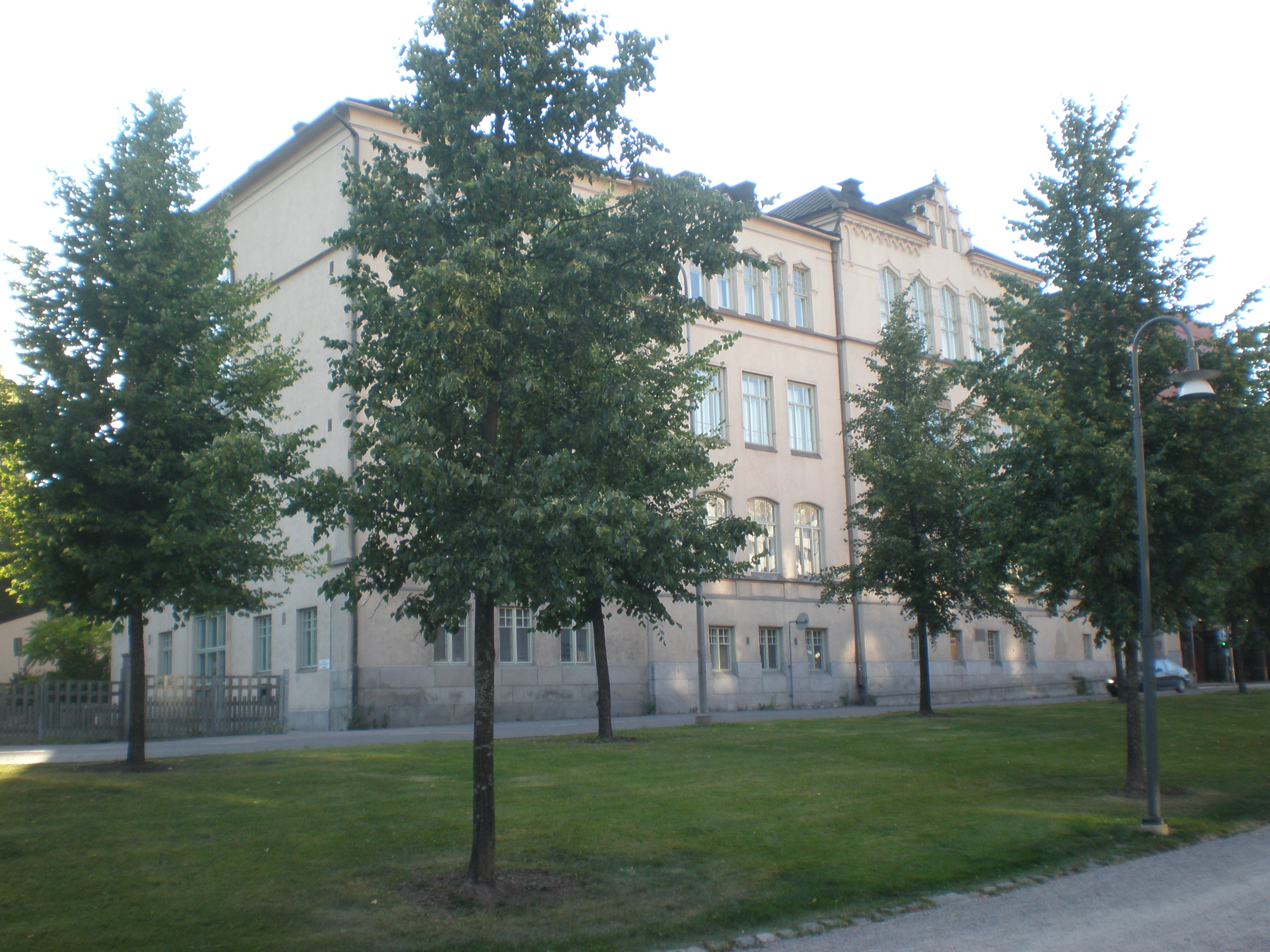
Wivi Lönn, Escuela Pyynikki, Tampere, Finlandia, 1902
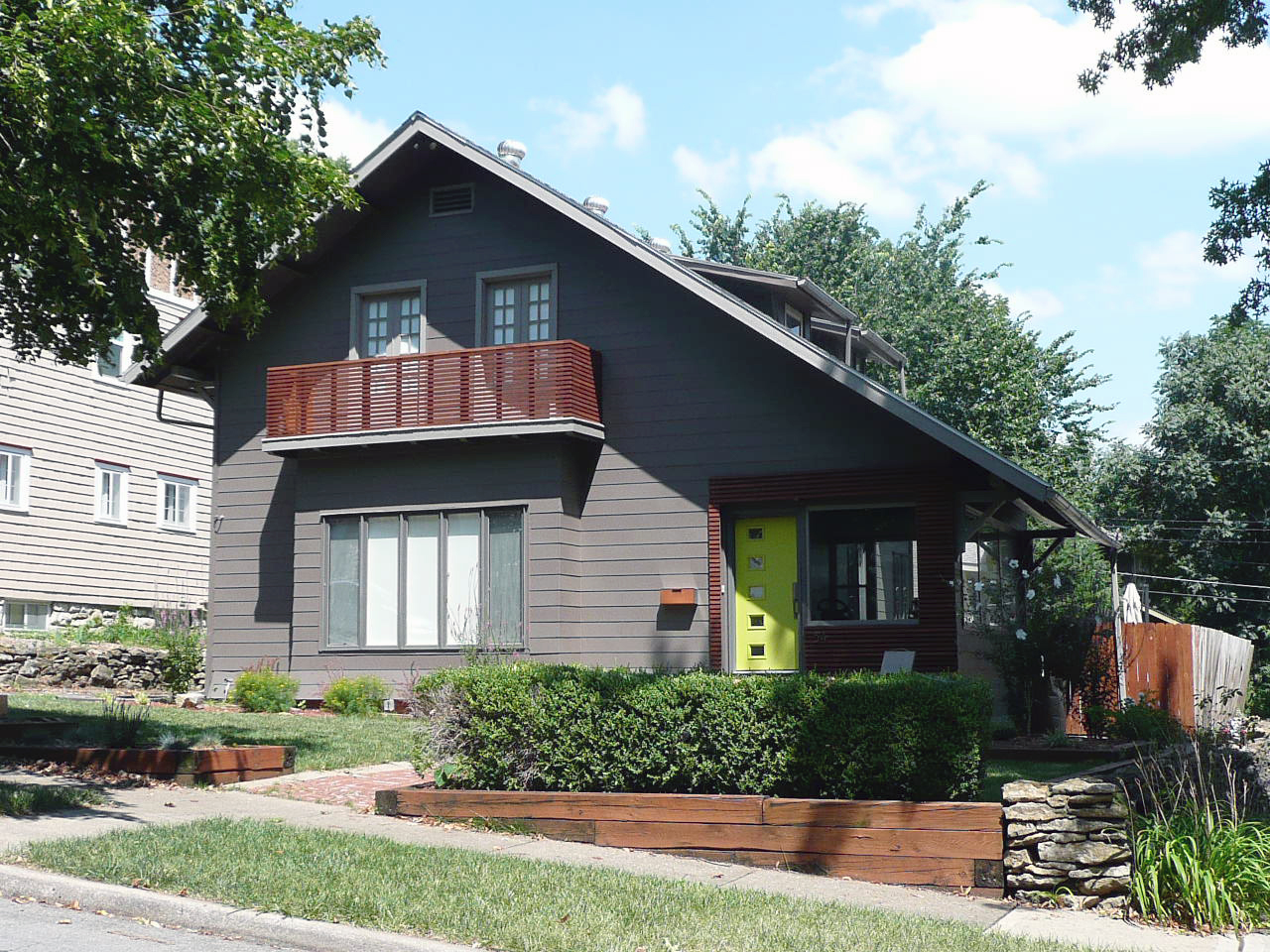
Mary Rockwell Hook, casa en Kansas, 1908
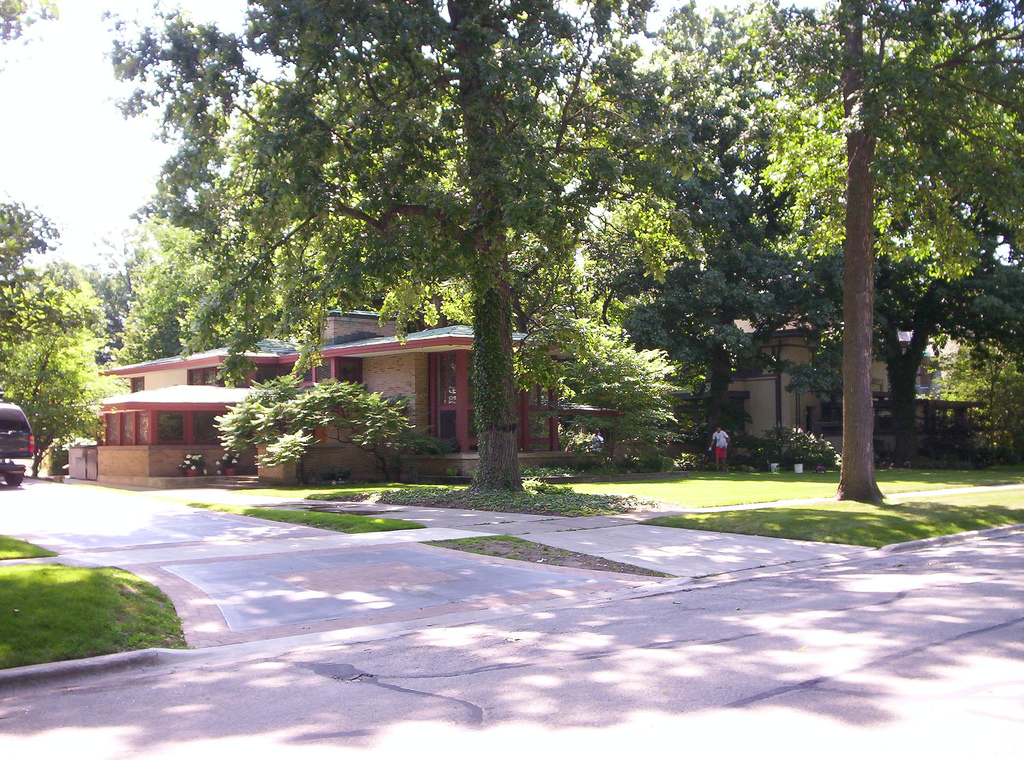
Isabel Roberts y Frank Lloyd Wright: Isabel Roberts House, River Forest, Illinois, 1908
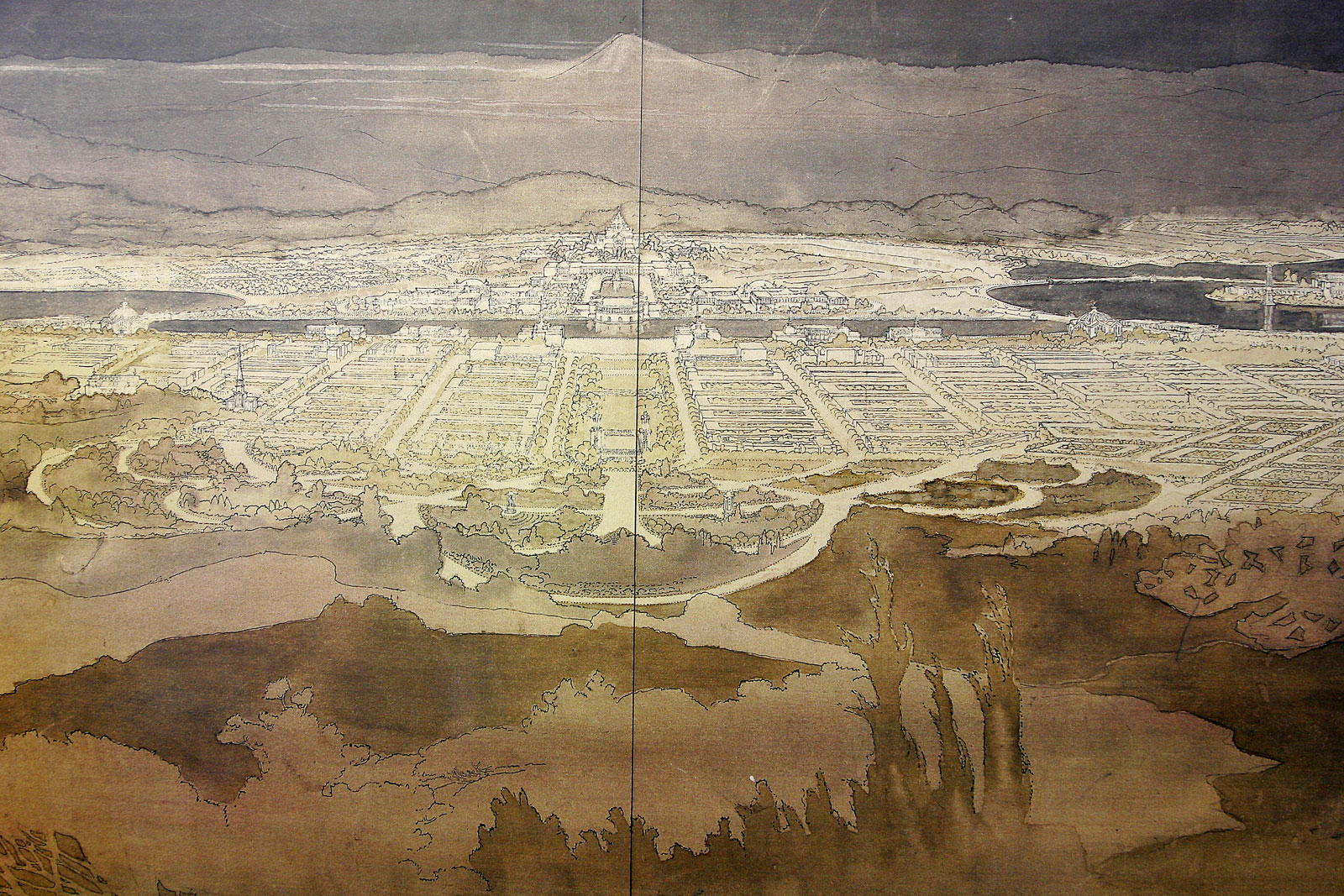
Marion Mahony Griffin y Walter Burley Griffin, Proyecto de Camberra, 1911
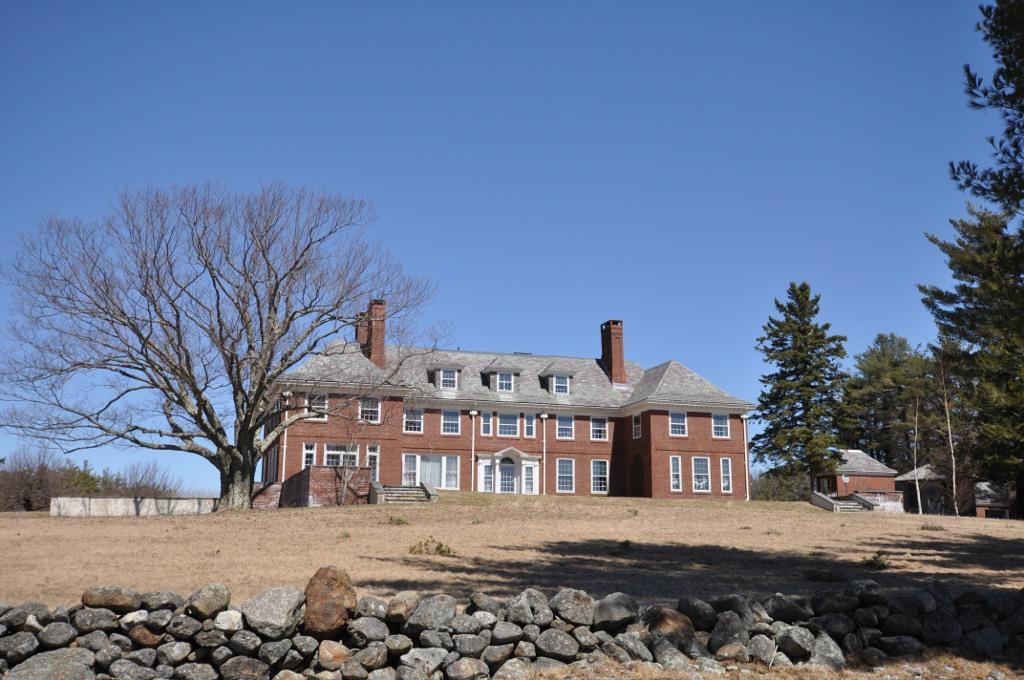
Lois Howe, Skyfield, Casa Jones en Beech Hill Summer Homes. 1916
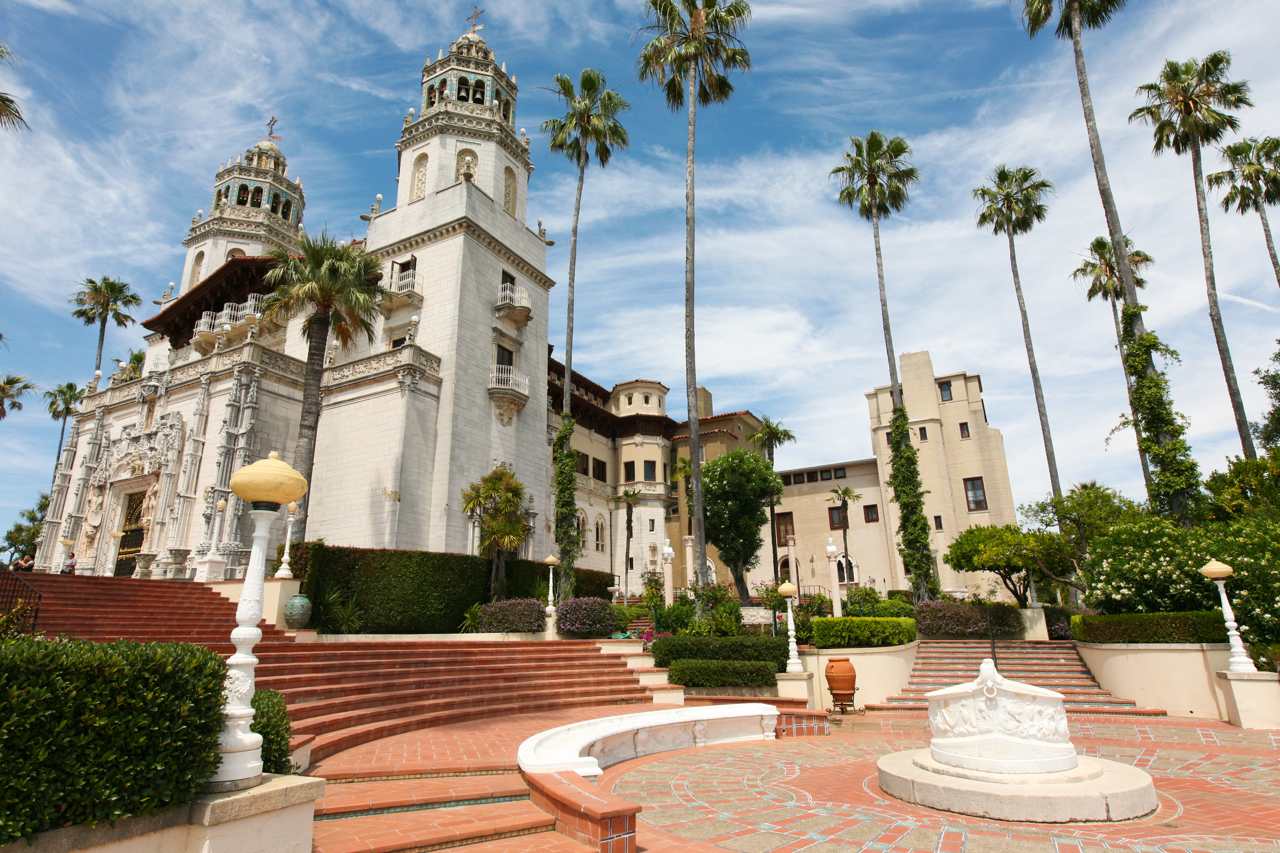
Julia Morgan, Hearst Castle, 1919
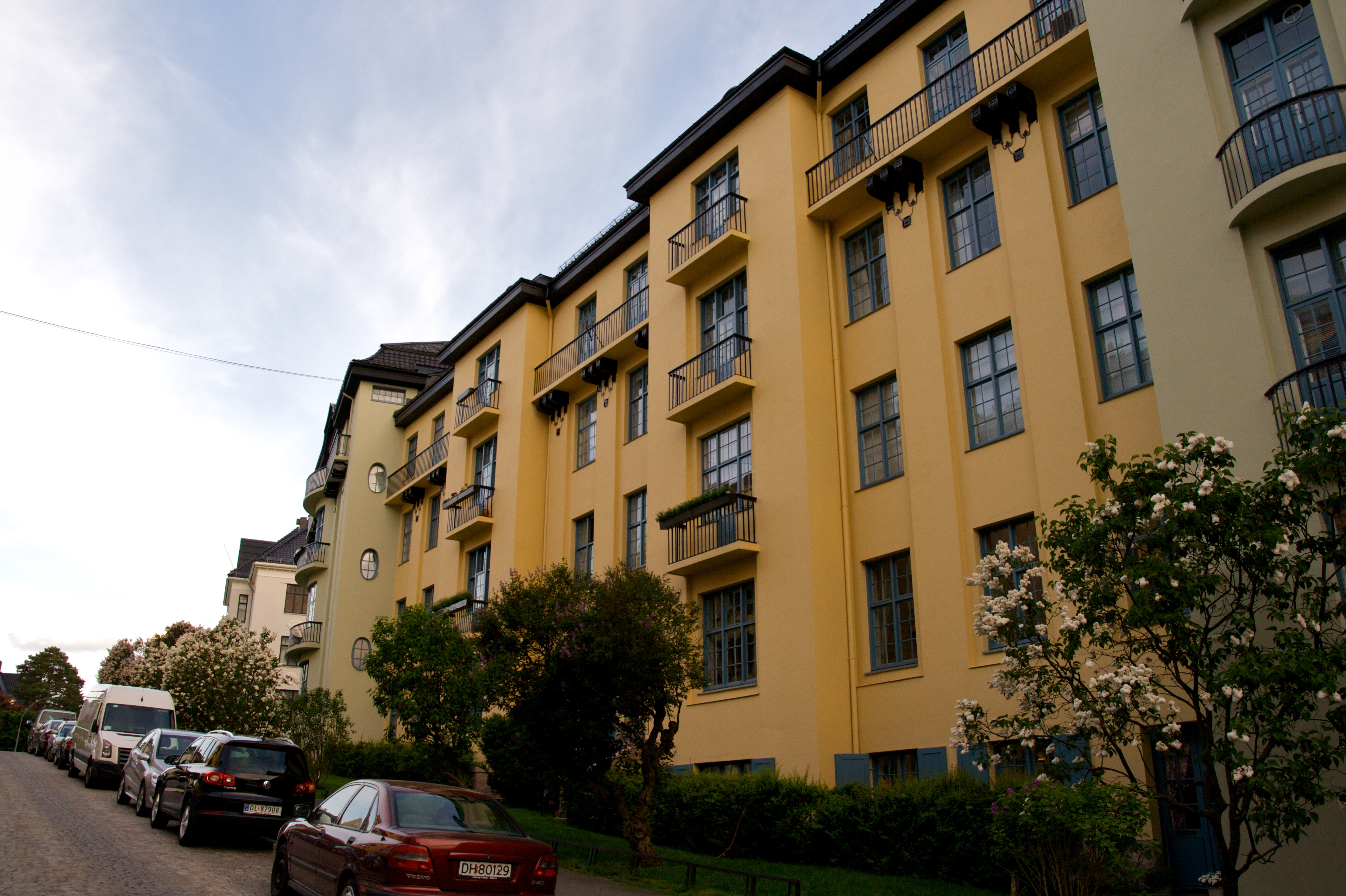
Lilla Hansen: Heftyeterrassen, Oslo, 1929
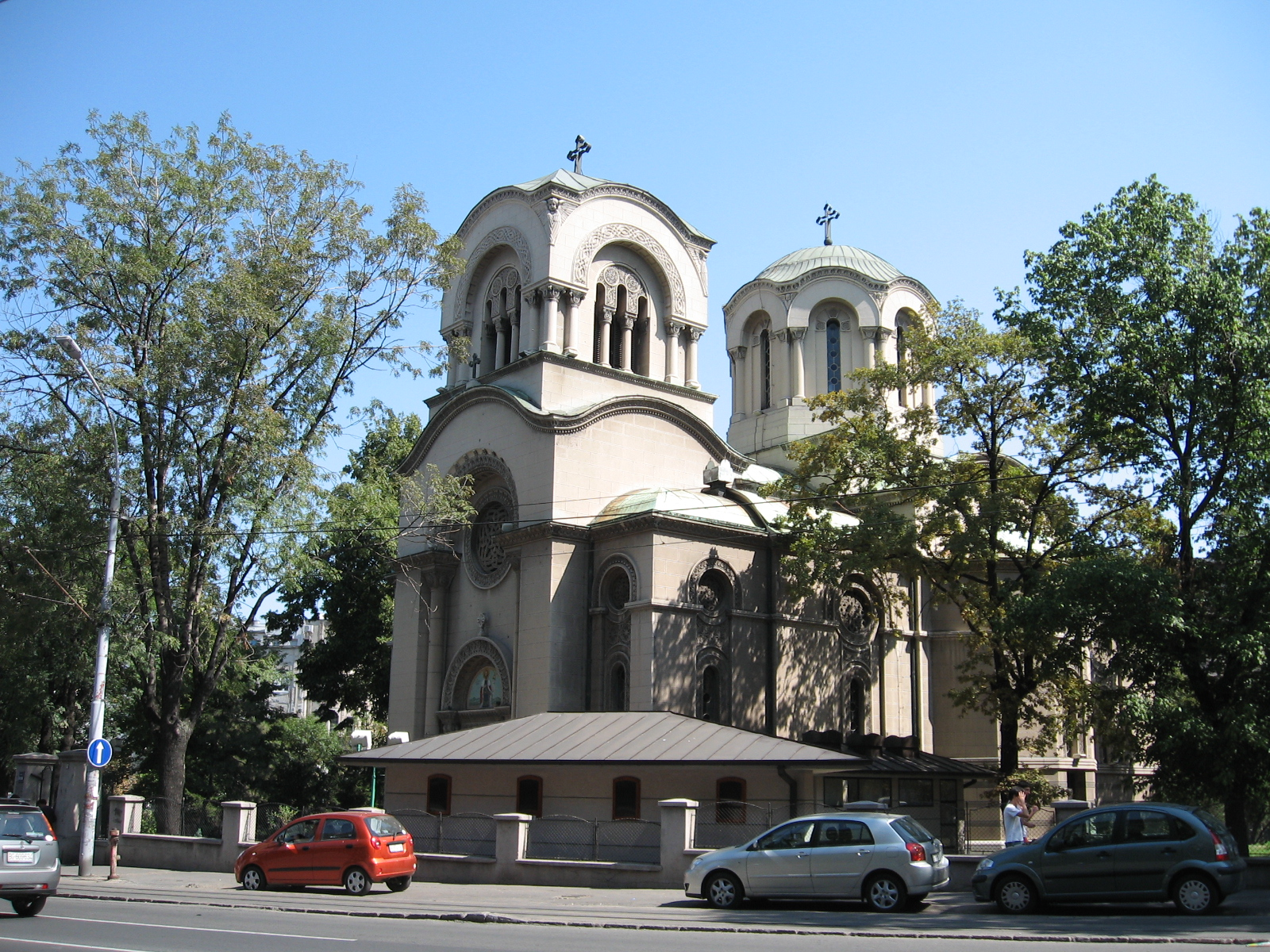
Jelisaveta Načić: iglesia Alexander Nevsky, Belgrado, 1929
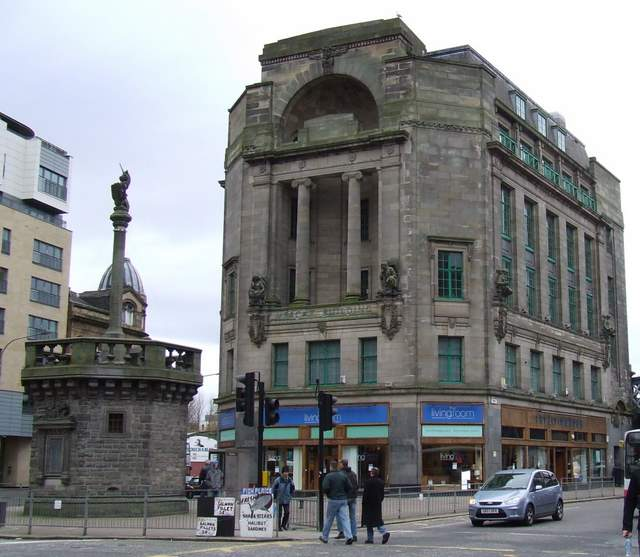
Edith Hughes: Glasgow Mercat Cross, 1930
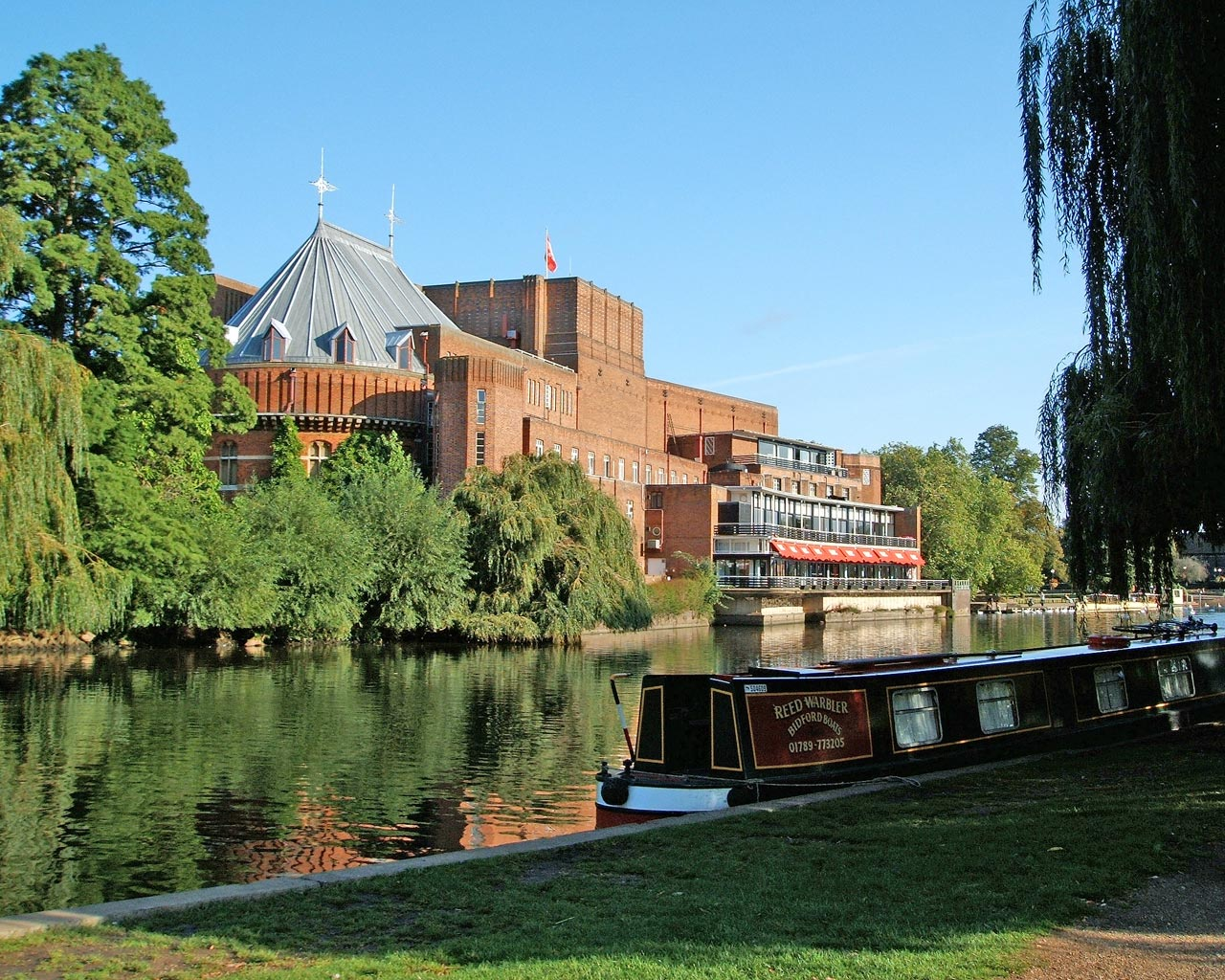
Elisabeth Whitworth Scott: Shakespeare Memorial Theatre, Stratford-upon-Avon, 1932
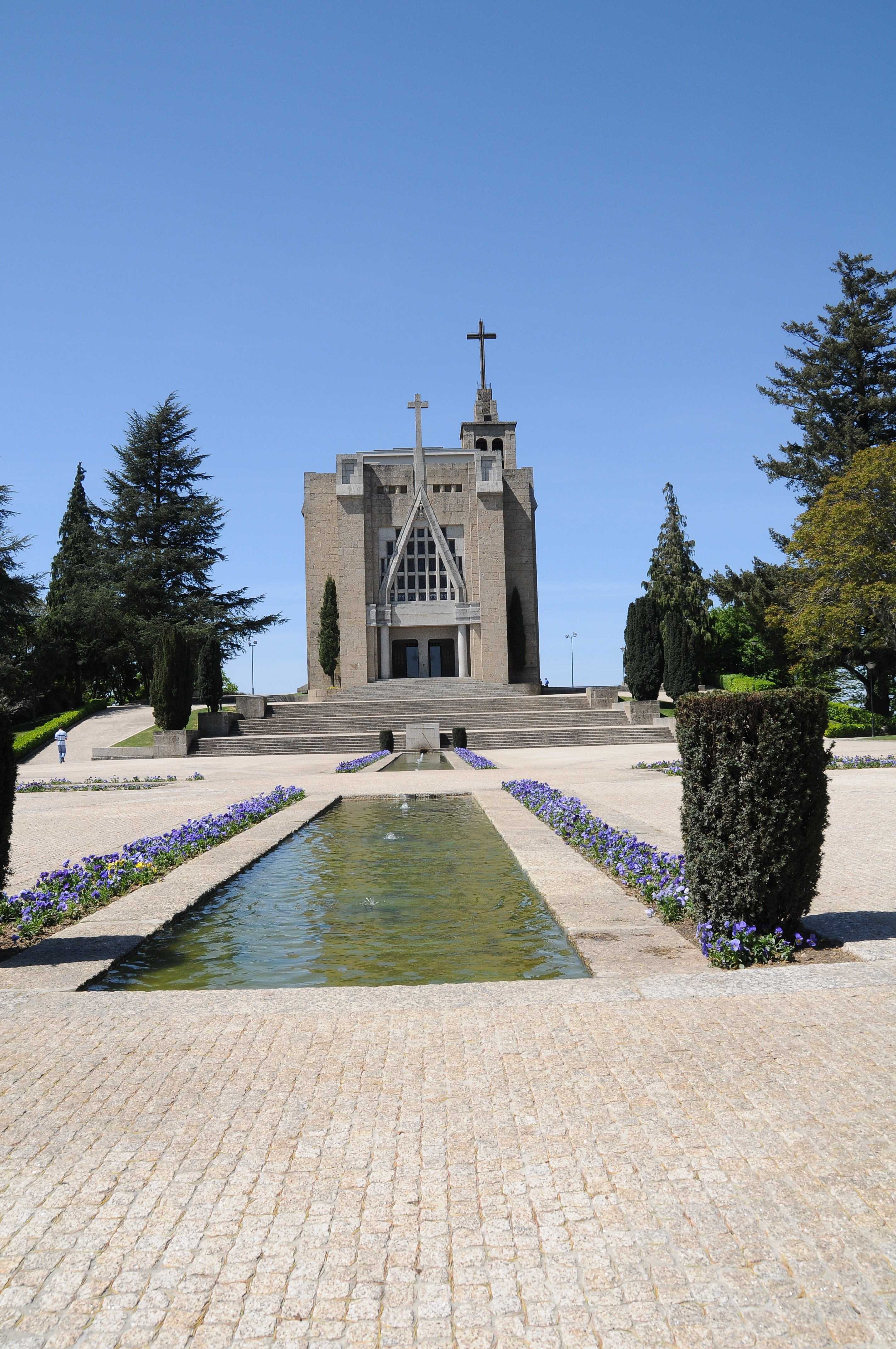
Maria José Marques da Silva, José Marques da Silva, Santuario de Penha, 1947

## Arquitectas en el Movimiento Moderno
Las mujeres participaron en obras señeras del Movimiento Moderno, pero sus aportes no han sido suficientemente reconocidos. Según Beatriz Colomina "las mujeres son los fantasmas de la arquitectura moderna".
Truus Schröder (1889-1985) fue una arquitecta holandesa, coautora junto a Gerrit Rietveld de la famosa casa Schröder hoy Patrimonio de la Humanidad. Está reconocido que ambos trabajaban en conjunto y que la autoría es de los dos, aunque los historiadores de la arquitectura prefieren mencionarlo solo a él. La omite por ejemplo, Henry-Russell Hitchcock en Modern Architecture (1929) o Bruno Zevi que en su Poetica dell’architettura neoplastica (1953) habla de la Villa Rietveld, sin citar a Schröder ni como clienta ni como autora.
Margarete Schütte-Lihotzky (1897-2000) fue pionera en desarrollo de hogares de interés social en Viena y Frankfurt; combinó diseño y funcionalidad, especialmente en su Frankfurt Kitchen, prototipo bajo el cual se desarrollan las cocinas actuales.
La Casa E-1027 que diseñó y construyó Eileen Gray (1878-1976), entre 1926 y 1929, como residencia de verano es una construcción del movimiento moderno donde empleó muchos de los principios fundamentales que Le Corbusier enunció en 1927.
Lilly Reich (1885-1947) fue una diseñadora moderna alemana. Estuvo asociada con Ludwig Mies Van der Rohe durante más de diez años e intervino en obras como el Pabellón Alemán de Barcelona y la Villa Tugendhat. Fue una de las pocas mujeres profesoras de la Bauhaus.
La arquitecta formada en la Bauhaus, Lotte Stam Beese (1903-1988), fue nombrada Directora de urbanismo de Róterdam donde proyectó entre otros el barrio de Pendrecht en 1947.
Nina Vorotyntseva (1900-1930), formada en el Instituto de Ingenieros Civiles de Moscú y Lidia Komarova (1902-2002), en Vkhutemas, fueron activas arquitectas constructivistas.
Después de graduarse como arquitecta en Finlandia, en 1920, Aino Aalto (1894-1949) se casó con Alvar Aalto en 1923 y diseñaron juntos obras emblemáticas como en el caso de la Villa Mairea (1937), en Noormarkku. Todas las obras estaban firmadas como Estudio Aalto. La segunda esposa de Aalto, Elissa Mäkiniemi, también colaboró en varias de sus obras, como el centro municipal de Seinäjoki, y continuó con el despacho tras la muerte de su marido.
Nobuko Tsuchiura (1900-1998) es considerada una de las primeras arquitectas de Japón. Trabajó con Frank Lloyd Wright y junto a su esposo, Kameki Tsuchiura, introdujo en movimiento moderno en su país.
Ragna Grubb (1903-1961) fue una de las primeras arquitectas danesas en fundar su propio estudio de arquitectura. Mostró gran interés por la vivienda social, terreno al que trató de llevar las propuestas del Funcionalismo. Su obra principal es el Kvindernes Bygning (“La Casa de las Mujeres”) en Copenhague, ganada por concurso en 1935.
La arquitecta y diseñadora Charlotte Perriand (1903-1999) estableció una asociación con un ícono de la arquitectura moderna: Le Corbusier. Contribuyó en el desarrollo de espacios funcionales, especialmente en el diseño de interiores y muebles para sus edificios. Después de colaborar con Le Corbusier por diez años, Perriand dejó su estudio en 1937 para dedicarse exclusivamente al diseño de muebles; trabajó a menudo con Jean Prouvé.
En Australia, Mary Turner Shaw (1906-1990) halló dificultades para completar sus estudios en arquitectura, en la Universidad de Melbourne y en lugar de convertirse en una arquitecta a través de sus estudios, lo hizo trabajando con varias firmas arquitectónicas en Australia (1931-1936) y en el Reino Unido (1937). Viajó por Europa, donde conoció varios arquitectos modernos. Formó su propia firma arquitectónica, Romberg & Shaw, con el arquitecto moderno Frederick Romberg que operó desde 1939 y hasta 1942. Durante ese periodo, produjeron «algunos de los más celebrados bloques de apartamentos en Australia», incluyendo los apartamentos Yarrabee, el suburbio de South Yarra (Melbourne; 1940) y los apartamentos Newburn (South Melbourne; 1939).
Arquitecta y profesora universitaria polaca, Helena Syrkusowa (1900-1982) se destacó por su participación en la vanguardia arquitectónica de entreguerras, como cofundadora del grupo Praesens en 1925, y por su participación en los CIAM, de los que fue vicepresidenta entre 1945 y 1954. Como arquitecta, fue coautora, junto a su marido Szymon Syrkus, de numerosos edificios de vivienda social en Varsovia.
Delfina Gálvez Bunge (1913-2014) colaboró con su socio Amancio Williams en obras como la Casa del Puente. Además tuvo un rol fundamental en la difusión de los principios del Movimiento Moderno ya que tradujo al español la Carta de Atenas.
Bernice Alexandra Ray Eames (1912-1988), diseñadora de interiores y muebles, arquitecta, artista, esposa y socia del arquitecto Charles Eames, diseñó junto con su esposo la Casa Eames y otros edificios importantes de mediados del siglo xx. Los Eames también produjeron el sillón Eames Lounge y otros muebles modernos.
Elizabeth Close (1912-2011) tuvo dificultades para encontrar trabajo después de su graduación, hasta que fundó con su marido Winston Close su despacho en Minneapolis en 1938. Además de sus diseños, desarrollaron su propia línea de viviendas particulares. Elizabeth dirigió el despacho en ausencia de su esposo durante la Segunda Guerra Mundial; también mientras él diseñaba el campus de la Universidad de Minnesota.
Ítala Fulvia Villa (1913-1991) graduada en la Escuela de Arquitectura de la Universidad de Buenos Aires se posicionó como la conexión argentina del equipo de Le Corbusier, transmitiendo a sus colegas argentinos en el Viejo Mundo la documentación necesaria para la planificación de la Capital.
En 1946 Jane Drew (1911-1996) junto a Maxwell Fry formaron la empresa Fry, Drew & Partners que se concentró en la planificación a gran escala para los países tropicales, destacando entre sus obras la Universidad de Ibadán (1953-1959), en Nigeria. Destacó también como escritora de libros técnicos que llegaron a ser considerados canónicos, como Village Housing in the Tropics (1945), Arquitectura tropical en zonas húmedas (1956) y Architecture and the Environment (1976). Impresionado por el trabajo de Fry y Drew en África Occidental, el primer ministro indio Pandit Nehru los invitó para diseñar Chandigarh, la nueva capital del Punjab, obra para la que convocaron a Le Corbusier, creando una estrecha colaboración entre los tres.
Jean Bodman (1915-1965) y Sarah Harkness (1914-2013) fueron arquitectas estadounidenses que cofundaron el grupo TAC (The Architects Collaborative) junto a Walter Gropius cuando emigró a Estados Unidos.
Lina Bo Bardi (1914-1992), autora de obras como la Casa de Vidrio y el Museo de Arte de San Pablo, enriqueció la arquitectura del Movimiento Moderno al integrarla a las tradiciones brasileras.

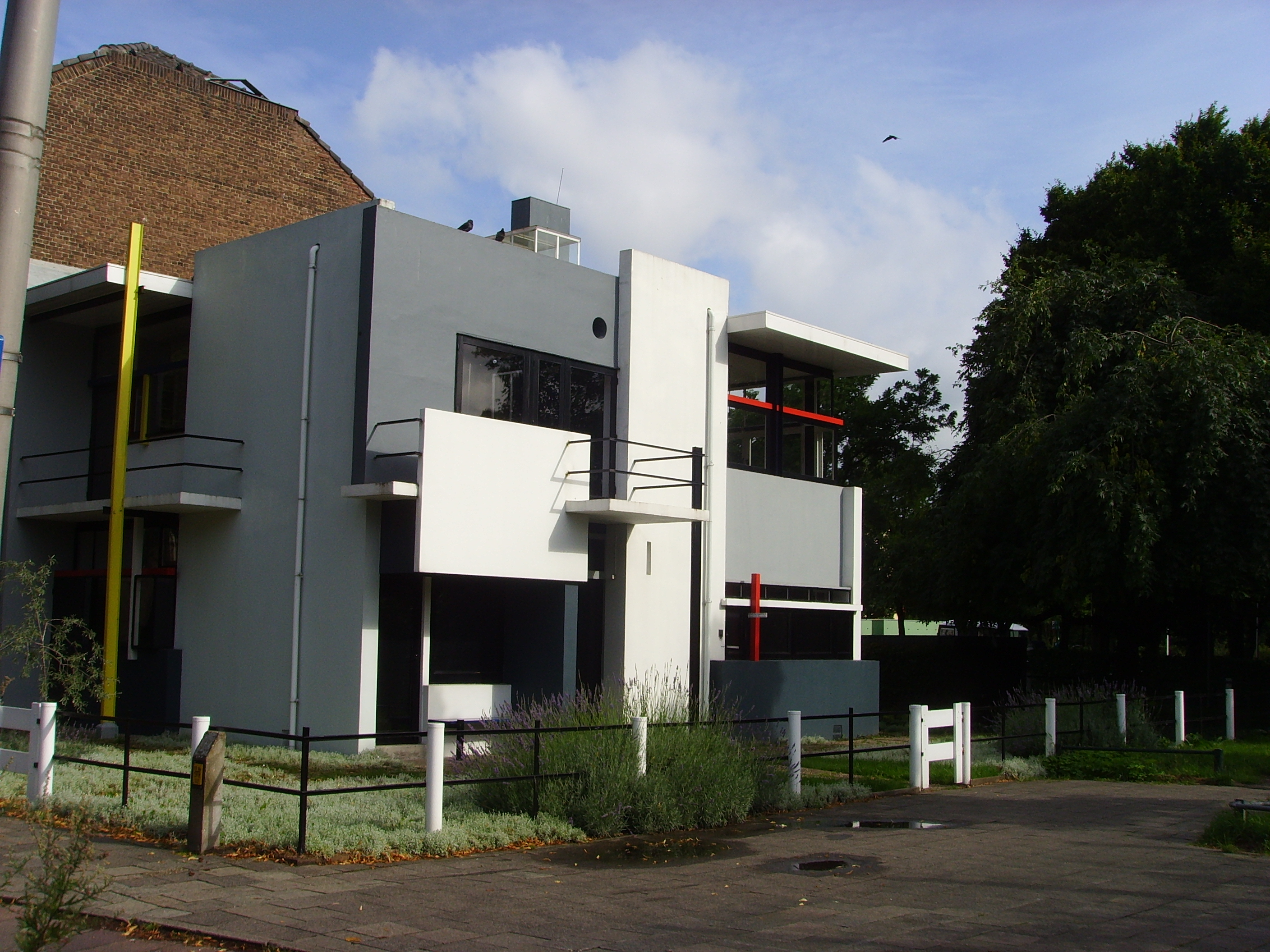
Truus Schröder y Gerrit Rietveld, Casa Rietveld Schröder, 1924
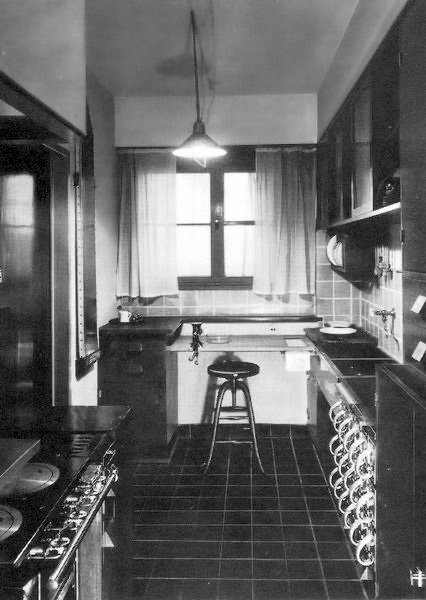
Margarete Schütte-Lihotzky, Cocina Frankfurt, 1925
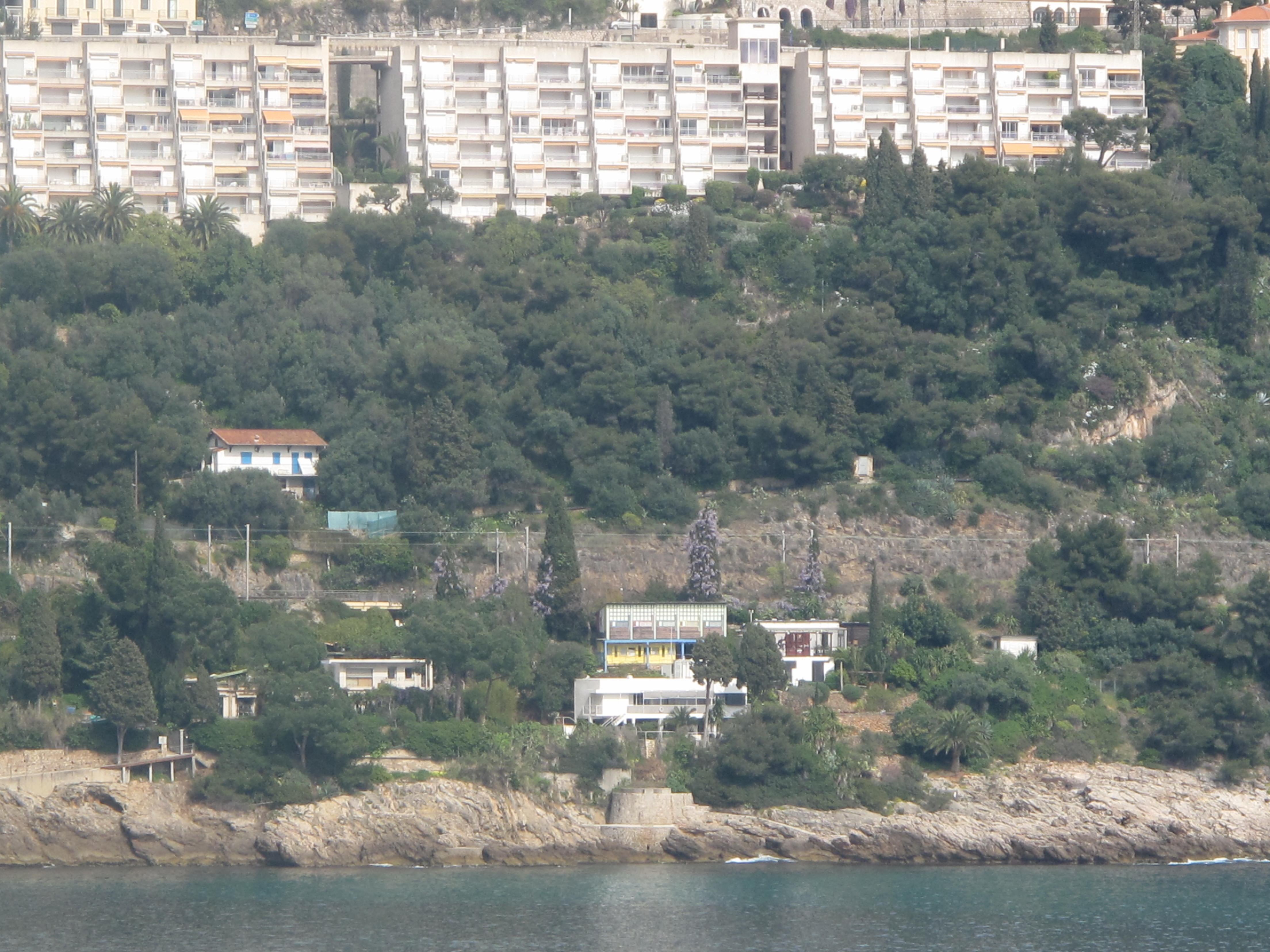
Eileen Gray, Casa E1027, 1926-1929
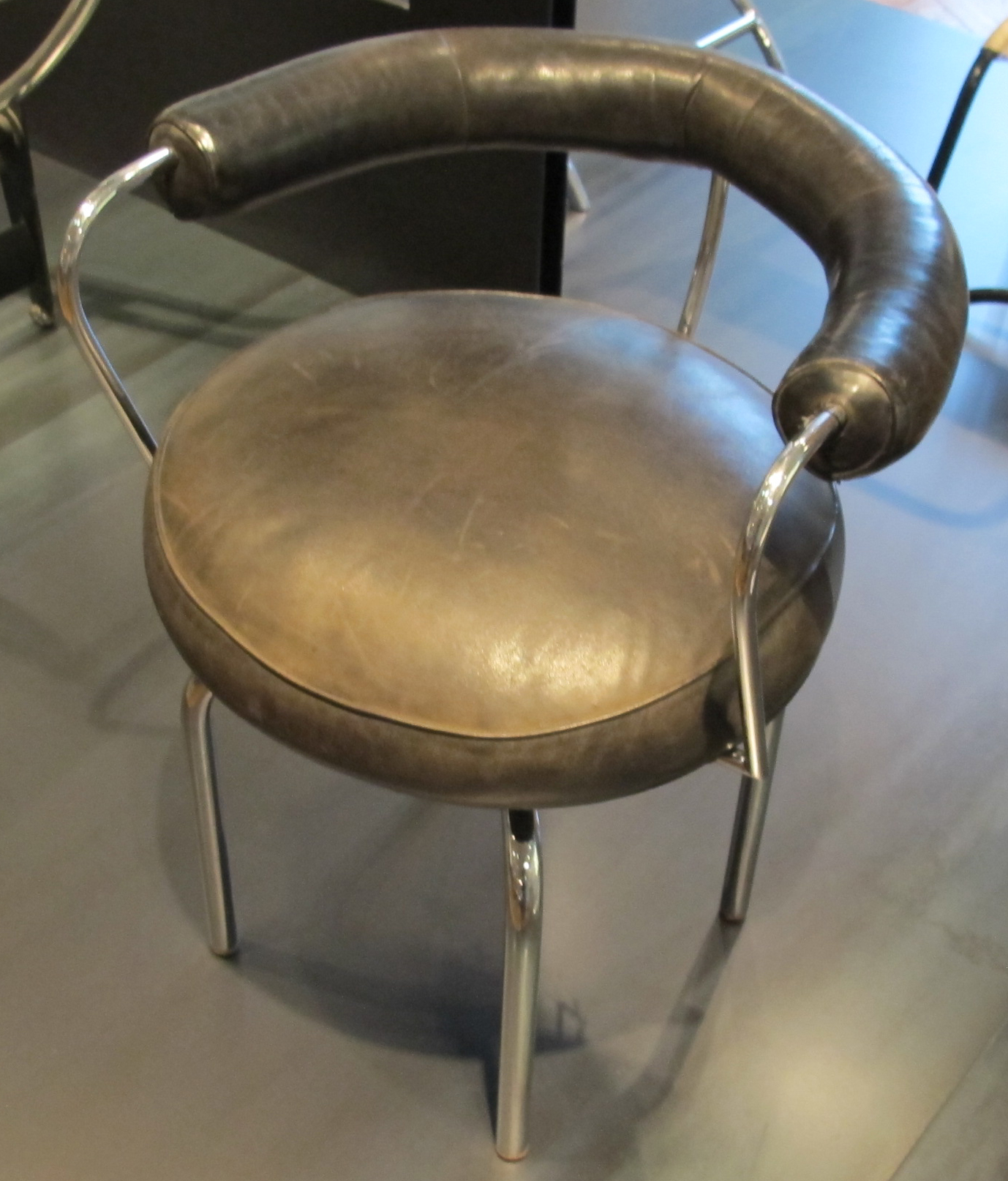
Charlotte Perriand, Silla, 1927
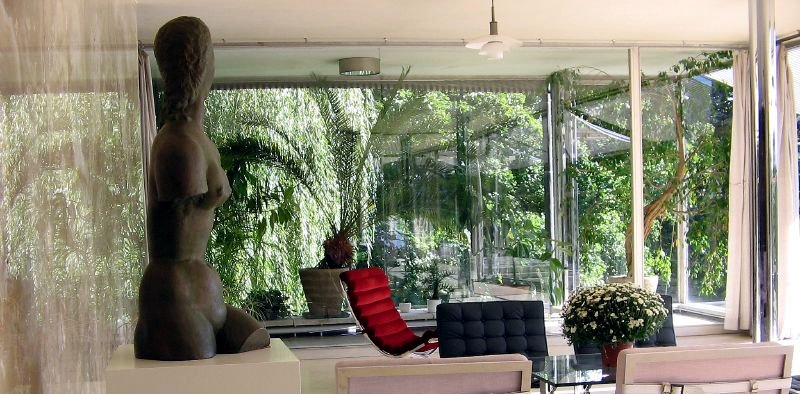
Lilly Reich y Mies van der Rohe, Casa Tugendhat, 1929
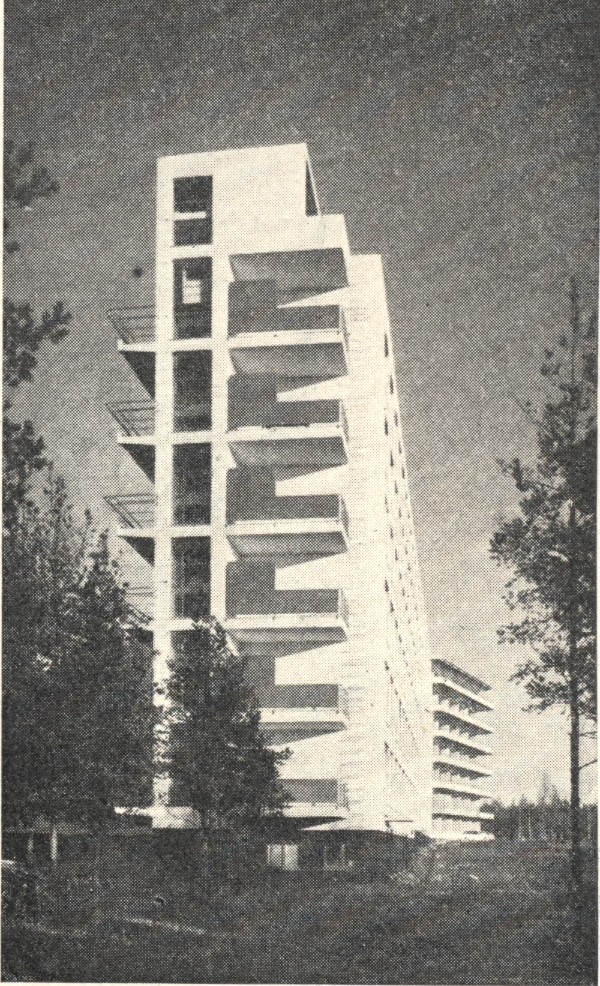
Aino Aalto y Alvar Aalto, Sanatorio de Paimio, 1929-1933
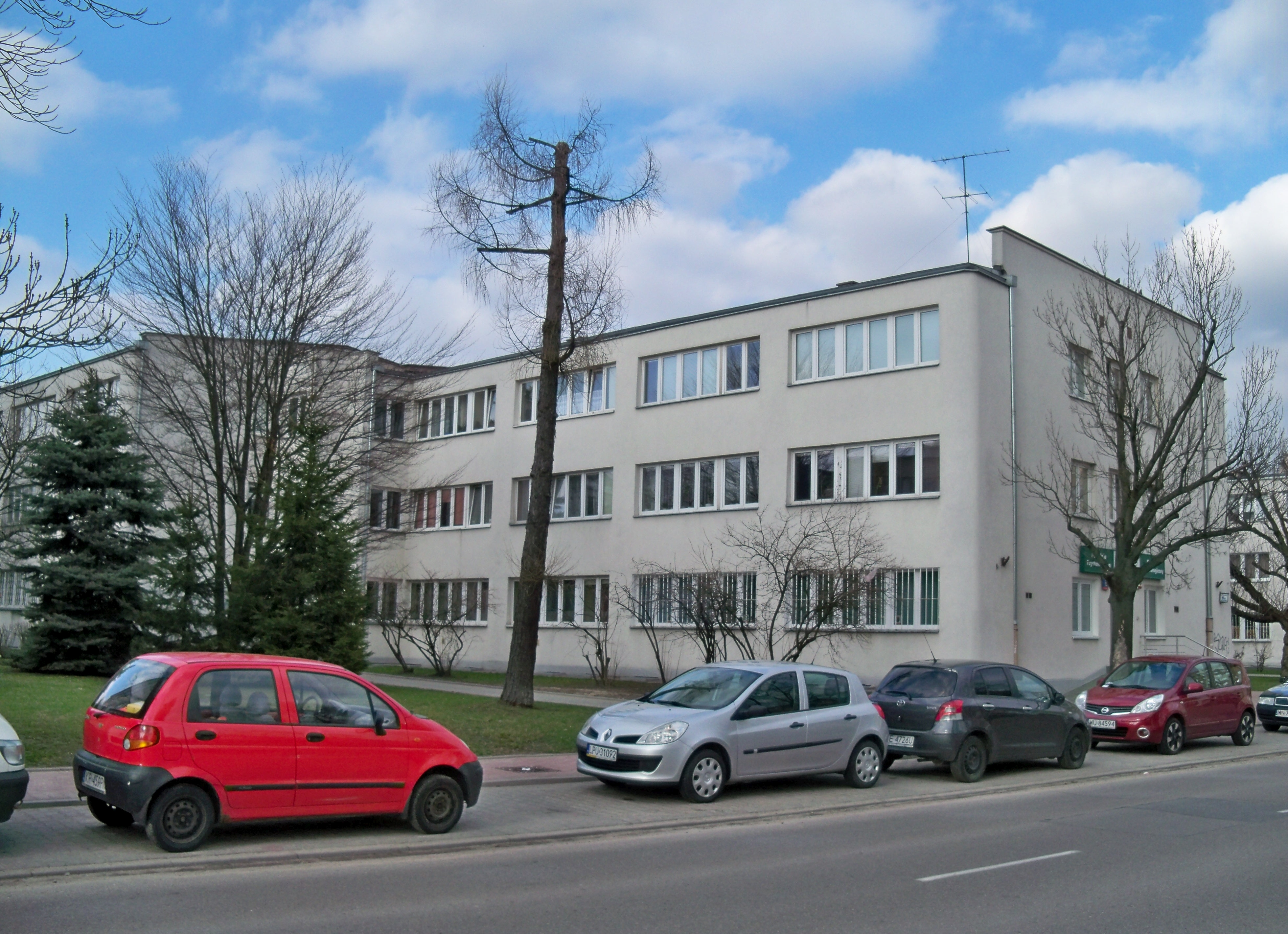
Helena Syrkusowa y Szymon Syrkus, Barrio Rakowiec, Varsovia, 1930-1932
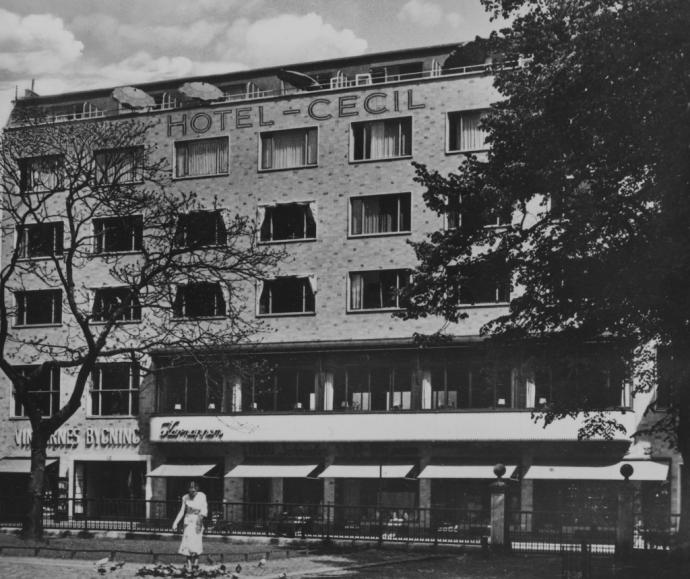
Ragna Grubb, Edificio de las mujeres y hotel Cecil, Copenhague, 1936
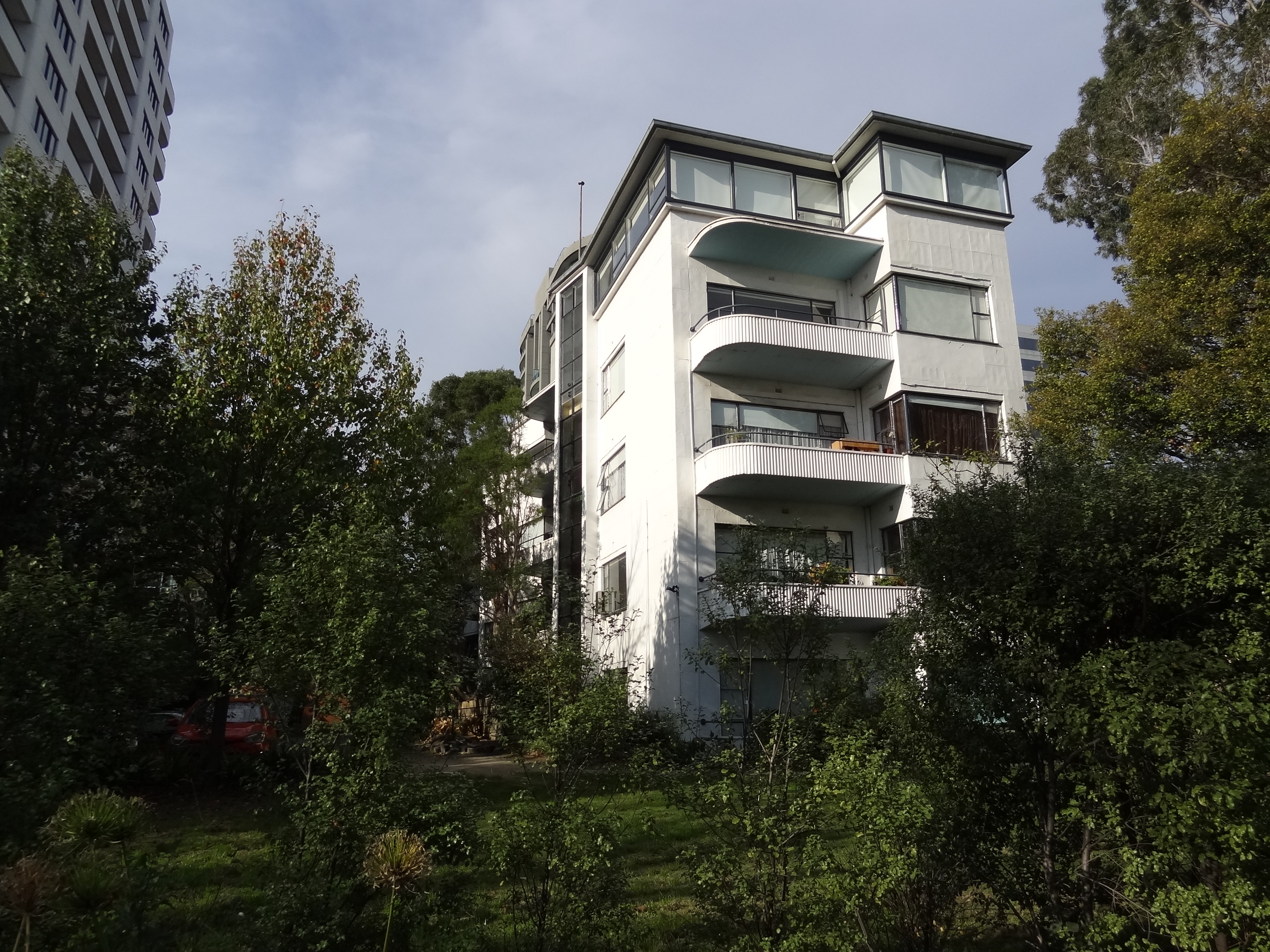
Frederick Romberg, Mary Turner Shaw y Richard Hocking, Newburn Flats, Melbourne, 1939
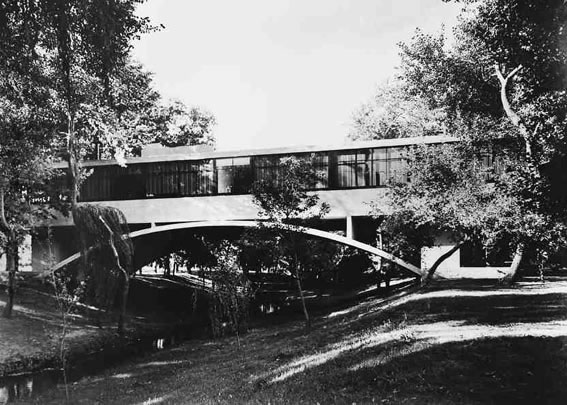
Casa del Puente, Delfina Gálvez Bunge y Amancio Williams, 1943
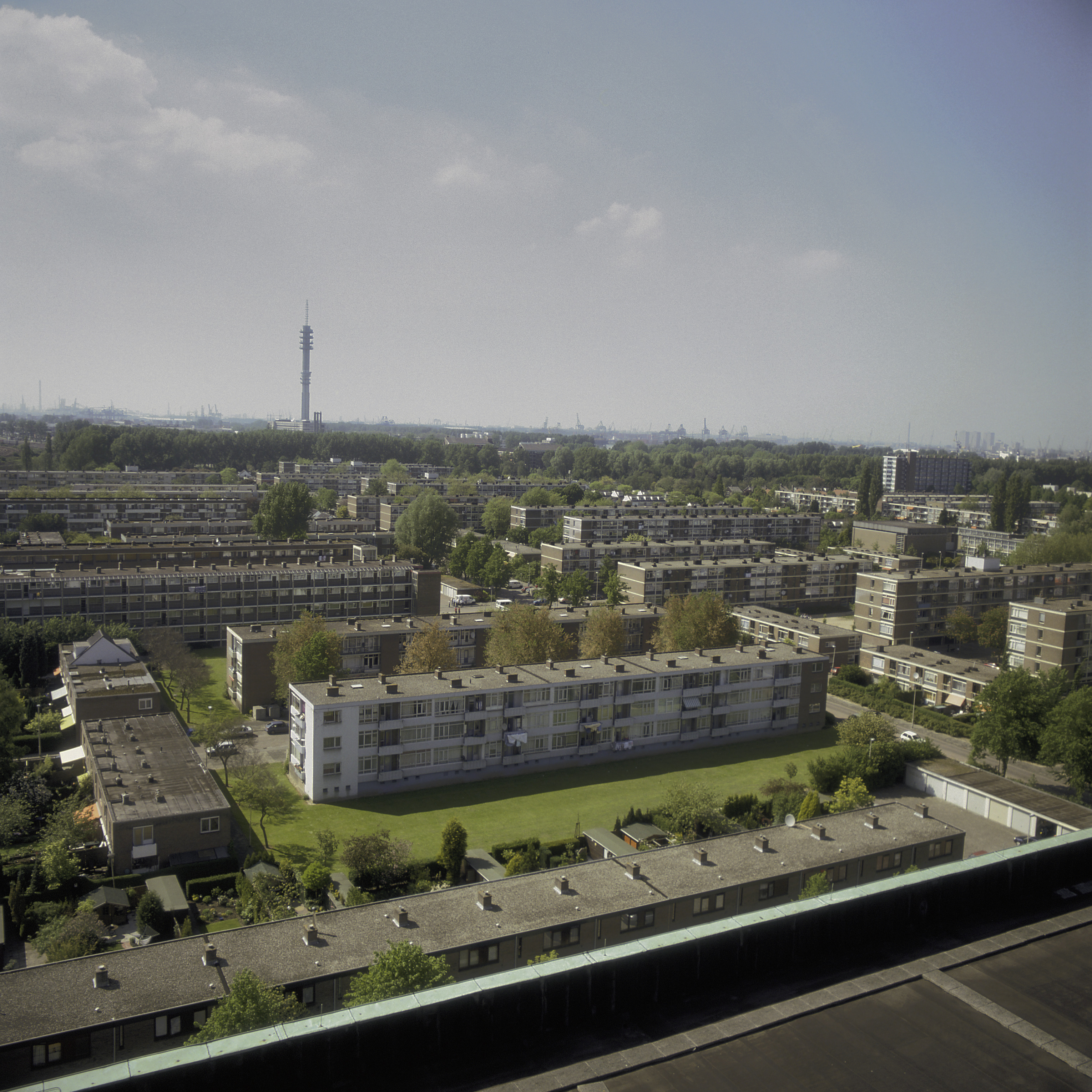
Lotte Beese, Pendrecht, 1947
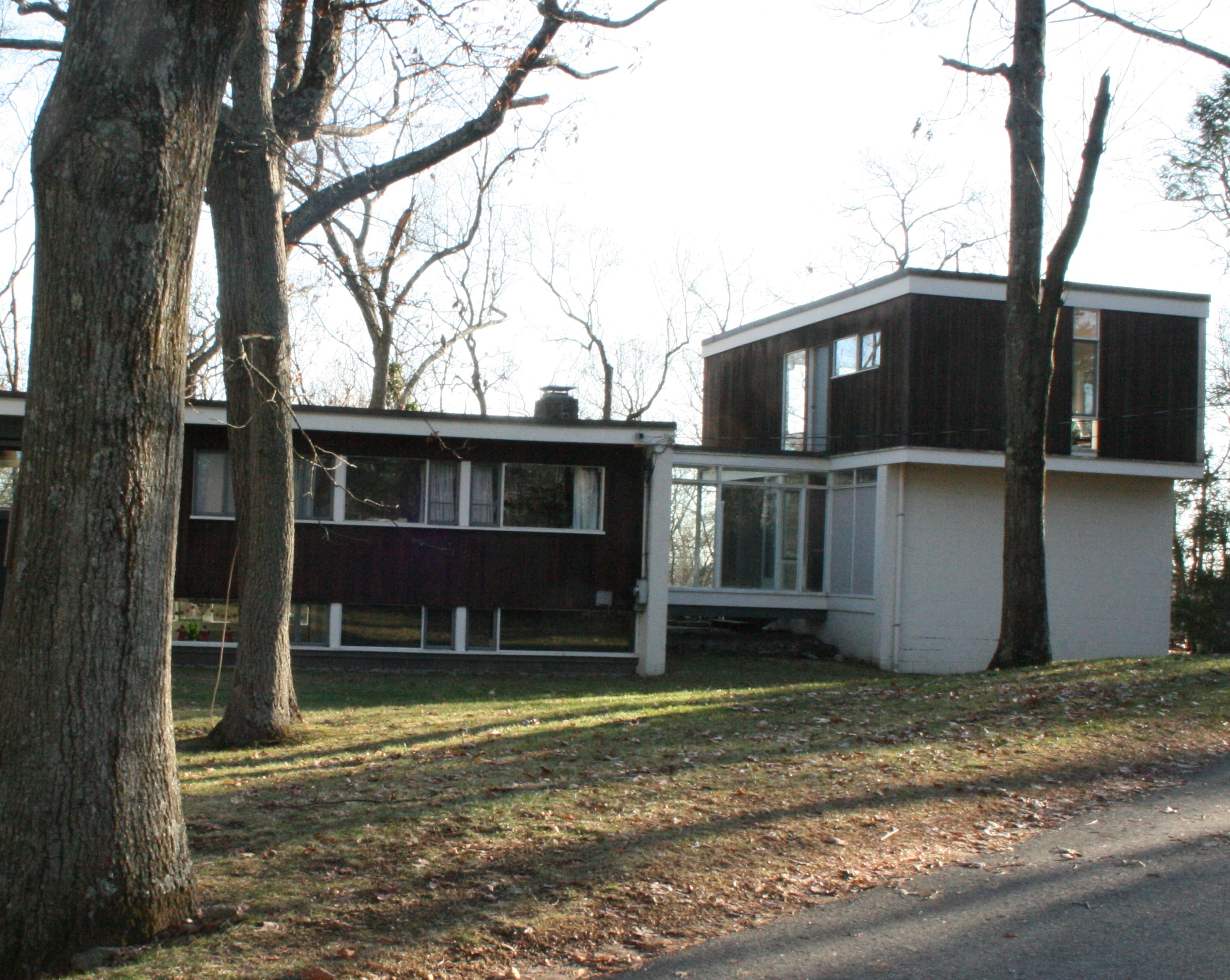
Jean Bodman Fletcher y Norman C. Fletcher, Casa Fletcher, 1948
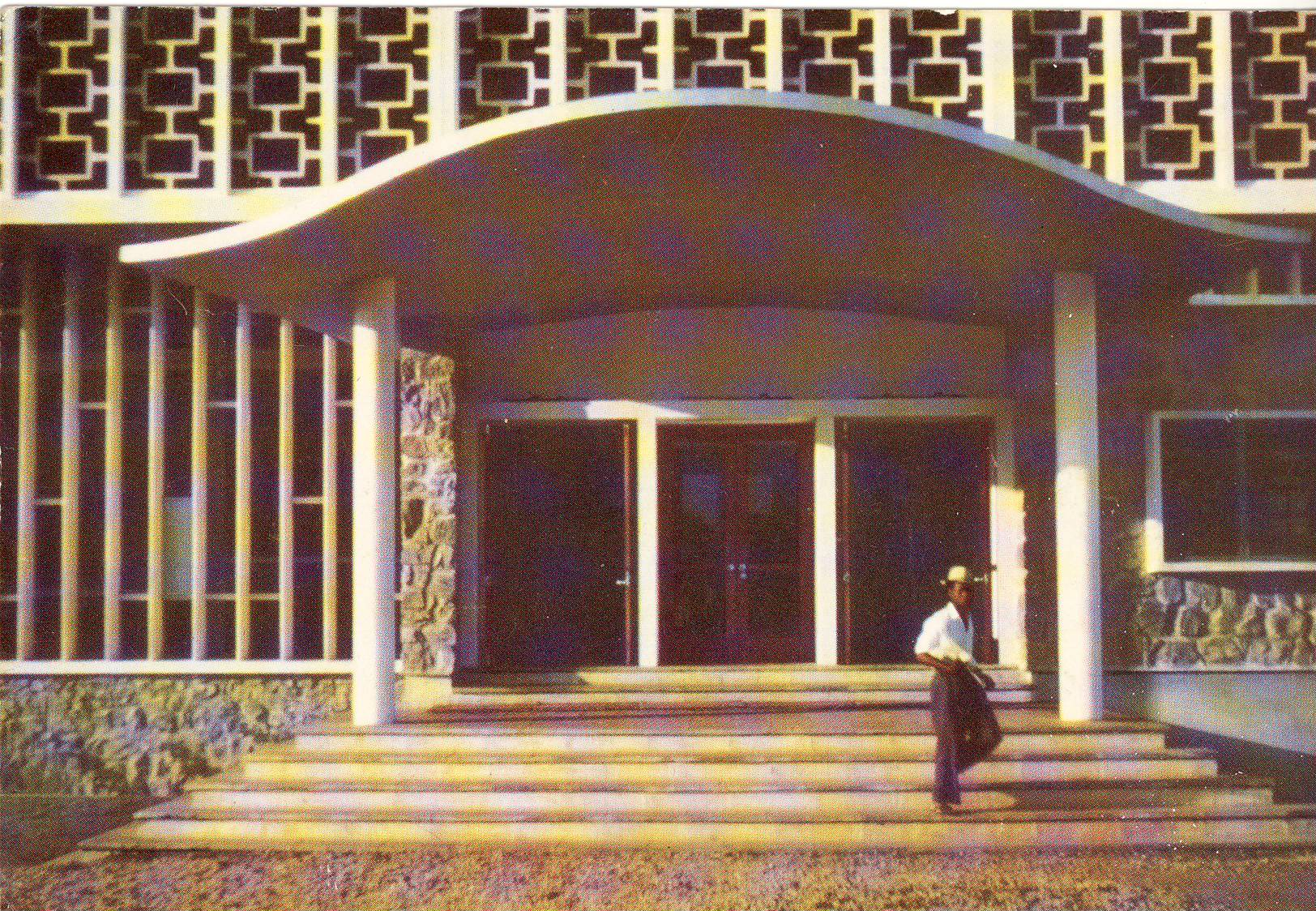
Jane Drew, Maxwell Fry, Universidad de Ibadán, 1948
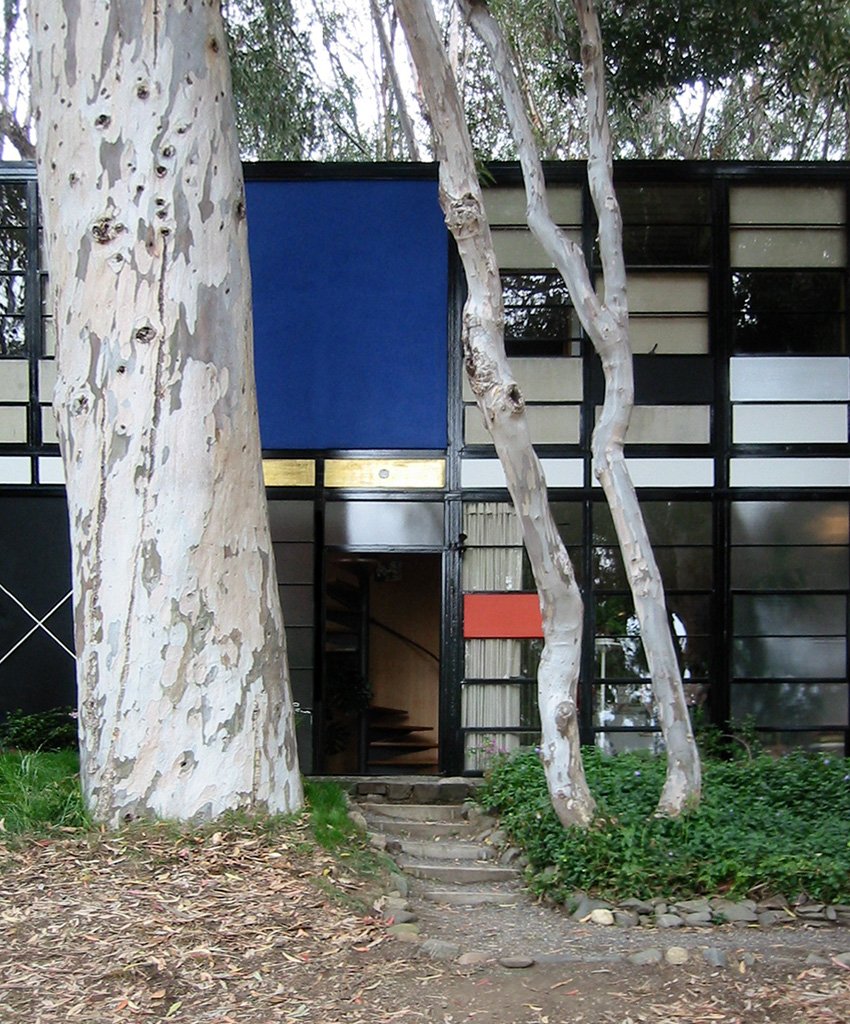
Ray Eames y Charles Eames, Casa Eames, 1949
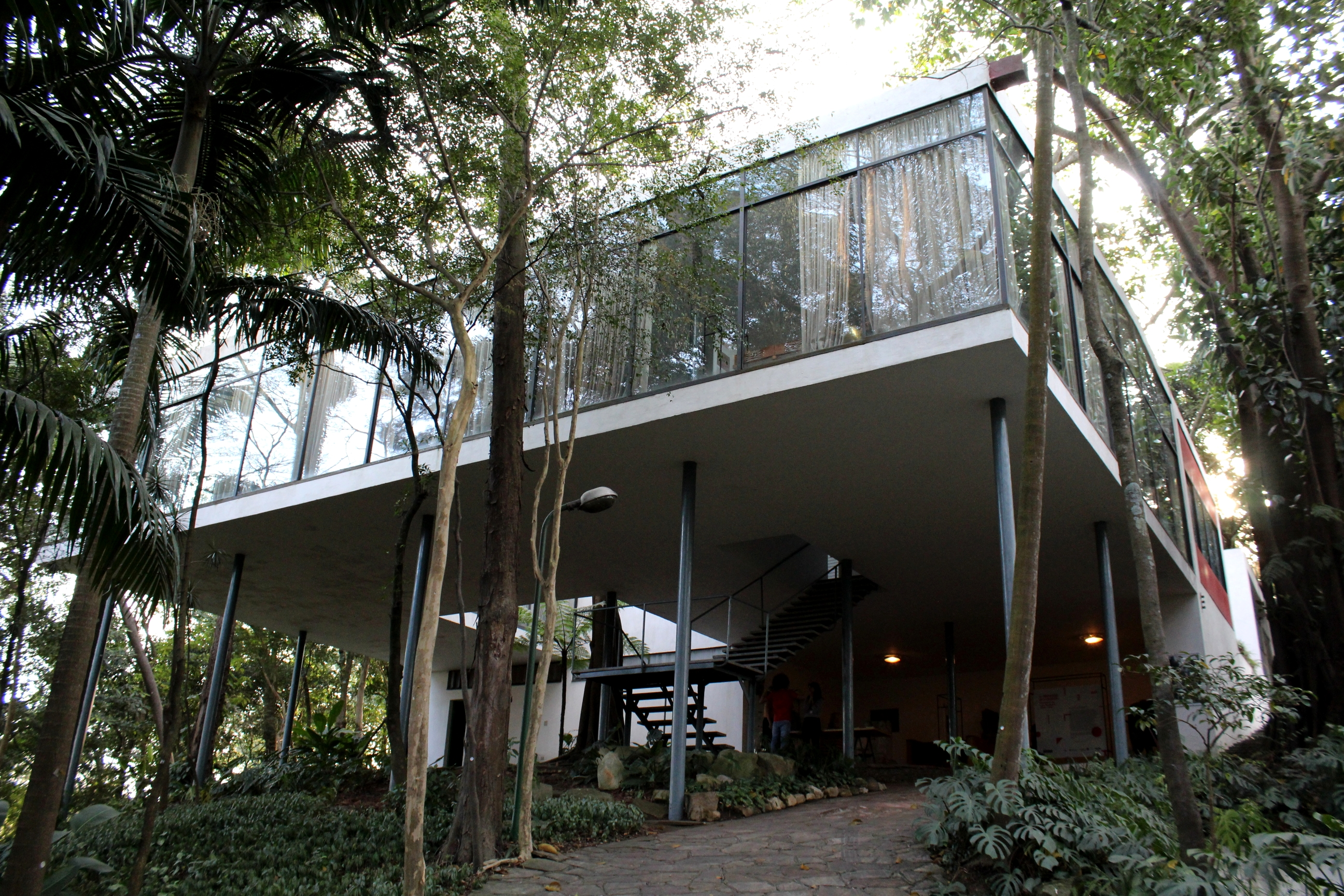
Lina Bo Bardi, Casa de Vidro, São Paulo, 1951

## Segunda mitad delsigloXX
Después de la Segunda Guerra Mundial, las mujeres accedieron al educación en proporciones significativas.Sin embargo la sociedad presionaba para que volvieran al hogar. El modelo de mujer, provisto sobre todo por la publicidad y las revistas femeninas asignaban no solo el rol del control sobre un hogar tecnificado sino que la establecían como organizadora de las relaciones que colaboraban en el progreso del marido: cenas, asociaciones, etc. Estaba vedado de facto el acceso a las profesiones prestigiosas como la arquitectura donde ellas participan en calidad de excepciones.
Se incrementó la inscripción de estudiantes mujeres en la carrera de arquitectura. Importantes arquitectas trabajaron junto a hombres, en muchas ocasiones sus maridos. Las asociaciones hombre-mujer desembocaban generalmente en darle todo el crédito del trabajo al hombre, usualmente porque el hombre era el reconocido. Este fenómeno fue producto de la discriminación a la mujer y es actualmente conocido como «tradición de atribución errónea».
Anne Tyng (1920-2011), socia de Louis Kahn durante 19 años, desarrolló una propuesta para el centro de Filadelfia en donde contribuyó con sus conocimientos sobre formas geométricas complejas. Cuando la maqueta fue incluida en una exhibición del Museo de Arte Moderno en 1960, Kahn no incluyó el nombre de ella, pero finalmente reconoció la autoría.
En Alemania, Elisabeth Böhm (1921) trabajó frecuentemente con su esposo, Gottfried Böhm, diseñando interiores para sus casas y edificios. En 1986 se otorgó el Premio Pritzker a su marido en solitario a pesar de que las obras estaban firmadas como Estudio Böhm.
Urmila Eulie Chowdhury (1923-1995) estudió en Sídney, trabajó en Estados Unidos y regresó a la India en 1951, incorporándose al equipo encargado del diseño y construcción de la ciudad de Chandigarh. Chowdhury trabajó en Chandigarh en tres períodos: 1951-63 y 1968-70; durante este tiempo se dedicó a colaborar en el equipo de diseñadores y tuvo a su cargo el diseño y construcción del Home Science College, el Women’s Polytechnic. El tercer período fue de 1971-76, en el que se desempeñó como Arquitecta Jefe, a cargo de la segunda fase de planificación de la ciudad. Sus aportes fueron opacados por los de Pierre Jeanneret a quien se le atribuyen diseños de ella.
Raili Pietilä (1926) decía que «dos» era en número perfecto para integrantes de un equipo de diseño: «Nosotros usualmente llevamos nuestro trabajo con nosotros a todas partes: a un paseo, en la cocina, en la tarde, en viajes largos en tren..., porque sabemos que alterar nuestro ambiente altera nuestro pensamiento». El estudio se llamaba Raili y Reima Pietilä Arquitectos, algo no muy usual en la profesión donde el nombre de la mujer solía quedar oculta bajo la marca del estudio. A pesar del espíritu solidario y las demostraciones de igualdad del matrimonio frente a la profesión, es muy frecuente encontrar solo a Reima Pietilä como referencia de las obras del estudio. Lo mismo ocurre con Kaija Siren (1920-2001), socia de Heikki Siren. Su obra más reconocida es la Capilla luterana de Otaniemi, de 1957, situada en el Campus Universitario de Otaniemi, junto a Helsinki; obra que aúna la arquitectura rural finlandesa con la arquitectura moderna. En el campus están además las obras de Alvar y Elissa Aalto, el Centro Dipoli de Raili y Reima Pietilä. Es decir que en el proyecto del conjunto, convergen tres excepcionales arquitectas del momento. Pocas veces están indicadas ellas como coautoras.
Alison Margaret Gill (1928-1993), arquitecta británica, fue una de las pocas mujeres de referencia y reconocida en el campo de la arquitectura y en urbanismo a mediados del siglo XX. Junto con su marido, Peter Smithson, fueron protagonistas de la cultura londinense de los años cincuenta.
Denise Scott Brown (1931) y Robert Venturi se conocieron en la Universidad de Pensilvania en 1960. Se casaron en 1967 y poco tiempo después, Scott Brown se unió a la firma de Venturi y Rauch, en Filadelfia, donde se convirtió en directora de planificaciones en 1969. Poco a poco tuvo un papel más importante en la firma —a la que se le cambió el nombre a Venturi, Scott Brown and Associates, en 1989—, dirigiendo proyectos de planificación y estudios cívicos y colaborando con Venturi en los proyectos más grandes de la firma. Sin embargo, rara vez se le atribuyó mérito por su trabajo, actitud de la cual manifestó malestar. Por ejemplo, solamente su marido fue galardonado con el Premio Pritzker en 1991; dijo ella: «Ambos diseñamos cada pulgada del edificio juntos». En 1997, Scott Brown especuló: «La cuestión de ser mujer siempre estará en el aire en mi caso. Si no me hubiera casado con Bob, ¿habría llegado más lejos o no? ¿Quién sabe? Pero la misma pregunta va para él. Si no se hubiera casado conmigo, ¿habría llegado él más lejos?». Denise Scott Brown también reveló su opinión acerca de esta situación en un capítulo del libro Gender Space Architecture.
Entre otras asociaciones similares también se puede citar a Franca Helg y Franco Albini, Ragnar y Martta Ypyä, Brit Andresen y Barry Gasson, Inger y Johannes Exner. Otros casos notables son:
- Léonie Geisendorf (1914-2016), arquitecta sueca que había trabajado con Le Corbusier, se casó con su compañero de estudios Charles-Edouard Geisendorf en 1940. Juntos abrieron su primer estudio de arquitectura -L. & CE Geisendorf- y realizaron muchas obras de gran escala en la década de los 50.
- Margot Schürrmann (1924-1999) se asoció de por vida con su esposo, Joachim Schürmann. Su influencia en la arquitectura alemana fue reconocida por la Bund Deutscher Architeken, que premió a ambos con el Grand Prize 1998.[103]
- Maria Schwarz (1921) es recordada por su asociación con Rudolf Schwarz, quien participó en la reconstrucción de la ciudad de Colonia, especialmente en sus iglesias, después de la Segunda Guerra Mundial. Después de la muerte de su esposo, en 1961, Maria continuó dirigiendo el despacho de la familia, completando los proyectos de su esposo en Colonia.[99]
- Ivenue Love-Stanley y su esposo William J. Bill Stanley III fundaron su firma arquitectónica en 1983, después de convertirse (en diferentes años) en los primeros arquitectos afroamericanos registrados en el sur de los Estados Unidos. Love-Stanley es la gerente y directora de producción, mientras que su marido dirige los rubros de marketing y diseño.[104]
- En Reino Unido, Amanda Levete (1955) se volvió directora de Future Systems junto con su esposo, Jan Kaplický. En 1999 ganaron el Premio Stirling, otorgado por el Centro de Medios del Royal Institute of British Architects (RIBA), en Lords Cricket Ground.[105] Debido a que Kaplický no tenía conocimiento ni se interesaba por el cricket, Levete decidió atender a las reuniones con clientes. Levete tuvo la habilidad de hacer comerciales las formas orgánicas de Future Systems.[106]

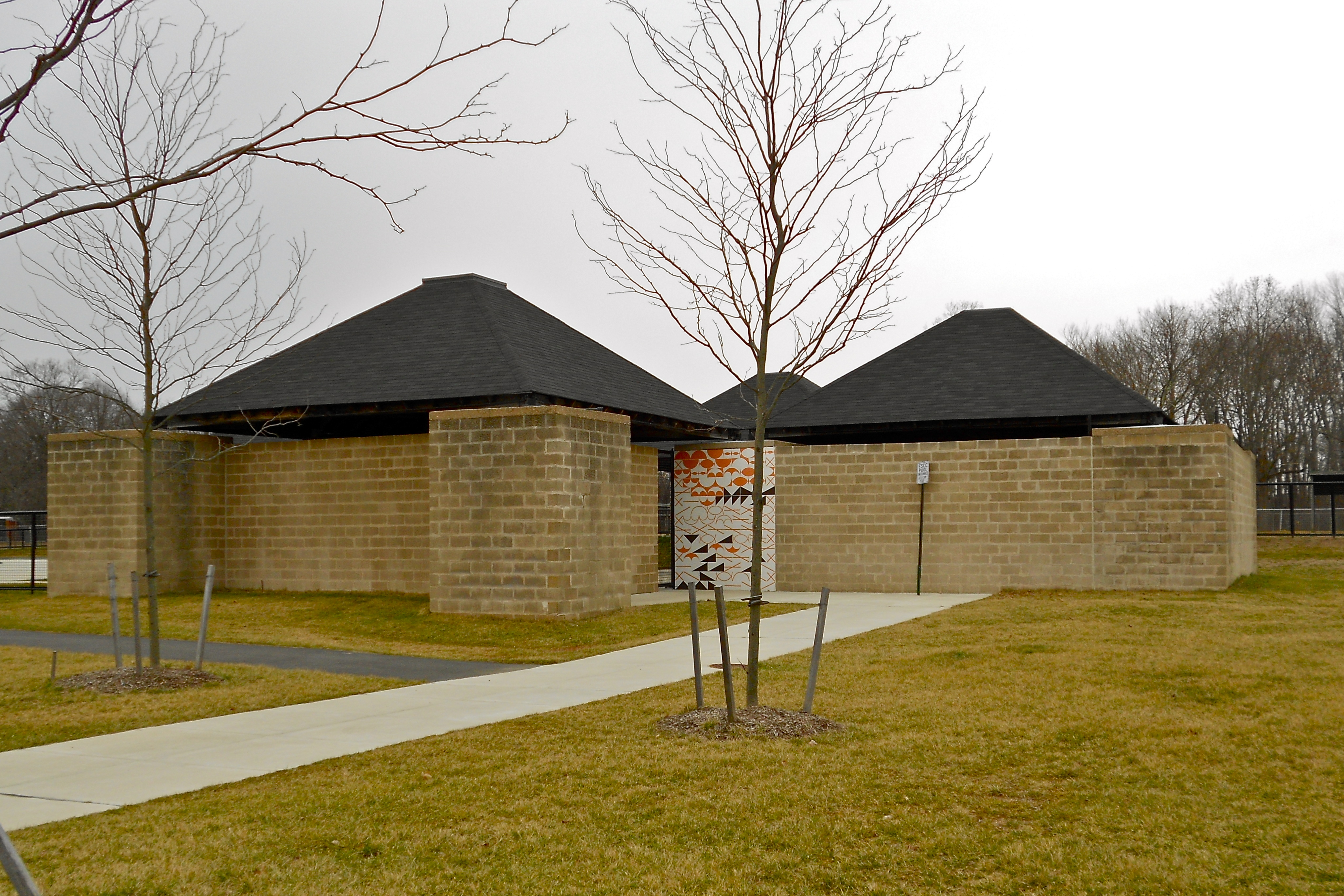
Louis Kahn y Anne Tyng, Trenton Bath House, 1955
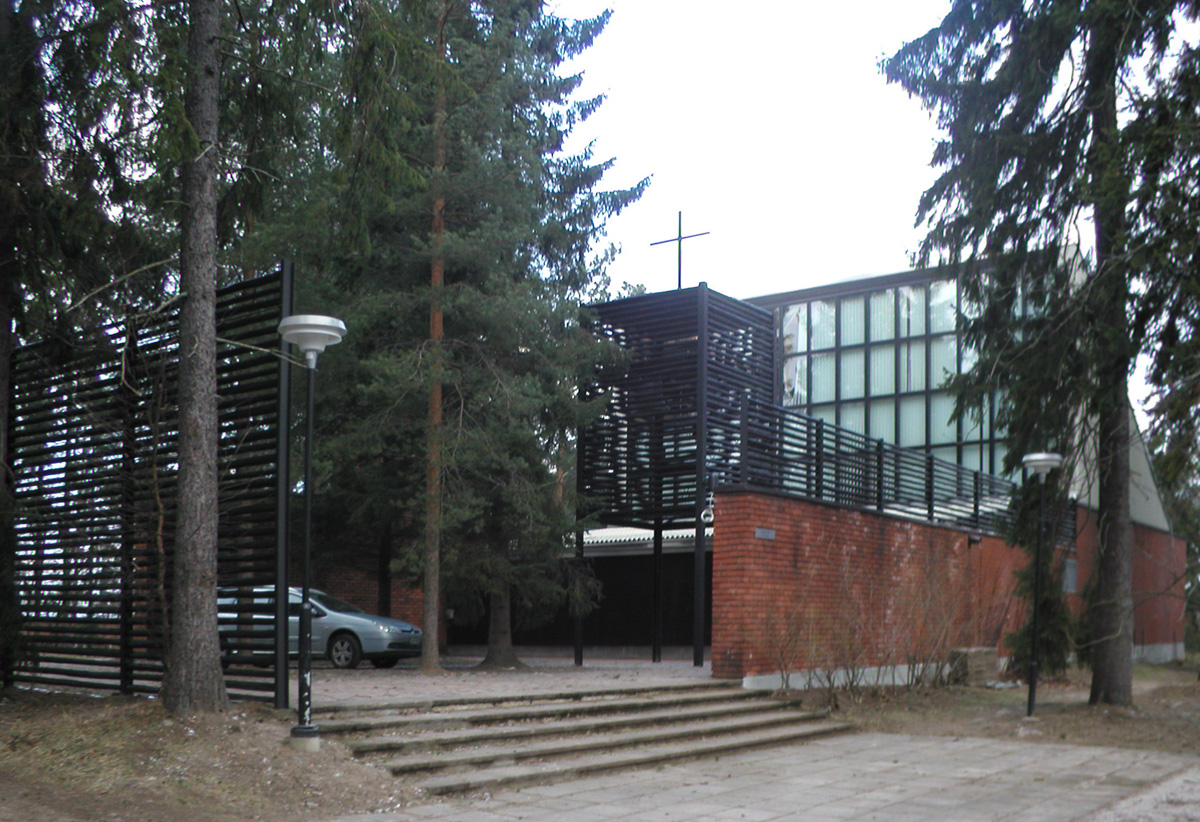
Heikki y Kaija Siren, Capilla de Otaniemi, 1956
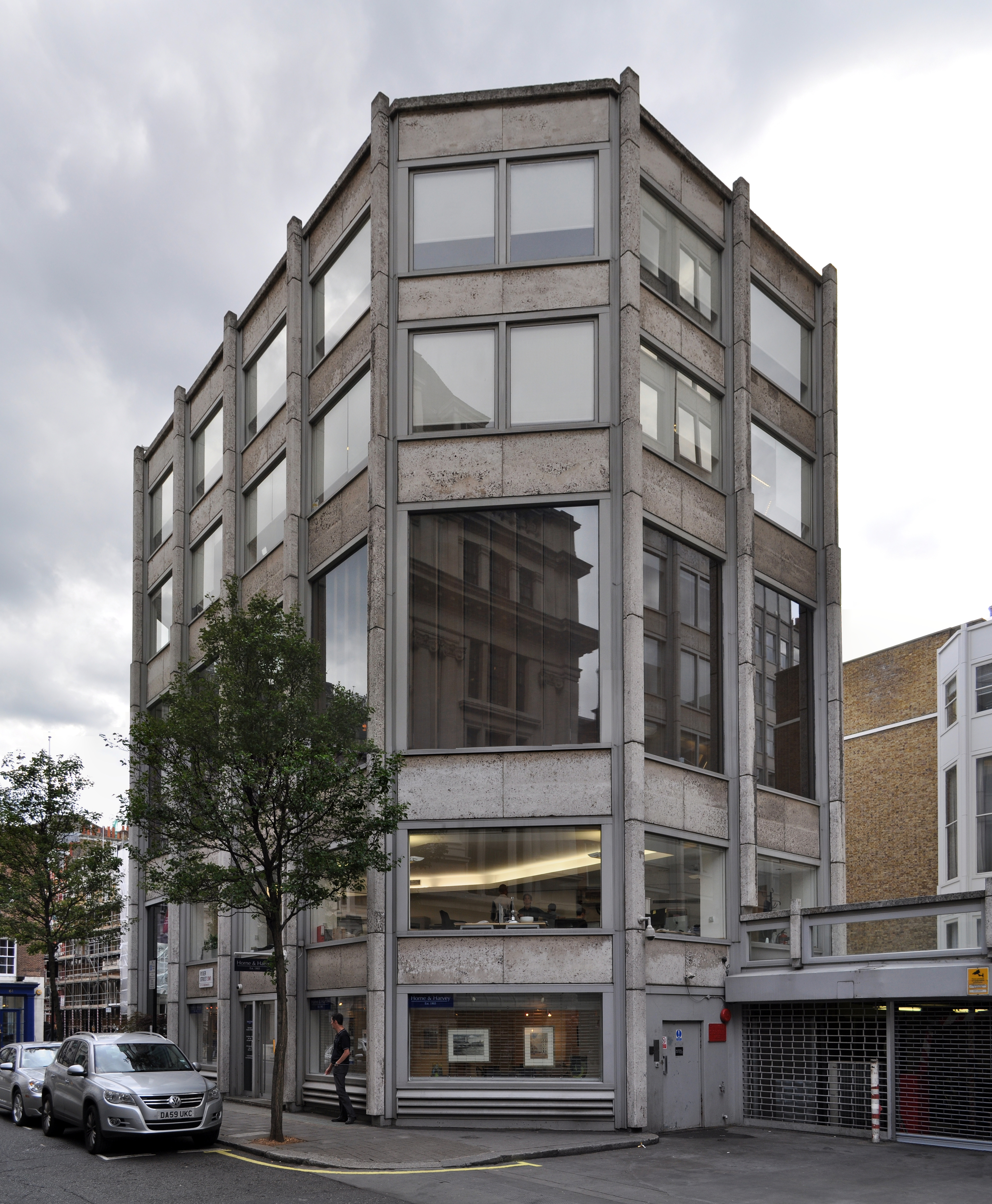
Alison y Peter Smithson, The Economist Building, Londres, 1959-64
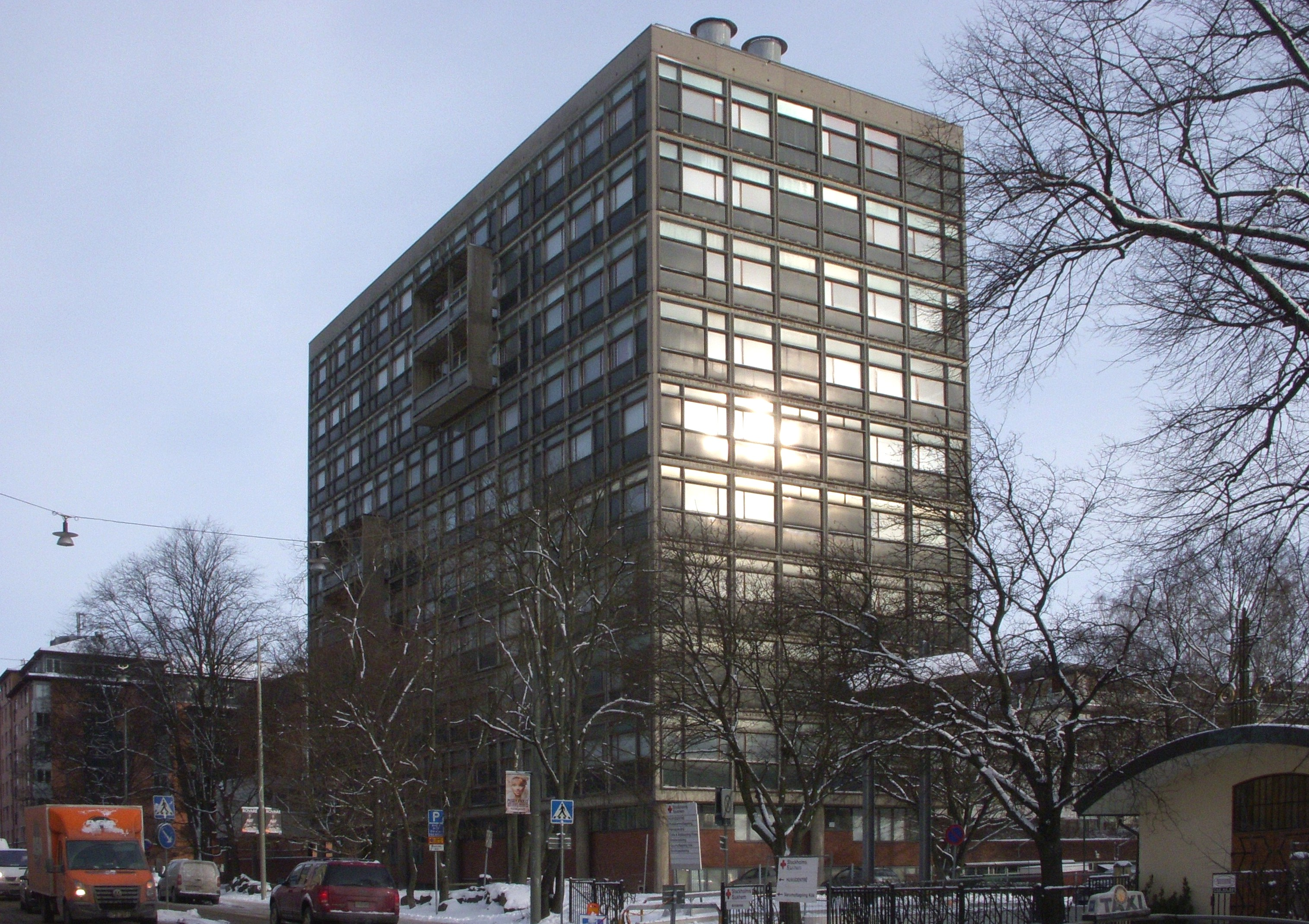
Léonie Geisendorf y Charles-Edouard Geisendorf , St. Görans gymnasium, Estocolmo, 1961
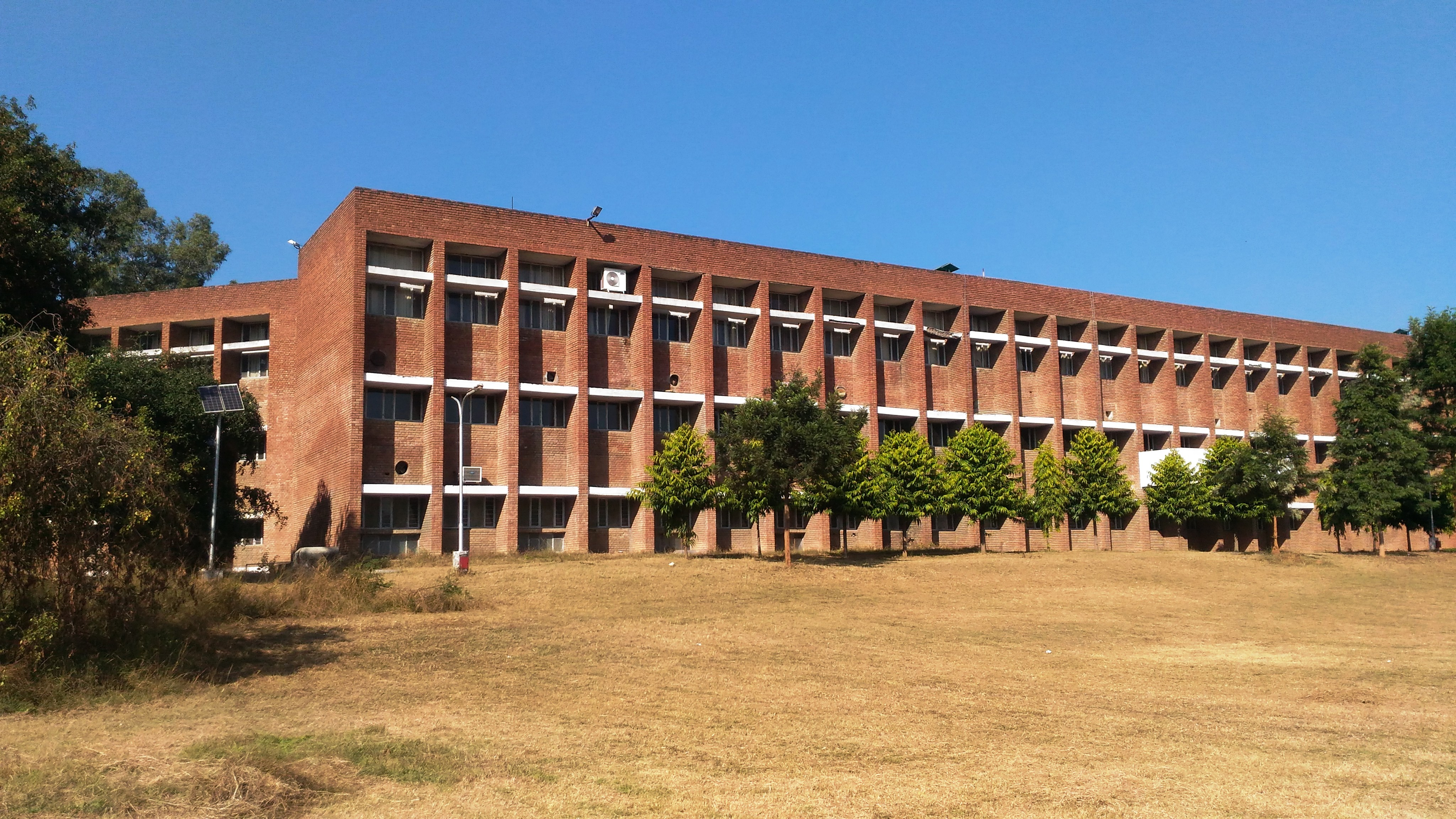
Urmila Eulie Chowdhury, Government Home Science College, Chandigarh, 1961
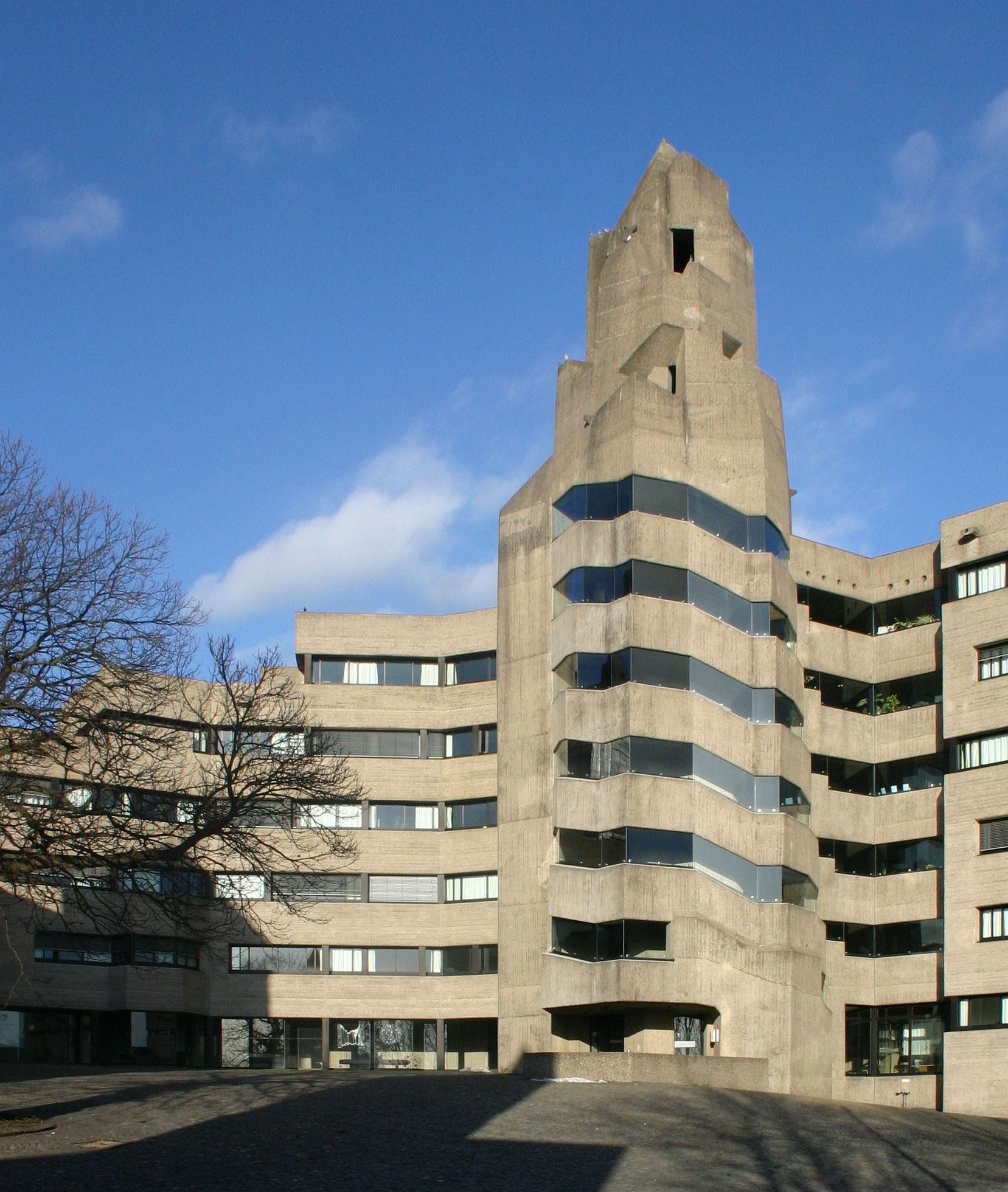
Elisabeth y Gottfried Böhm, Centro Cívico Bergisch Gladbach-Bernsberg, 1962-67
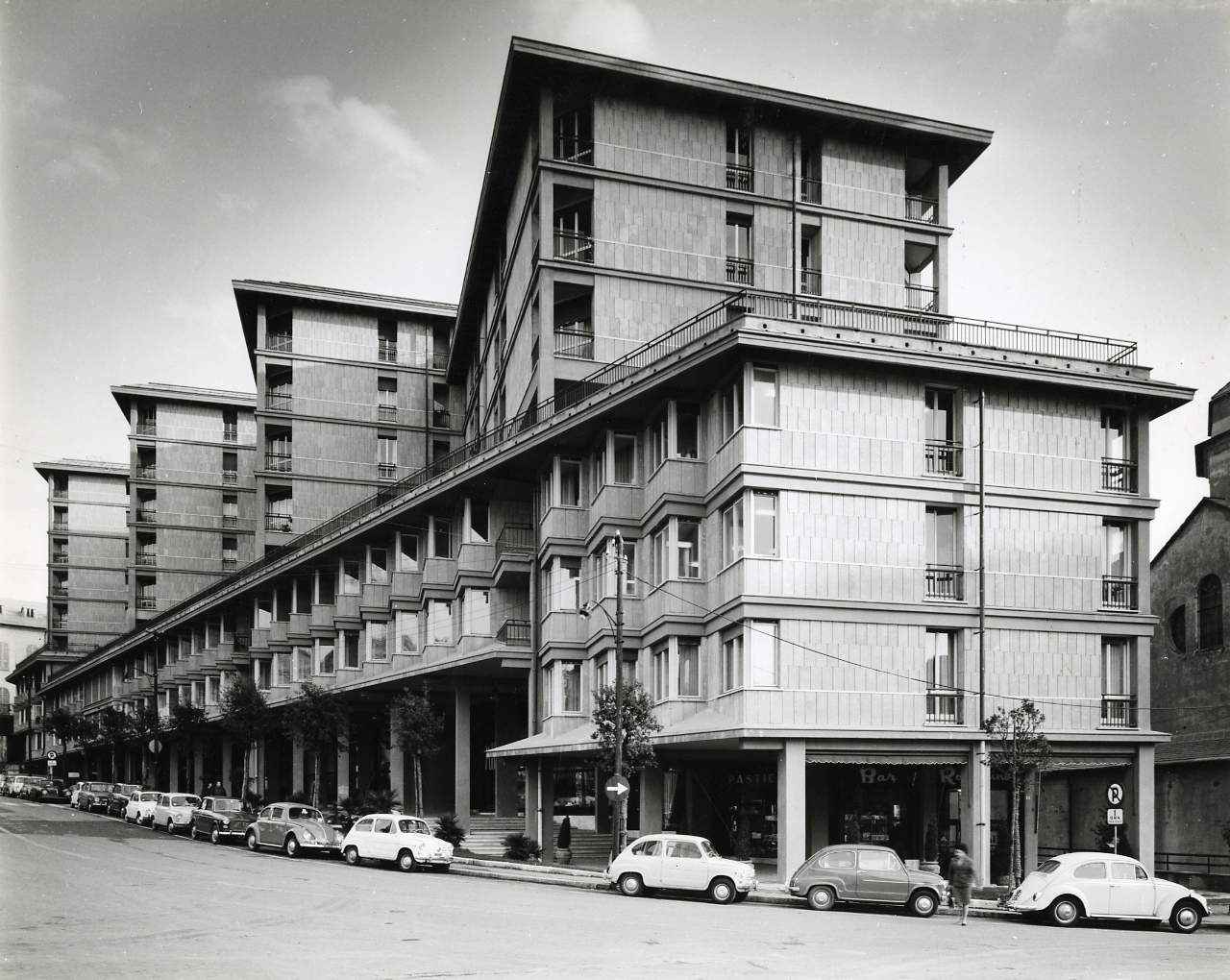
Franca Helg y Franco Albini, Barrio Piccapietra en Génova, 1964
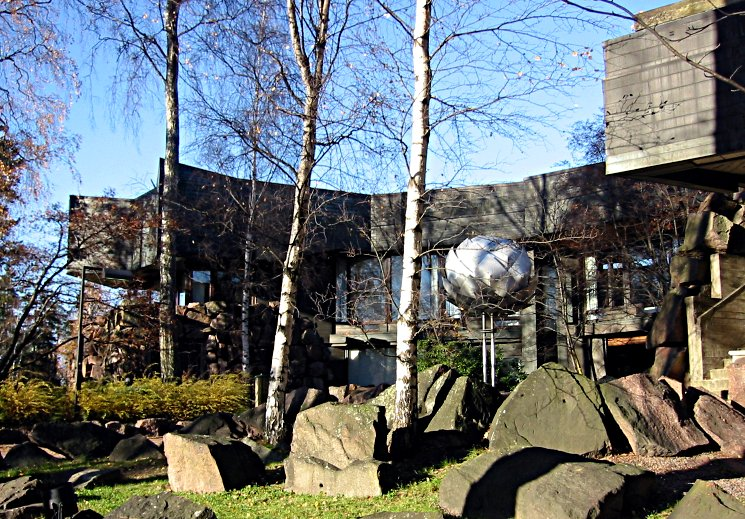
Raili y Reima Pietilä, Centro Dipoli, 1966
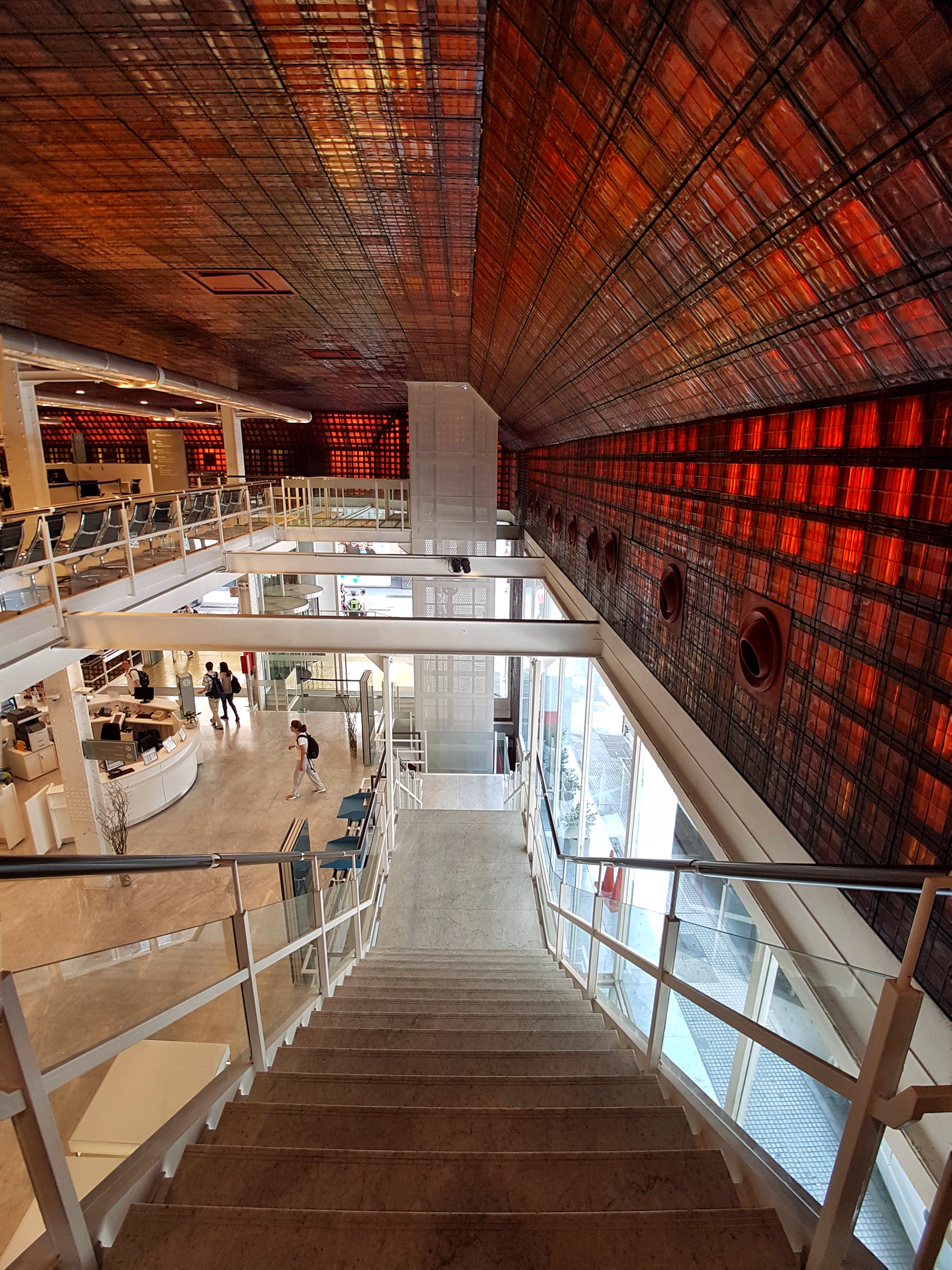
Flora Manteola, Josefa Santos, Javier Sánchez Gómez, Justo Solsona, Rafael Viñoly, Ignacio Petchersky, Casa Matriz del Banco de la ciudad de Buenos Aires, 1967
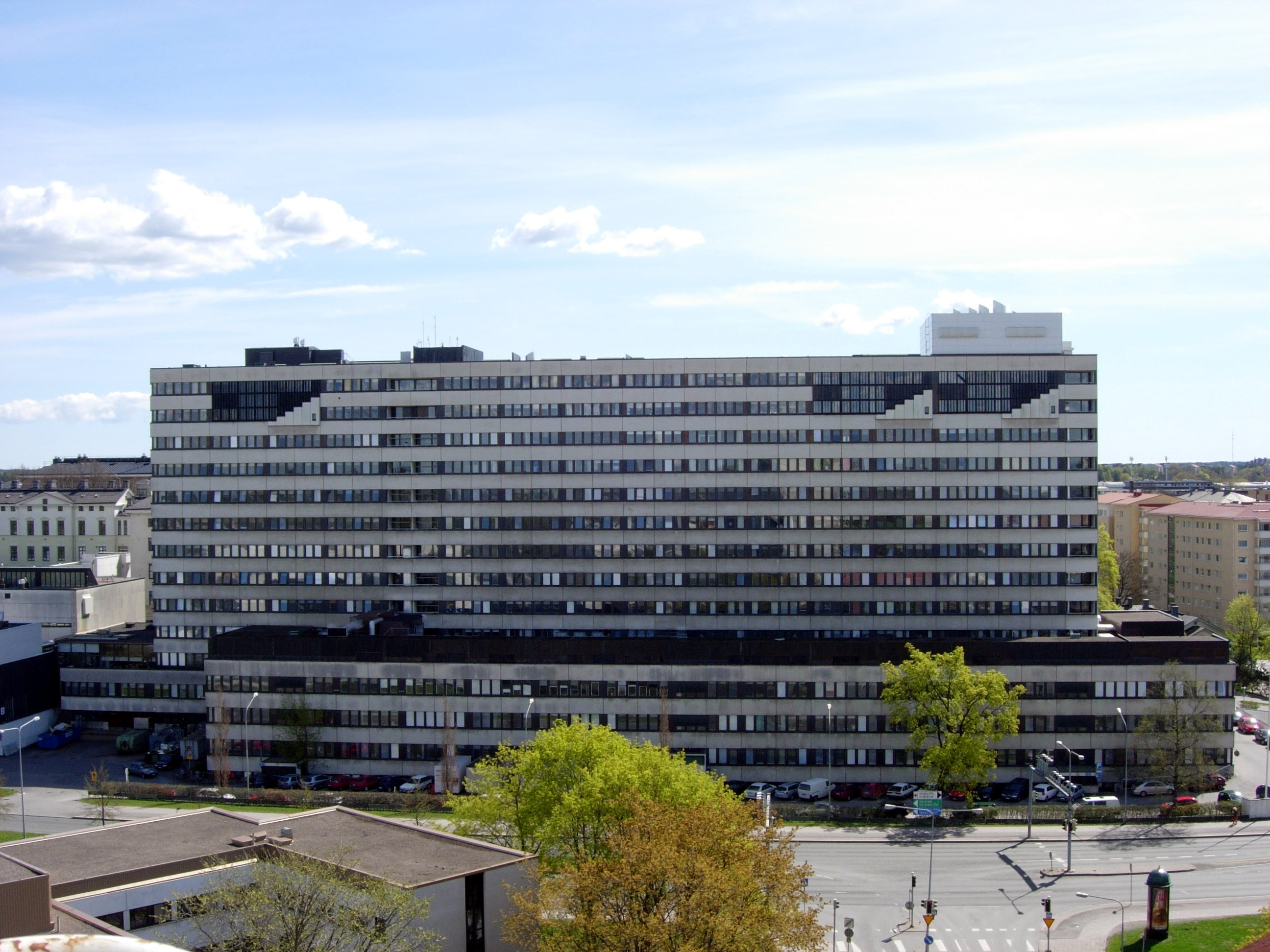
Ragnar y Martta Ypyä, Hospital de la Universidad de Turku, 1955-68
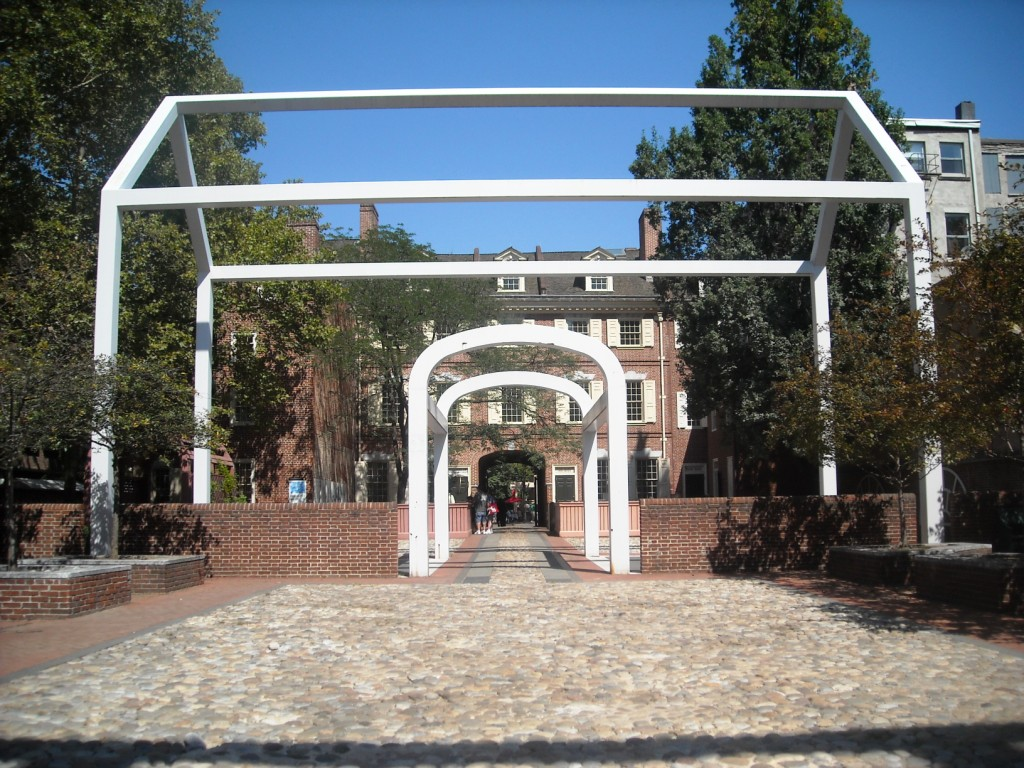
Denise Scott Brown y Robert Venturi, Franklin Court, 1976
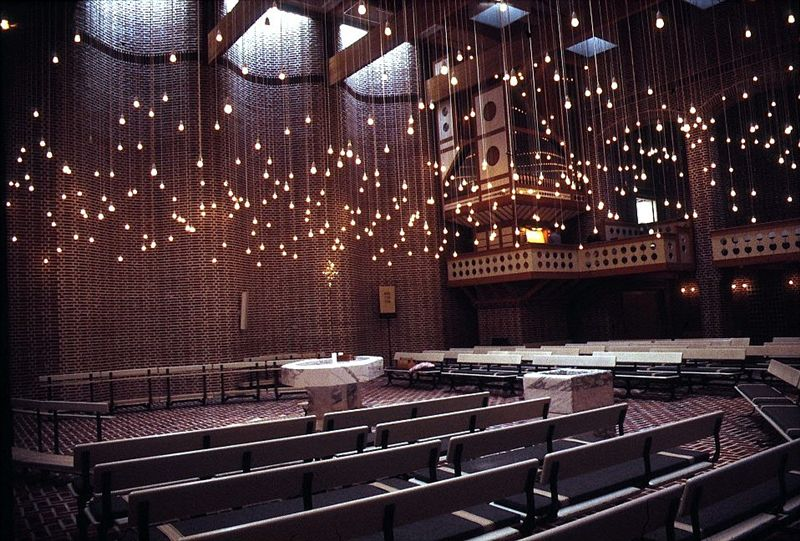
Inger y Johannes Exner, Iglesia de Saedden, 1978
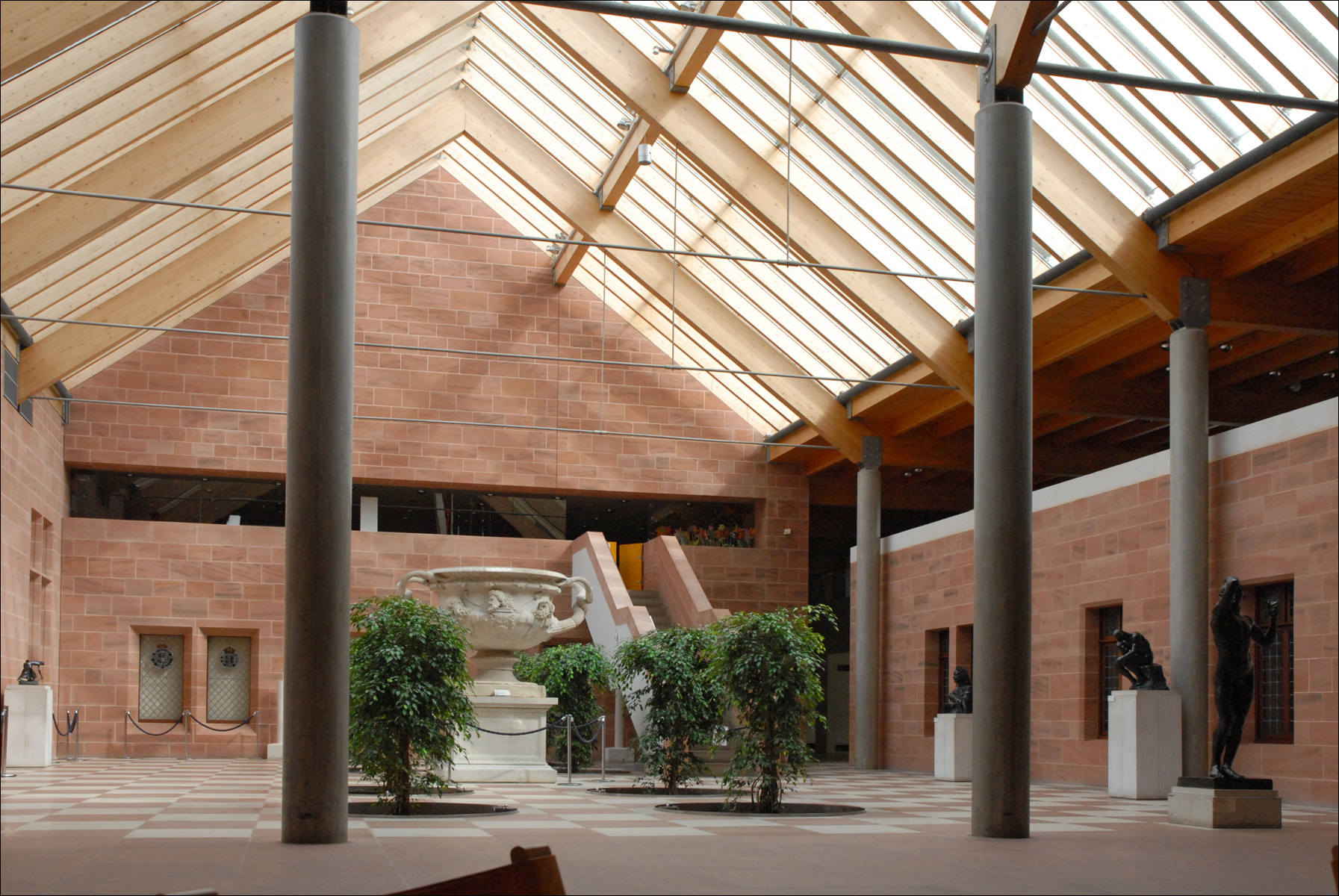
Brit Andresen y Barry Gasson, The Burrell Collection, Glasgow, 1983
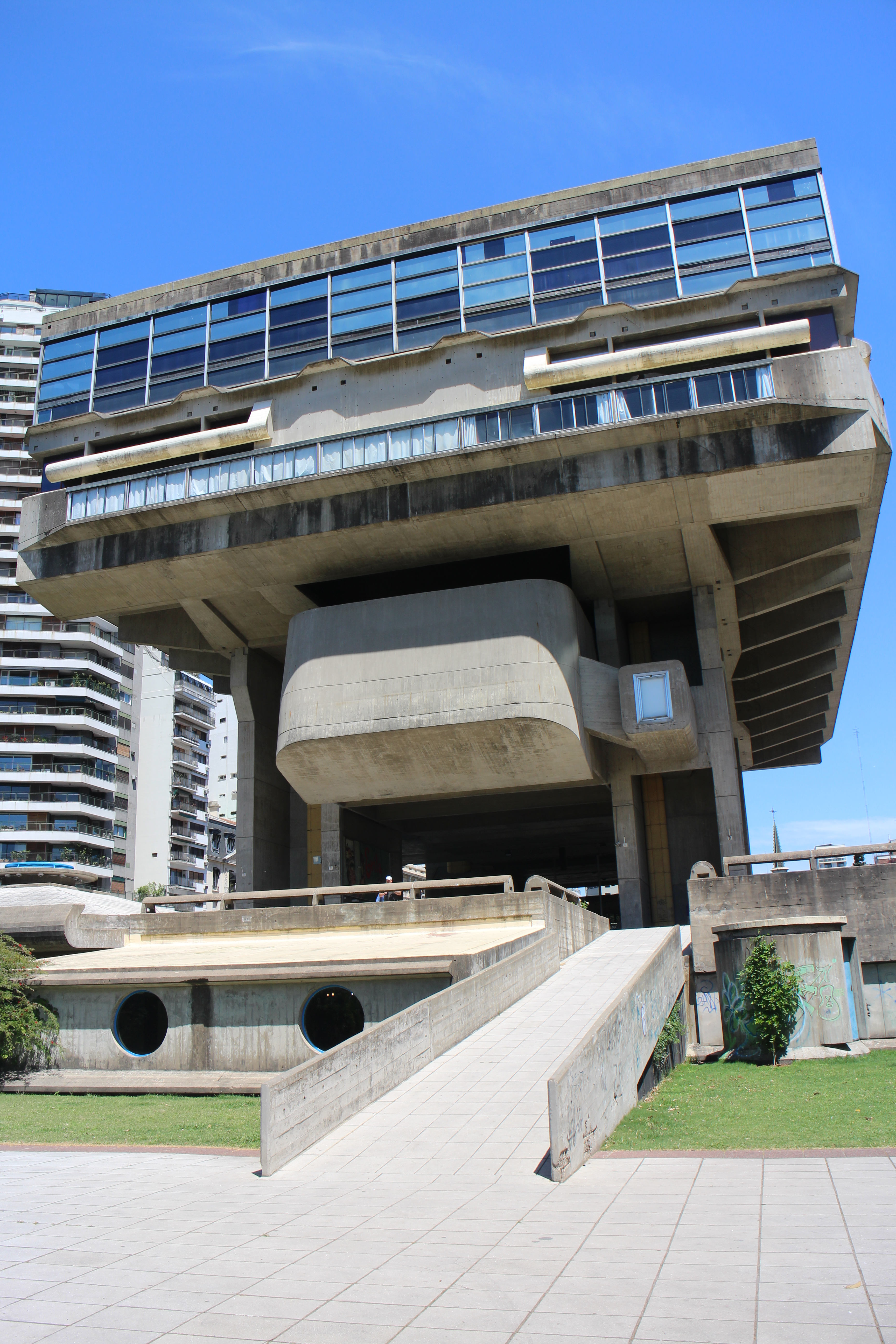
Alicia Cazzaniga, Francisco Bullrich y Clorindo Testa, Biblioteca Nacional de Argentina, 1962-1993
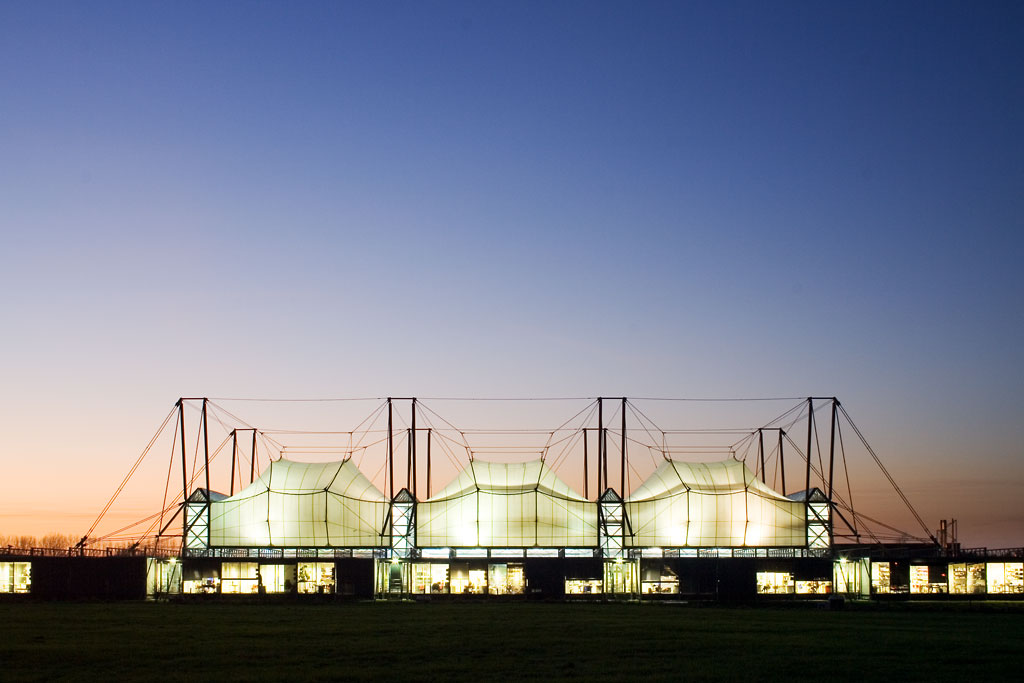
Patricia y Michael Hopkins, Schlumberger Cambridge Reserch Center, 1985

Otras arquitectas desarrollaron su profesión de manera independiente o liderando equipos. Los casos más sobresalientes son los de Lina Bo Bardi, Flora Ruchat-Roncati y Zaha Hadid. 

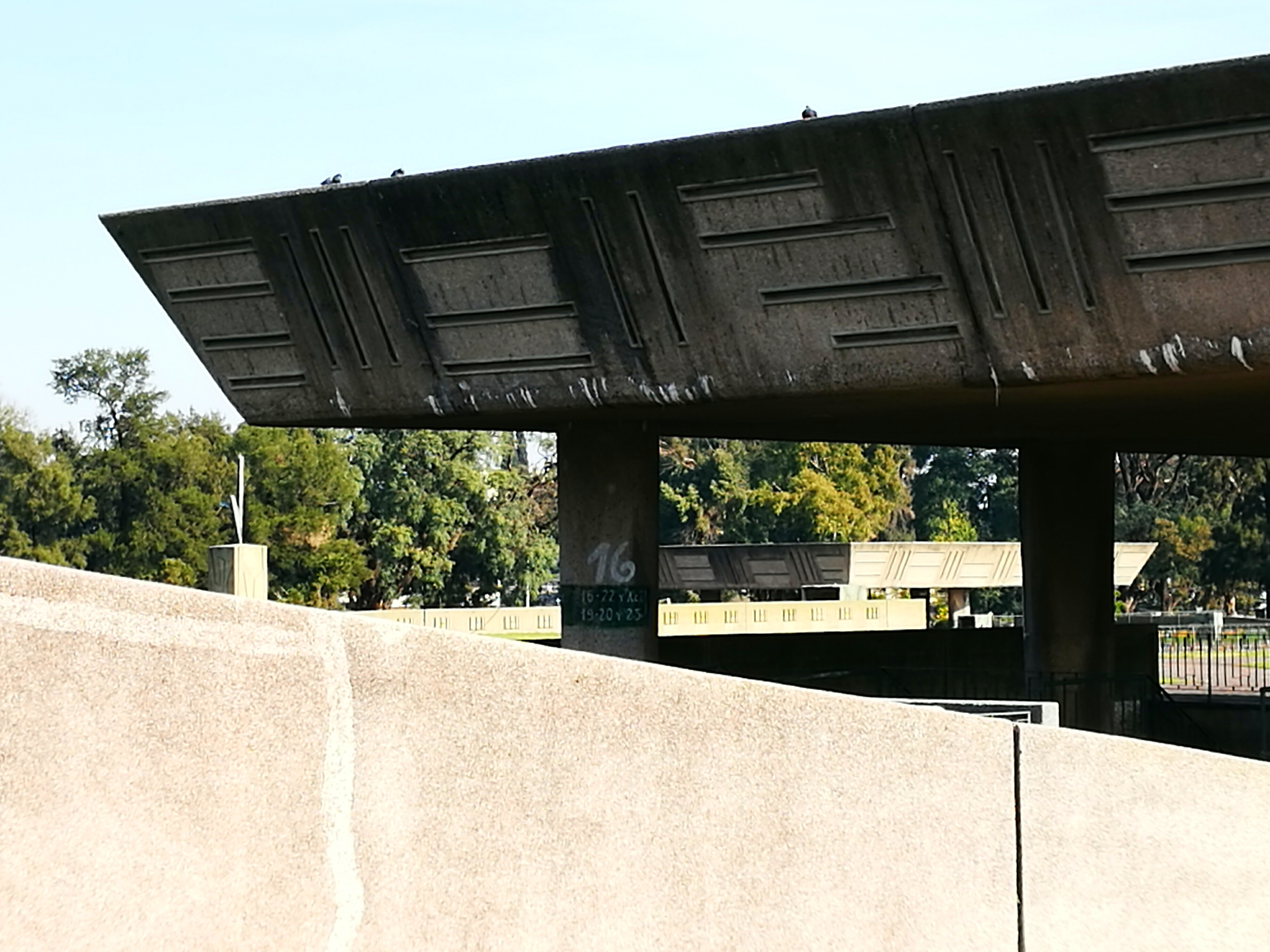
Itala Fulvia Villa, Panteones subterráneos, Cementerio de La Chacarita, Buenos Aires, 1958
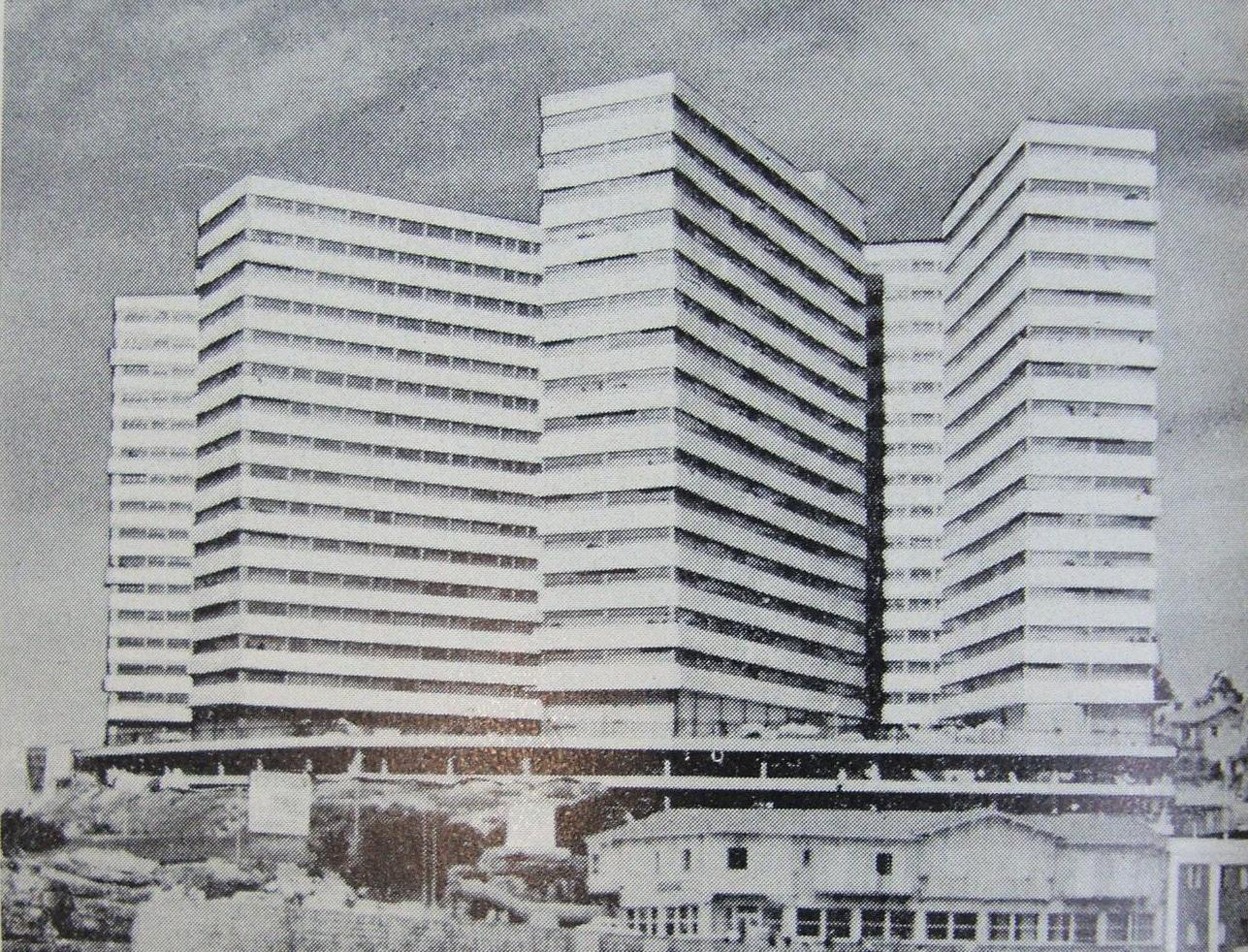
Débora di Veroli, Mirador Cabo Corrientes, Mar del Plata, 1970
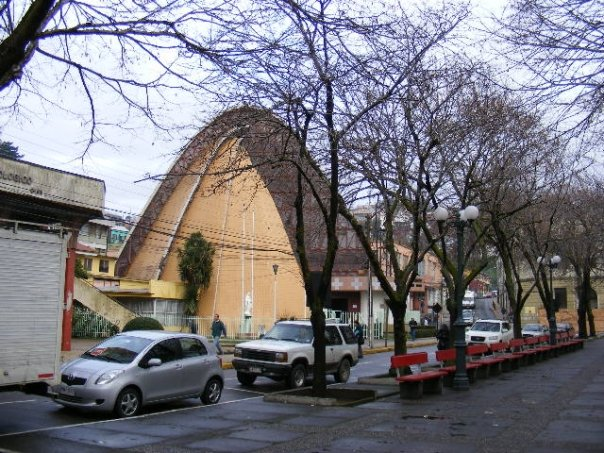
Gabriela González, Pedro Tagle Martínez y José Léniz Cerda, Parroquia San José de Talcahuano, 1974
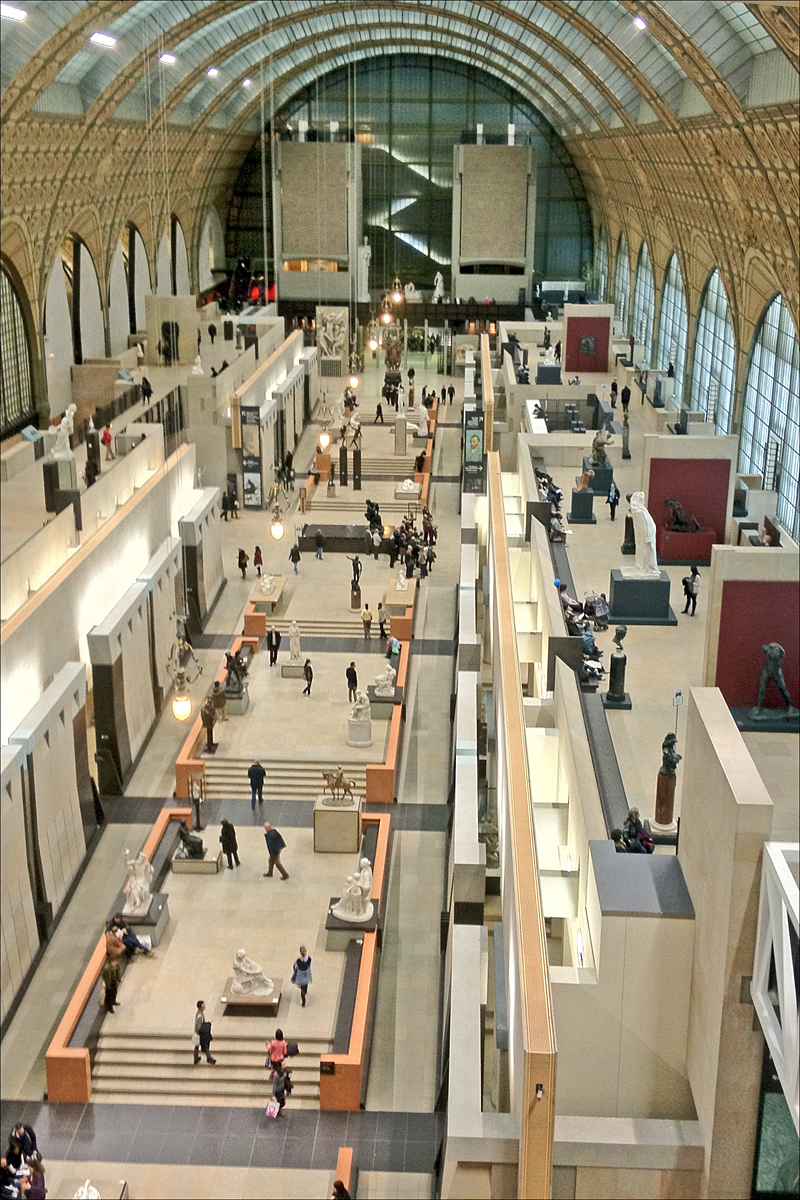
Gae Aulenti, Museo de Orsay, París, 1980
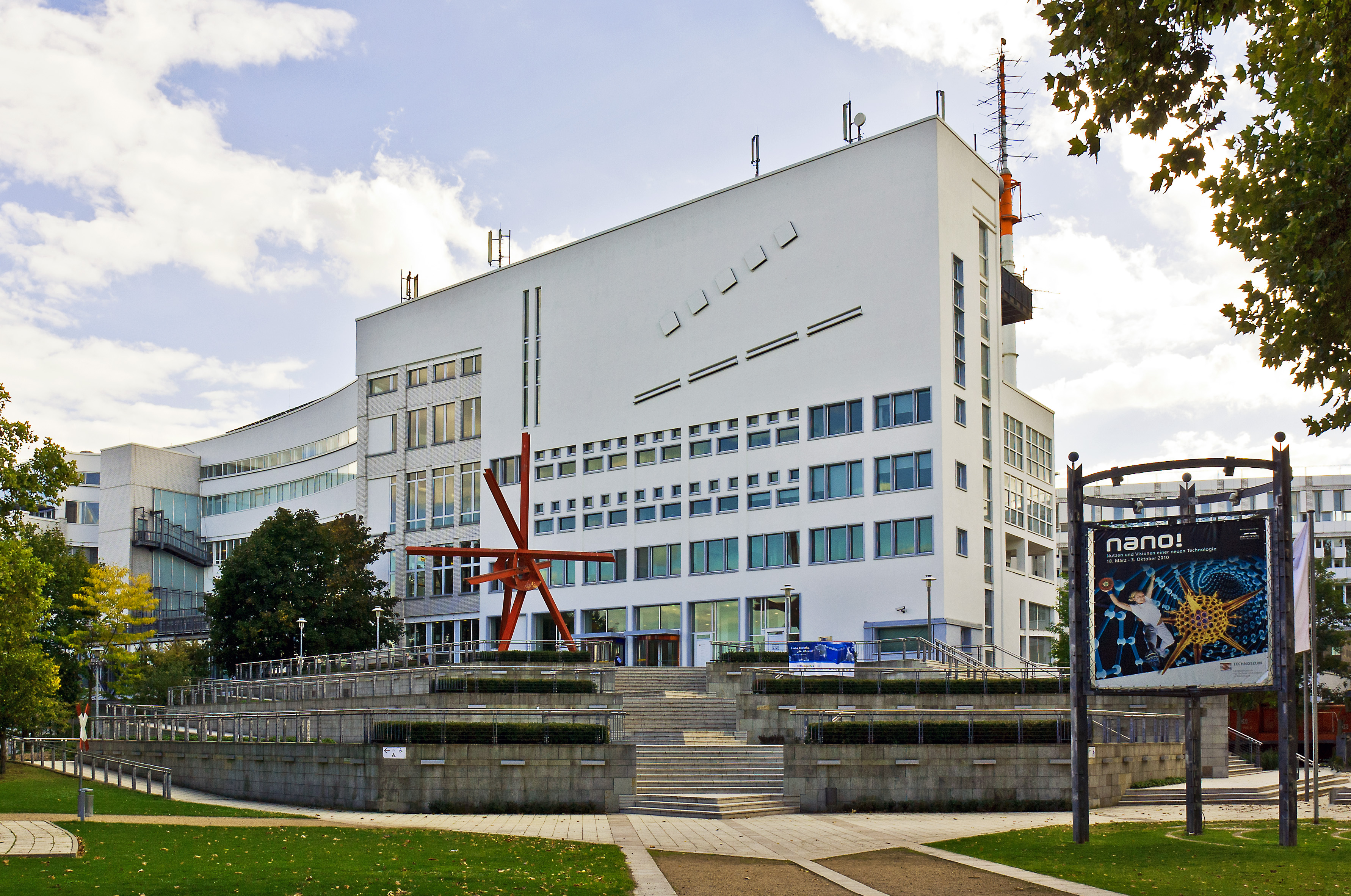
Ingeborg Kuhler, Technoseum, 1982-1990
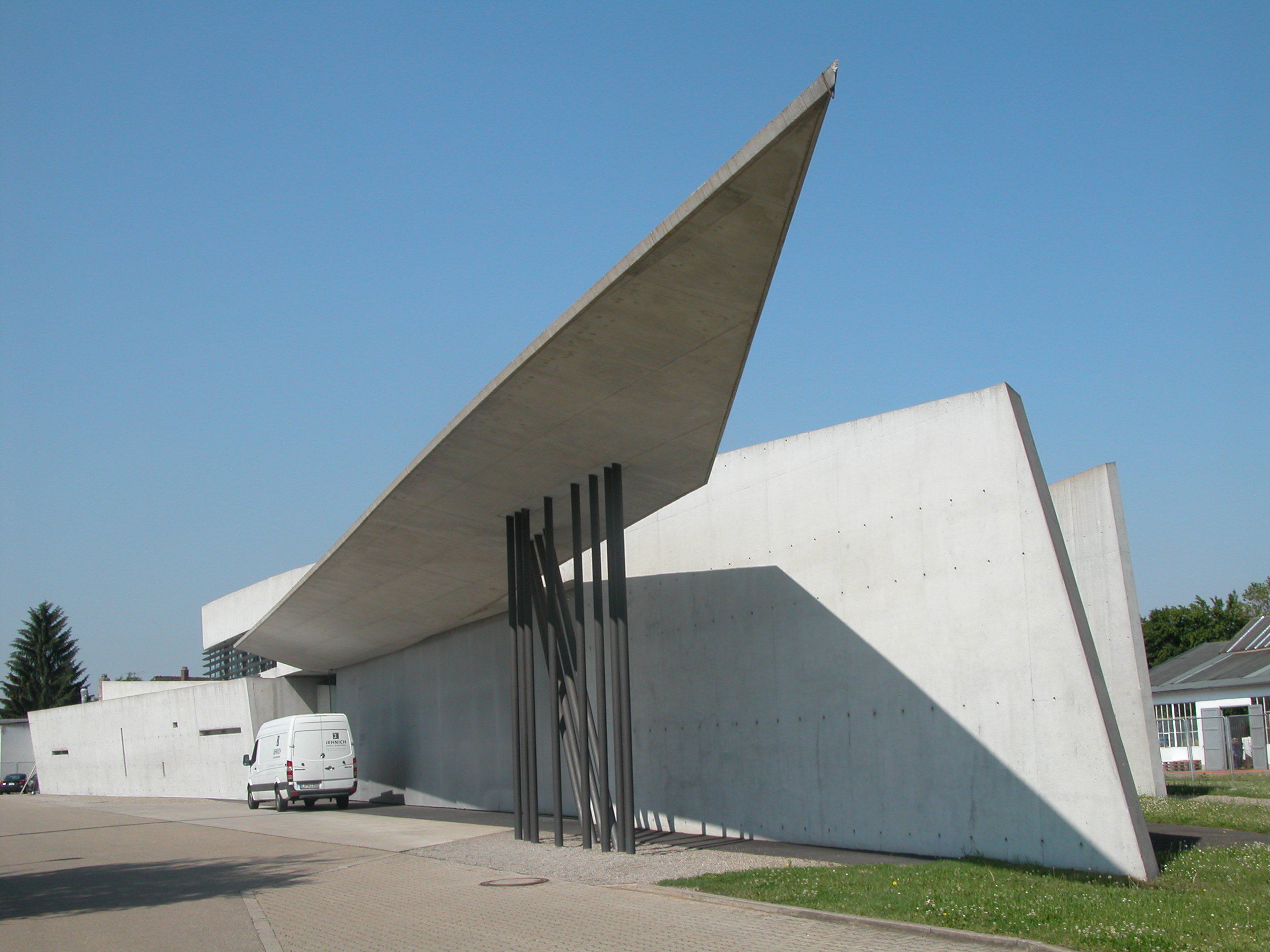
Zaha Hadid, Estación de Bomberos, Vitra, 1991-1993
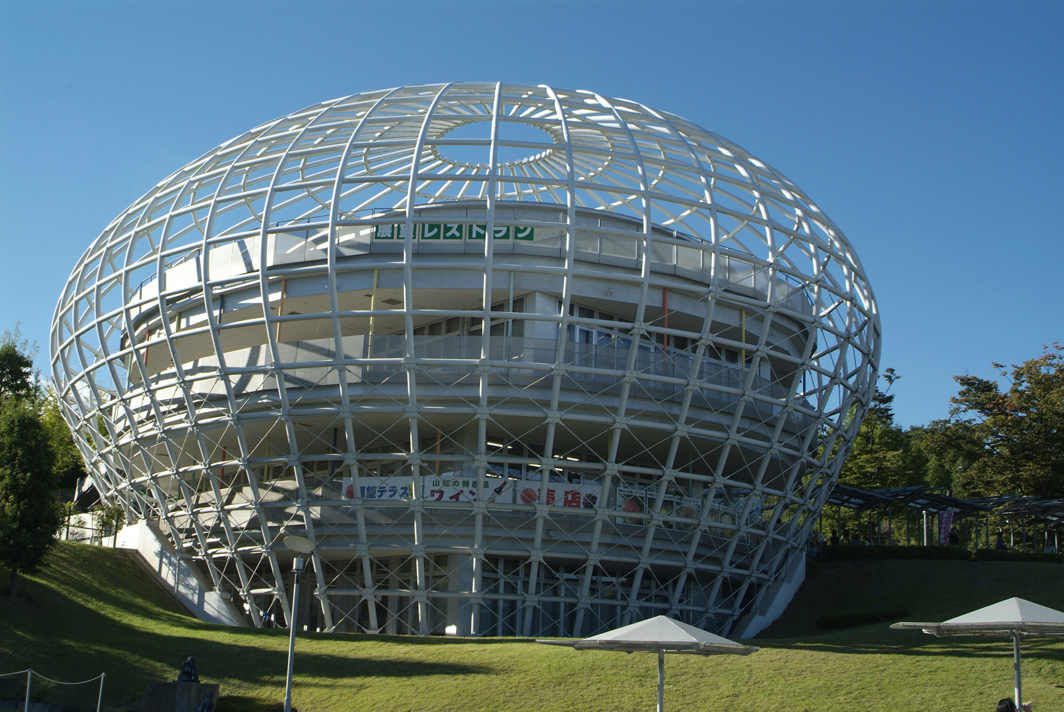
Itsuko Hasegawa, Jardín y museo de la fruta de Yamanashi, 1995
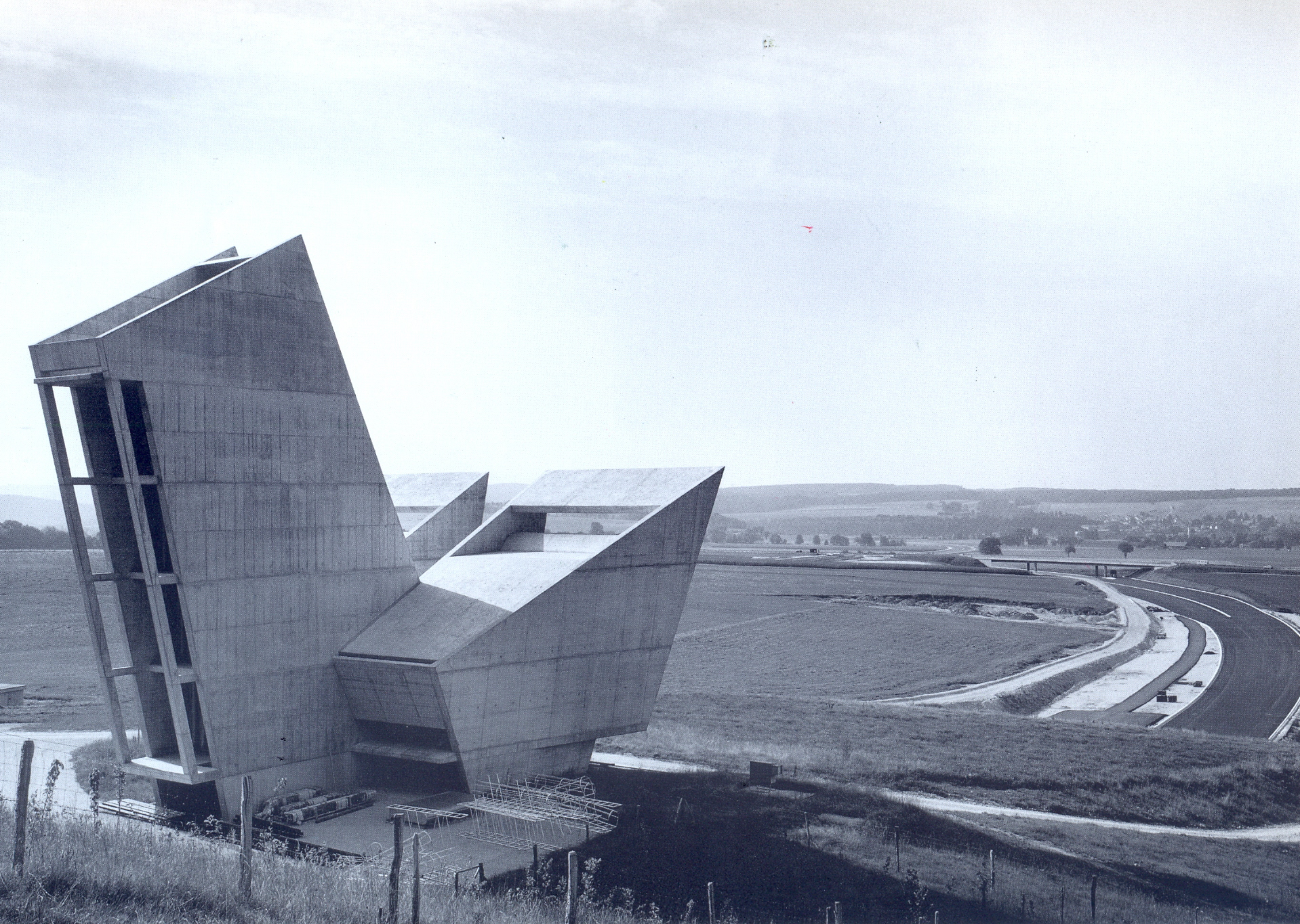
Flora Ruchat-Roncati, Estructura de hormigón en la autopista A16 Swiss Highway, 1989-1998

## sigloXXI
Varias arquitectas han tenido un éxito considerable en el siglo xxi y han ganado un amplio reconocimiento por sus logros. En 2004, la arquitecta iraquí-británica Zaha Hadid se convirtió en la primera mujer en ganar el Premio Pritzker. Entre sus proyectos se encuentran el Rosenthal Center for Contemporary Art, en Cincinnati, y el BMW Central Building, en Leipzig. Al otorgarle el premio, el presidente del jurado habló de su «inquebrantable compromiso con la modernidad», explicando así cómo se había alejado de la tipología existente, de los avances tecnológicos, «cambiando la geometría de los edificios». Desde el 2004, Hadid ha completado otras obras notables, incluyendo el Guangzhou Opera House, en Guangzhou, China, y el London Aquatics Centre para los Juegos Olímpicos de Londres 2012.
En 2010, otra mujer ganó el premio: Kazuyo Sejima, de Japón, en asociación con Ryue Nishizawa. Lord Palumbo, el presidente del jurado, describió su trabajo arquitectónico como «a la vez delicado y poderoso, preciso y fluido, ingenioso, pero no demasiado o abiertamente inteligente, para la creación de edificios que interactúan exitosamente con sus contextos y las actividades que contienen, la creación de una sensación de plenitud y riqueza experiencial». Se le ha dado consideración especial al Centro de Cristal, en el Museo de Arte de Toledo, en Ohio, y el Museo de Arte Contemporáneo del siglo XXI de Kanazawa, en la prefectura de Ishikawa, Japón.
En 2007, Anna Heringer (nacida en 1977, en Alemania) ganó el Premio Aga Khan de Arquitectura por el diseño del METI Handmade School, construido con bambú y otros materiales locales de Rudrapur, Bangladés; un ejemplo de arquitectura sustentable. El proyecto fue elogiado no solo por su enfoque simple, humano y bello, sino también por el nivel de cooperación alcanzado ente arquitectos, artesanos, clientes y usuarios.
La firma danesa Lundgaard & Tranberg ha ganado varios Premios RIBA en los últimos años. La arquitecta Lene Tranberg (nacida en 1956) ha sido la clave del éxito; sus proyectos incluyen el Royal Danish Playhouse (2008) y la Tietgenkollegiet (2005).
En 2010, Sheila Sri Prakash se convirtió en la primera arquitecta de la India en ser invitada al World Economic Forum's Design Innovation Council; ahí creó el Índice de Diseño Recíproco, una herramienta de diseño para el desarrollo holístico sustentable. Es la primera mujer india en montar su propia empresa. En 1992, como pionera de la arquitectura sustentable y medioambiental, diseñó una casa con materiales reciclables.

En 2013, Women In Design, organización estudiantil de la Harvard Graduate School of Design, comenzó una petición para que el Premio Pritzker reconociera a Denise Scott Brown, quien no fue premiada en 1991 cuando sí lo fue su compañero, Robert Venturi, en un proyecto en el que ambos habían tenido el mismo grado de participación.

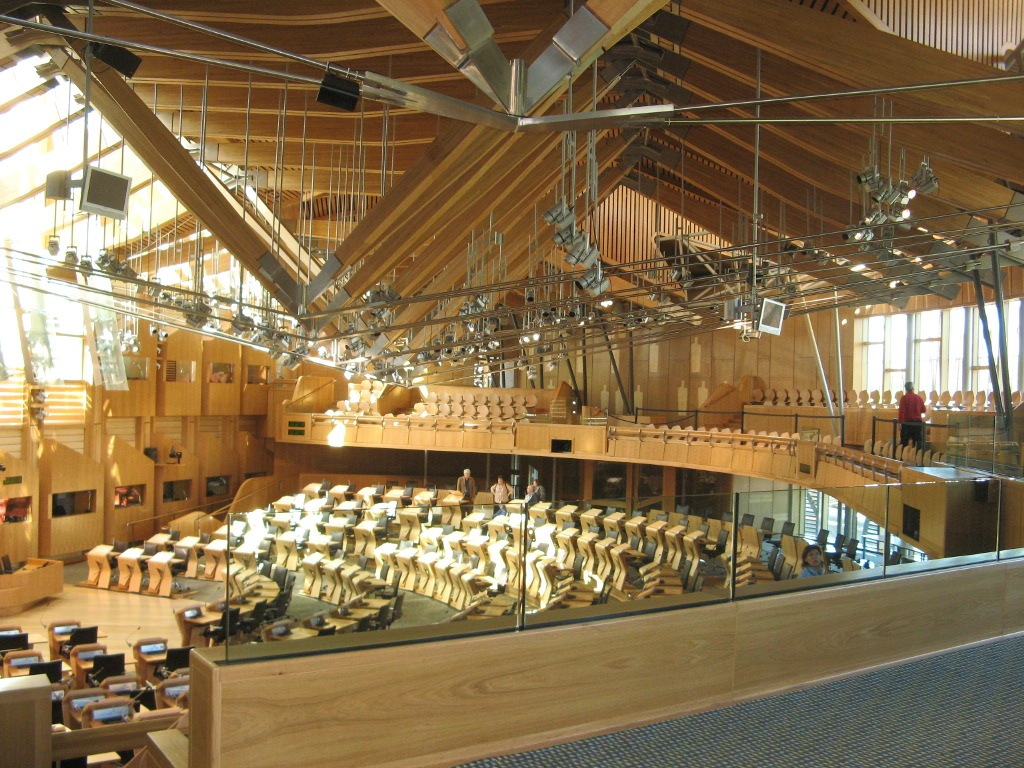
Benedetta Tagliabue y Enric Miralles, Parlamento de Escocia, 1998-2004
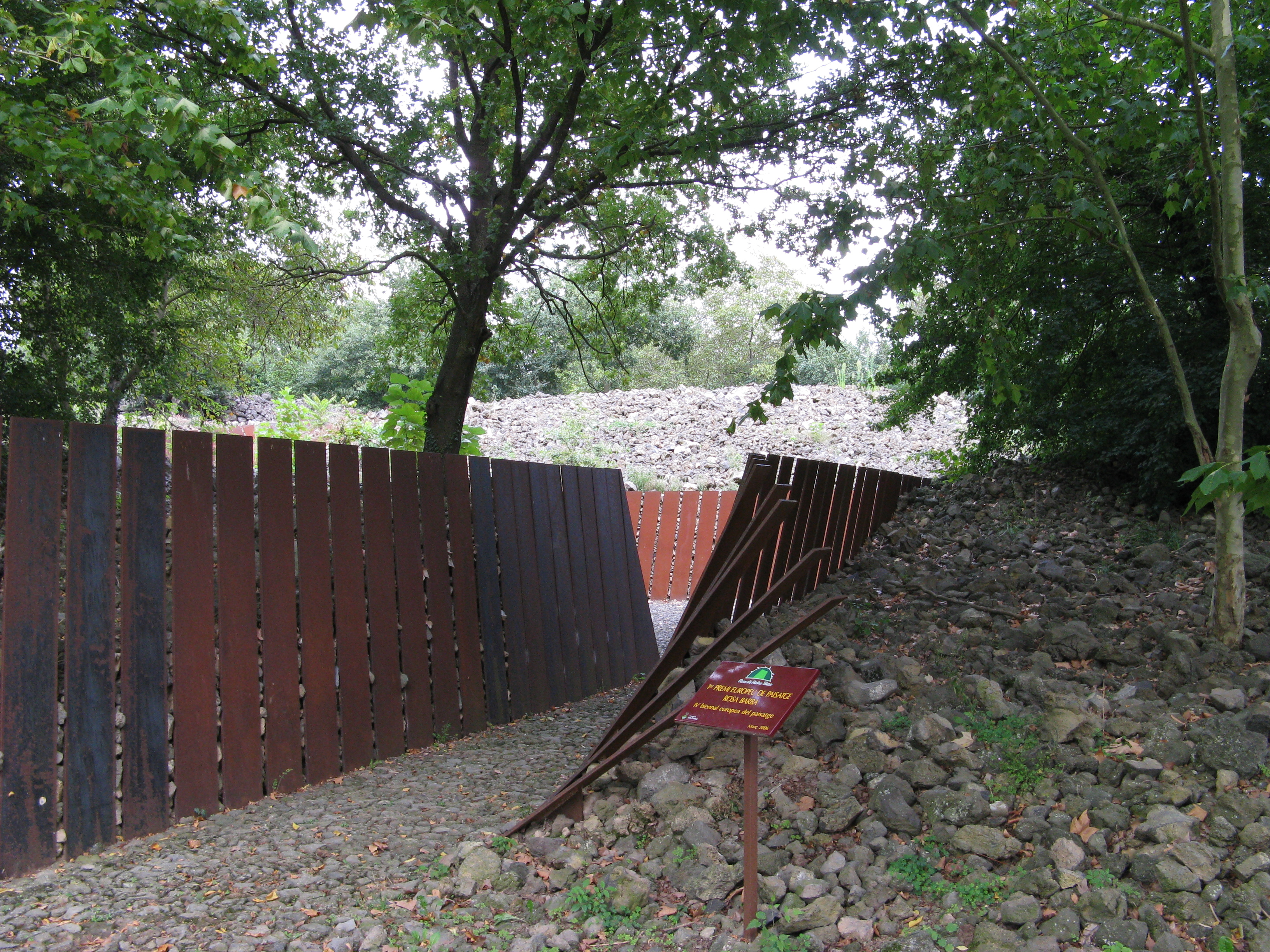
Carme Pigem, Ramón Vilalta y Rafael Aranda (RCR Arquitectes), Parque de la Piedra Tosca, 2004
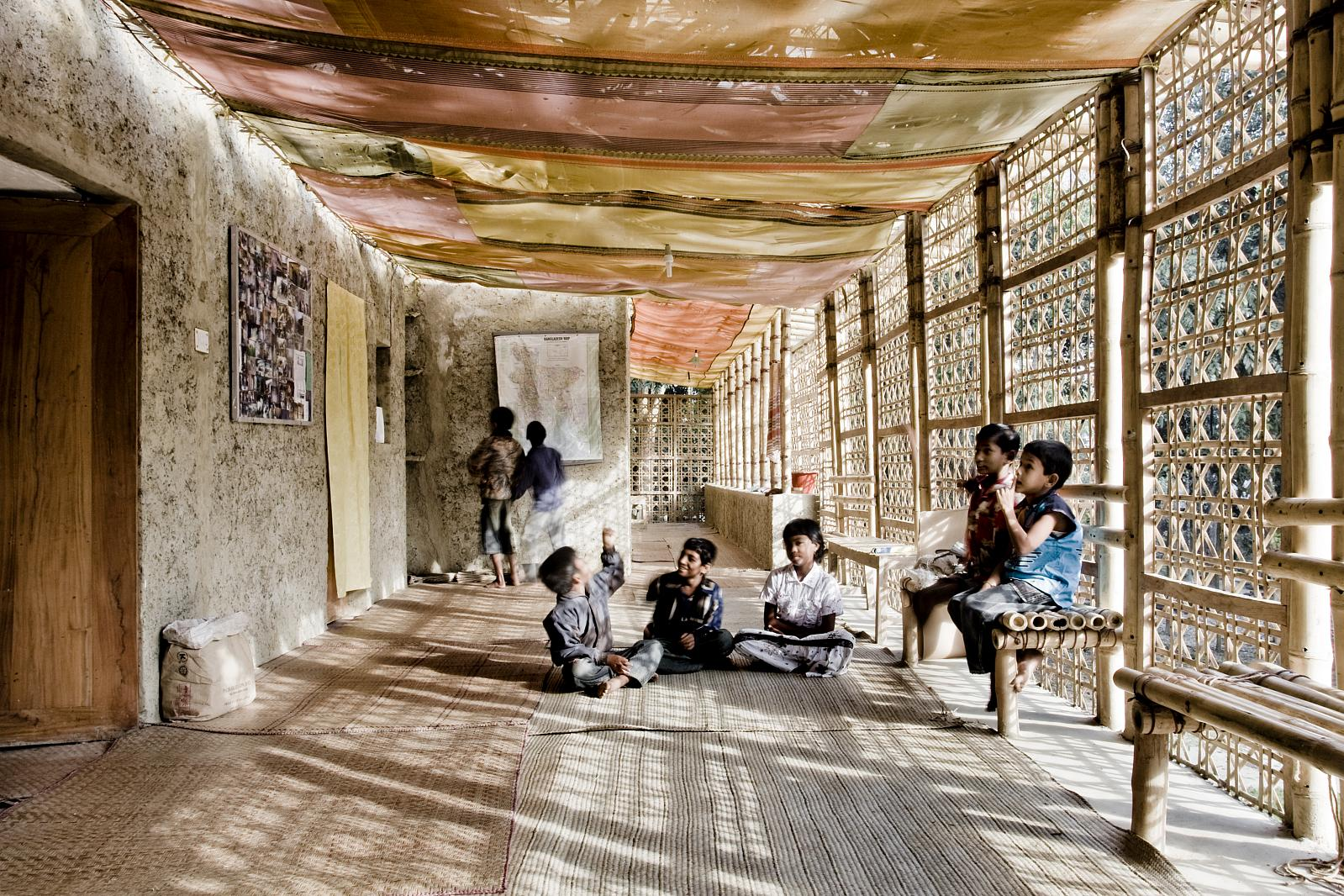
Anna Heringer, METI Handmade School, Bangladés, 2005
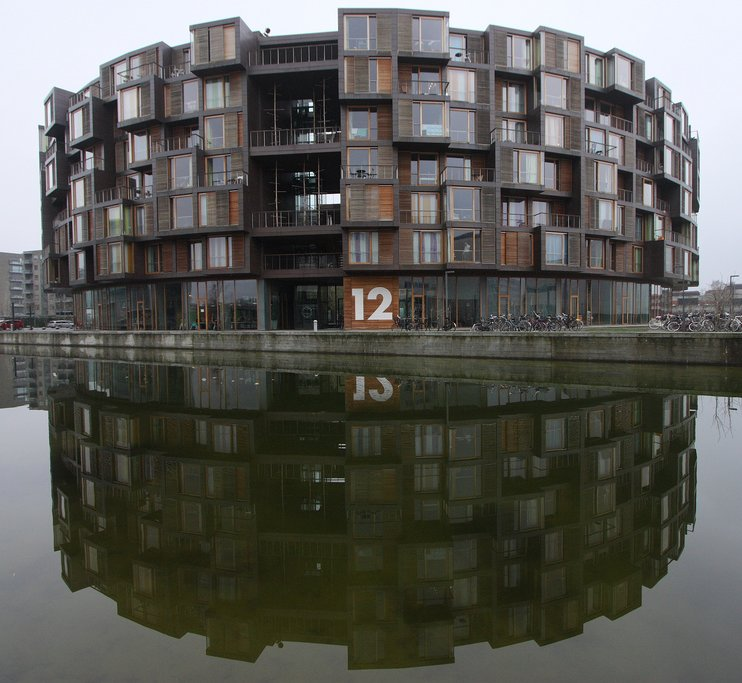
Lene Tranberg, Tietgen Student Housing, Copenhague, 2006
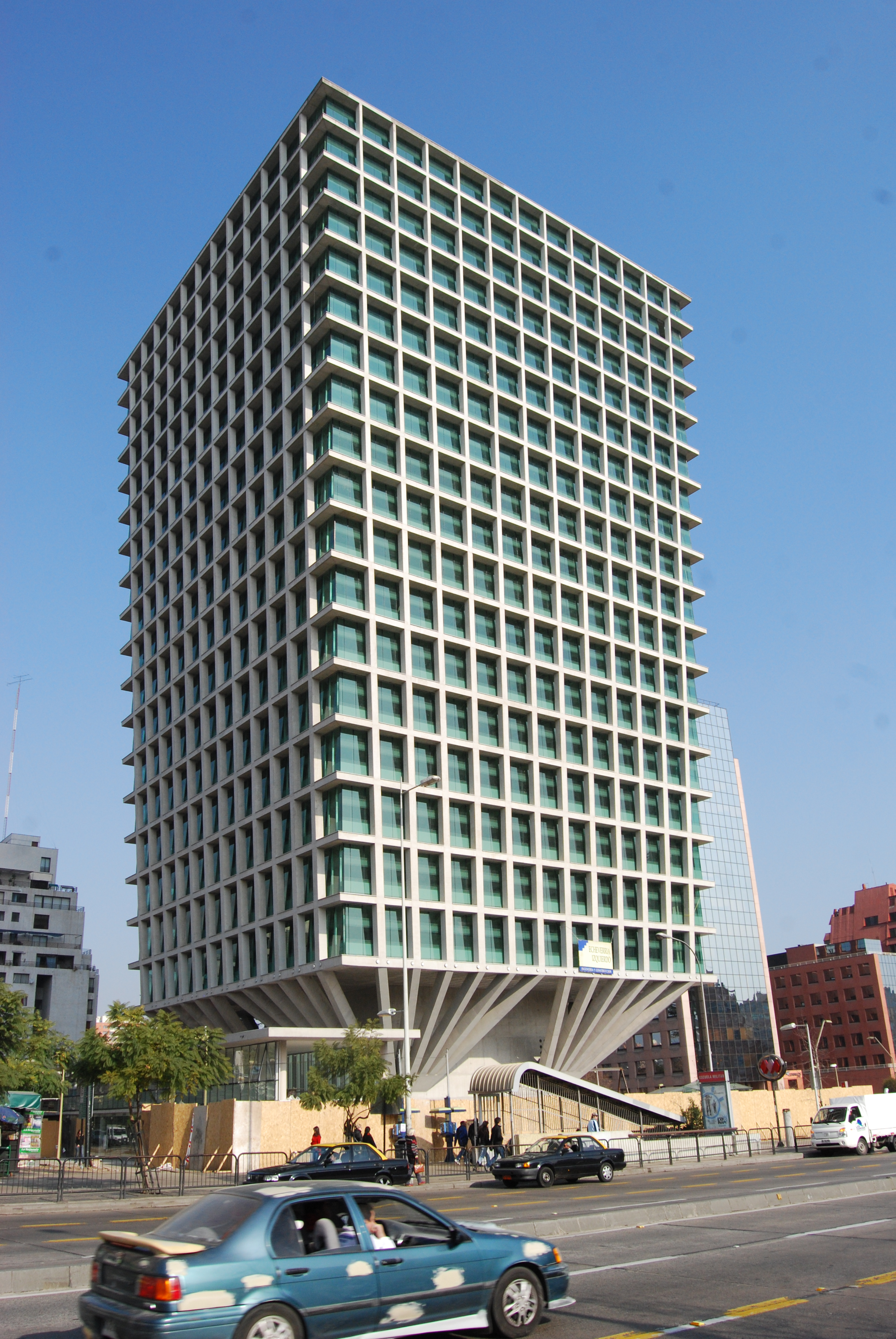
Antonia Lehmann y Luis Izquierdo, Edificio Cruz del Sur, Santiago de Chile, 2006
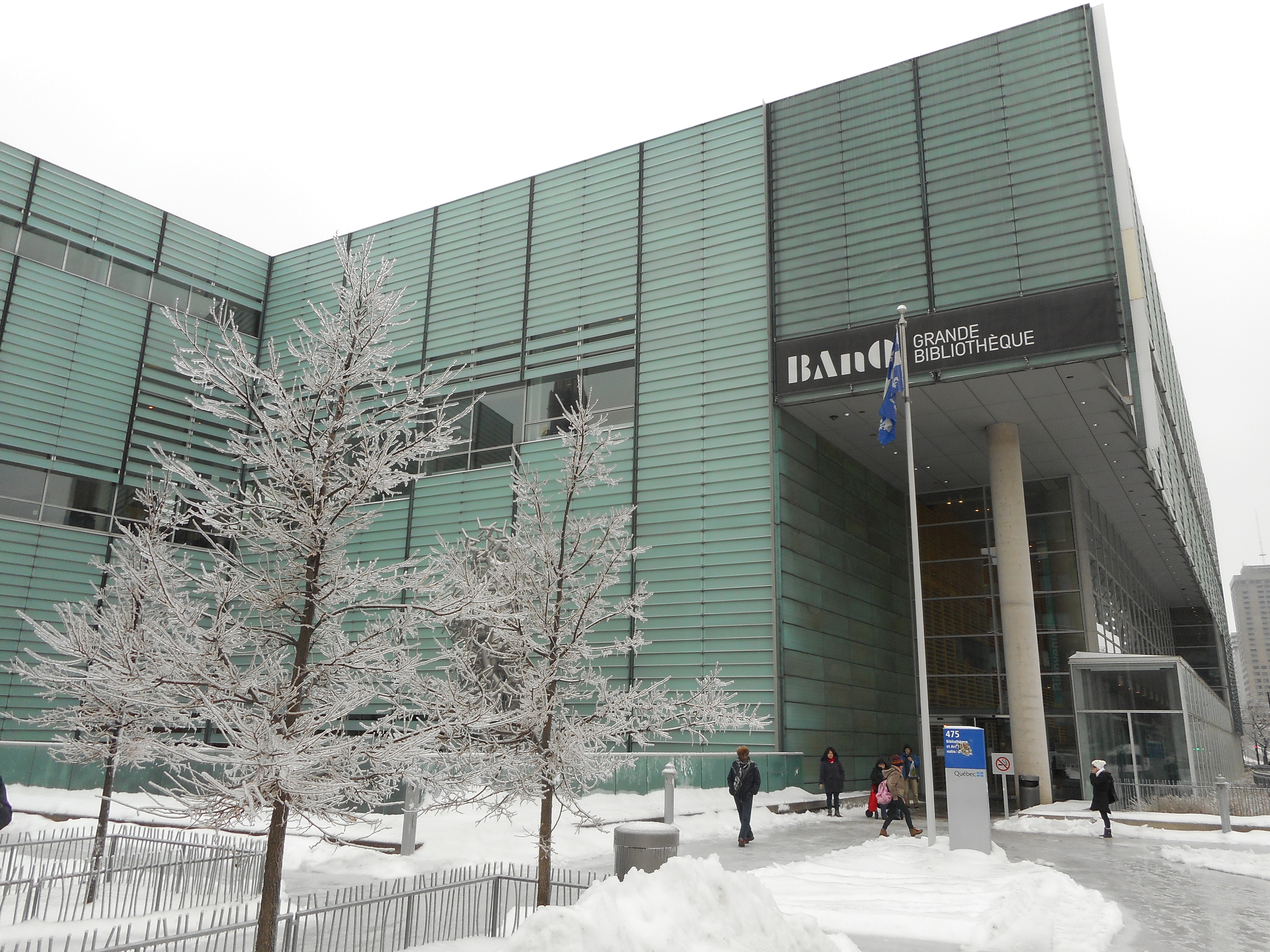
Patricia y John Patkau, Biblioteca y archivos nacionales de Quebec, 2006
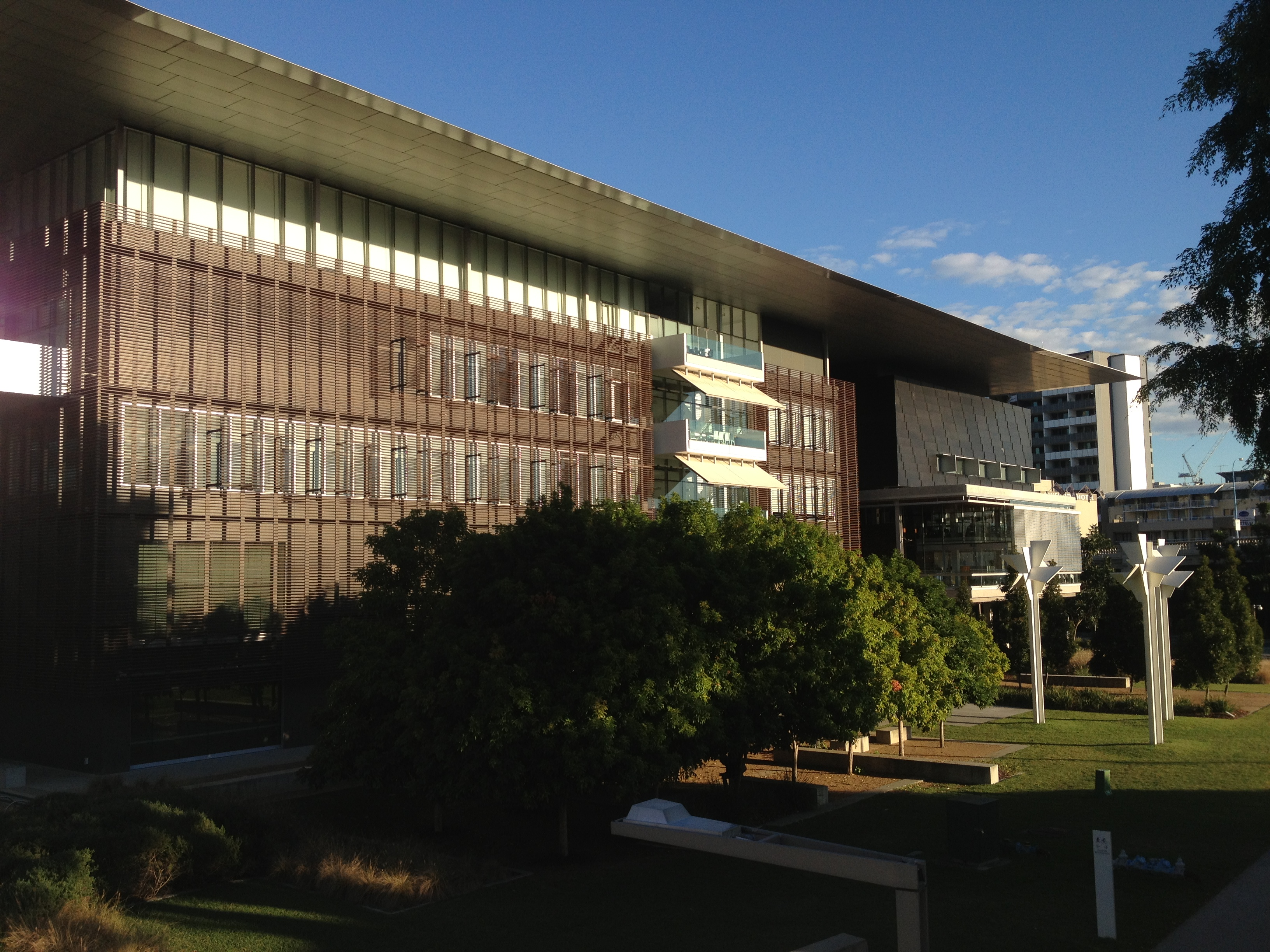
Kerry y Lindsay Clare, Queensland Gallery of Modern Art, 2006
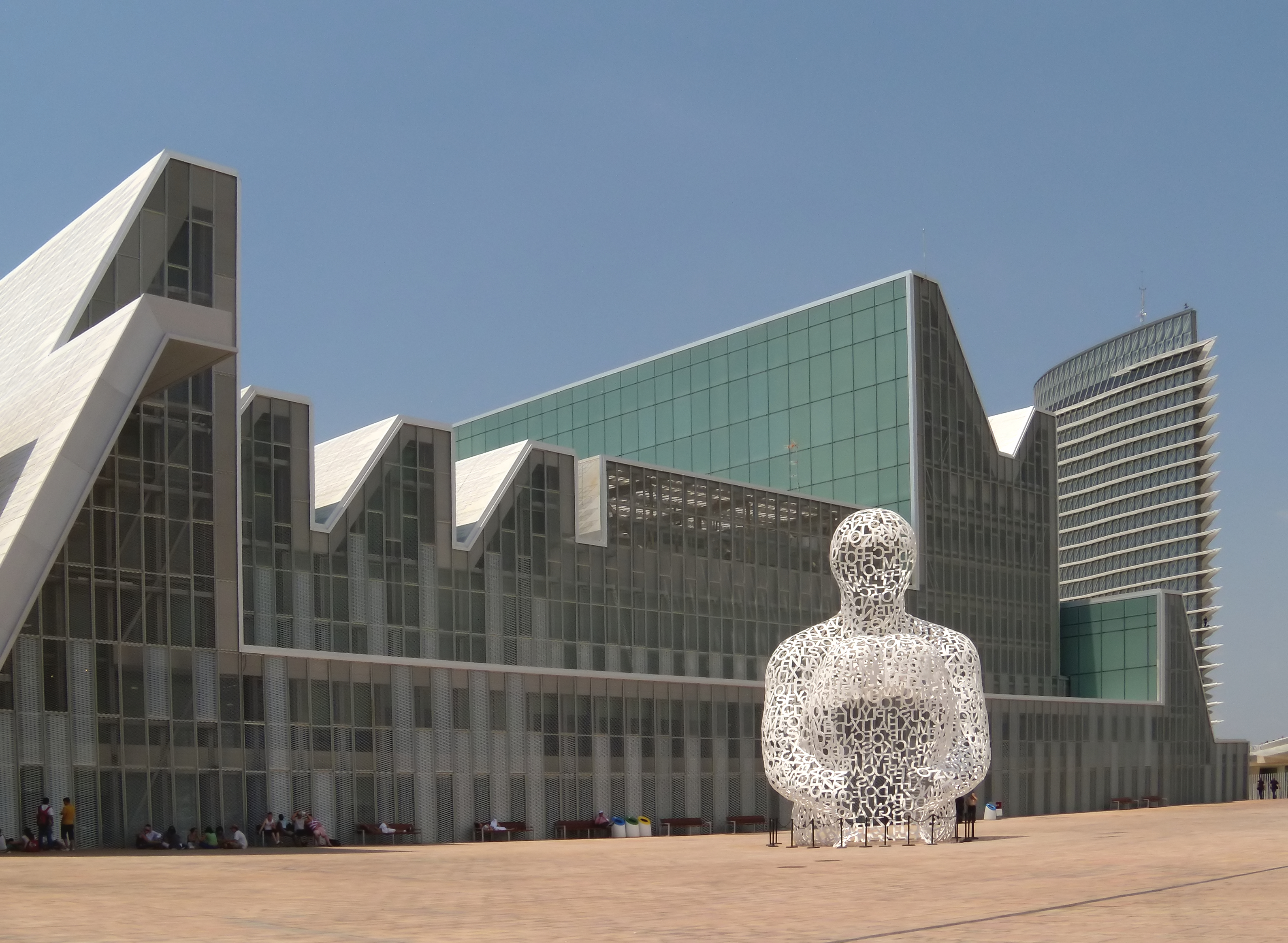
Fuensanta Nieto y Enrique Sobejano, Palacio de Congresos de Zaragoza, 2008
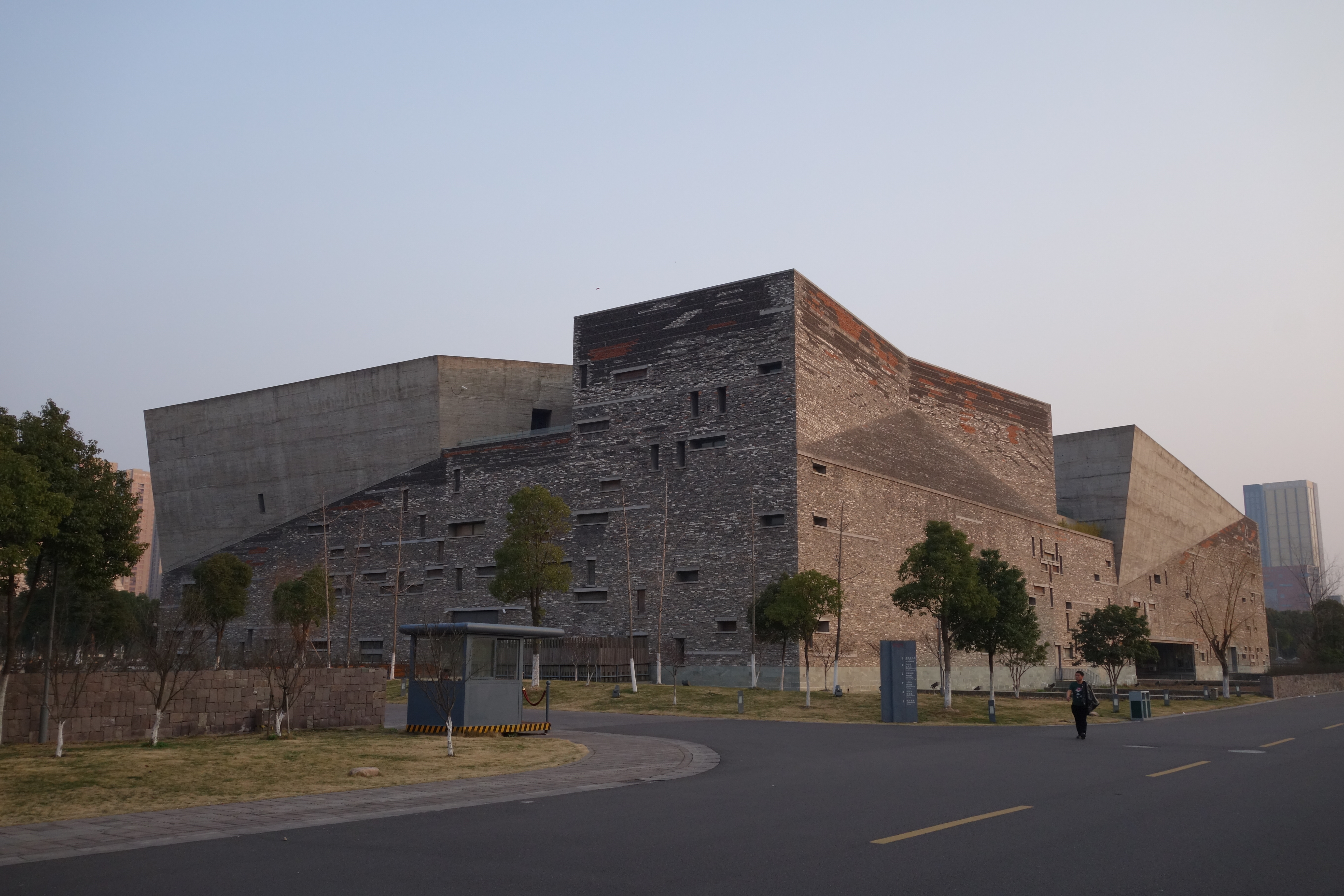
Lu Wenyu y Wang Shu, Museo de Ningbo 2008
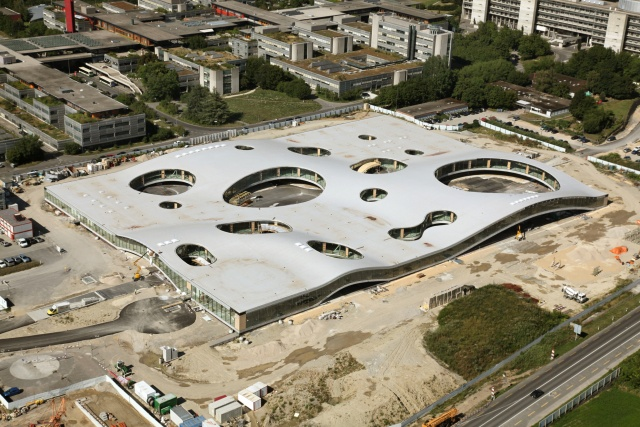
Kazuyo Sejima y Ryūe Nishizawa, Centro de Aprendizaje Rolex, 2010
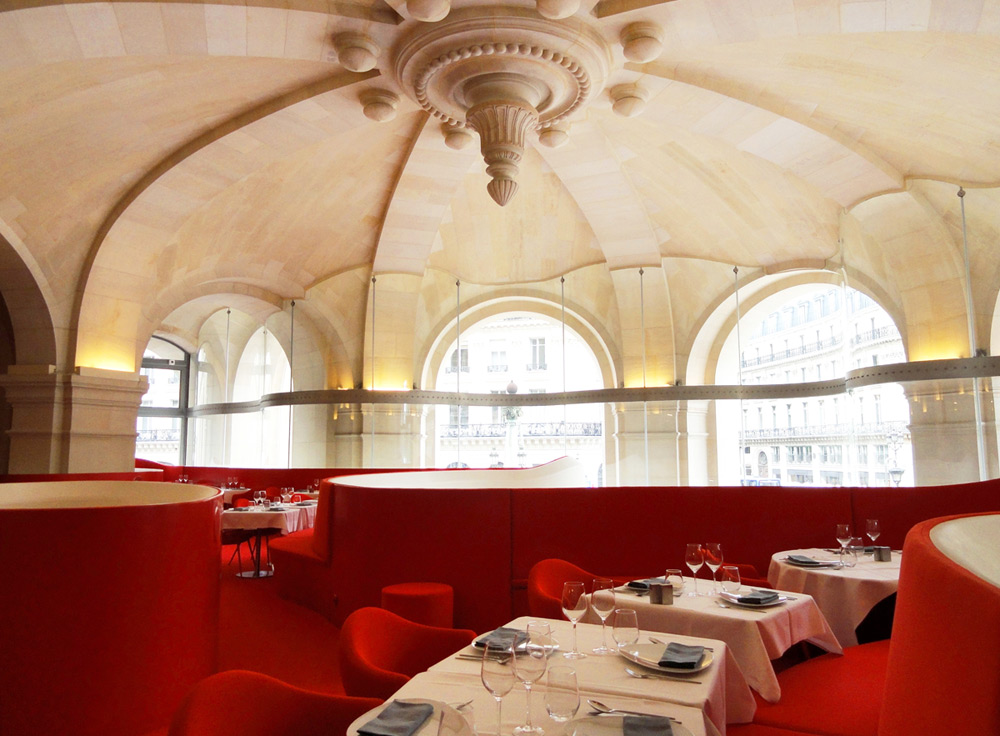
Odile Decq, Restaurant en la Opera de Paris, 2011
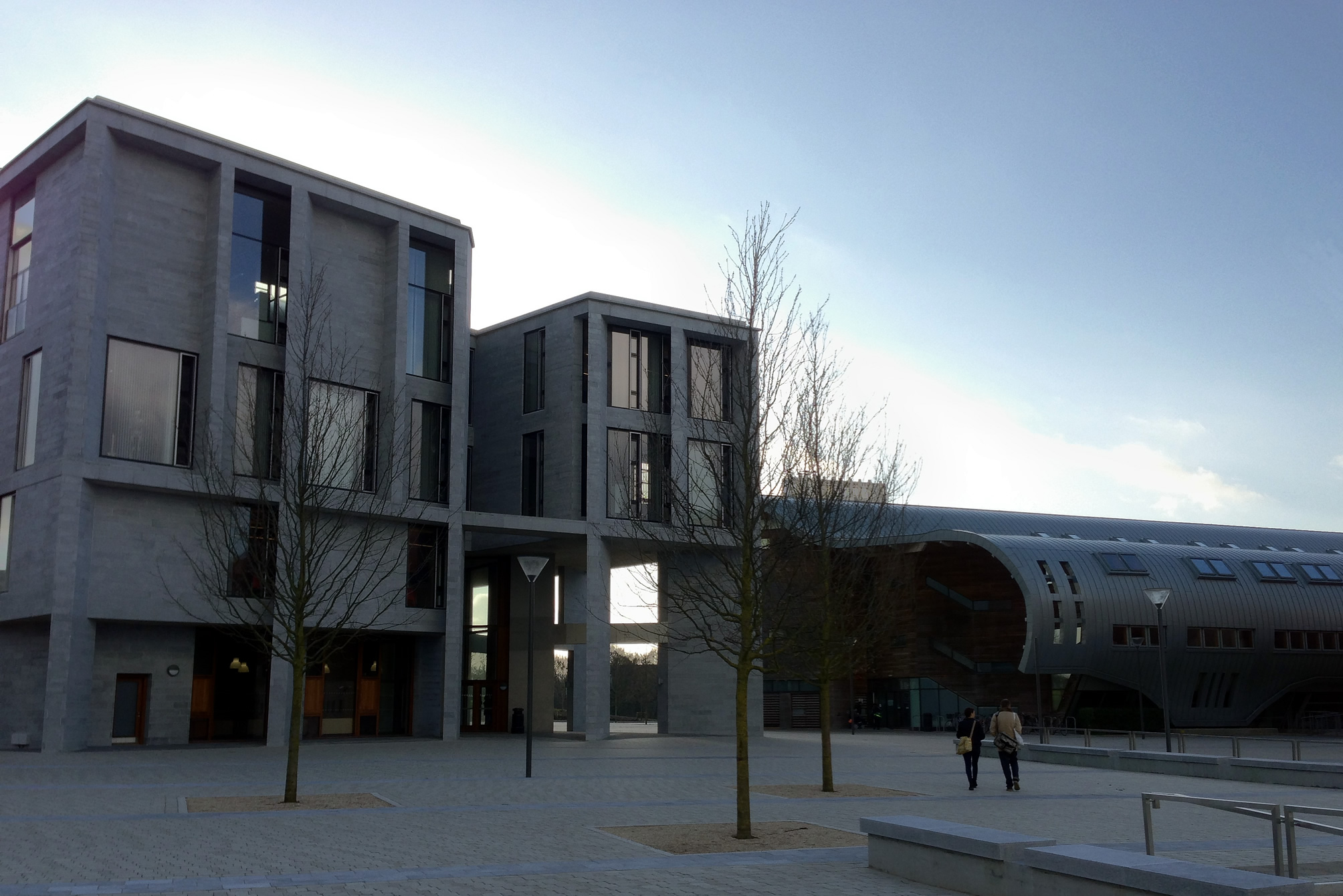
Shelley McNamara e Yvonne Farrell, Escuela de Medicina de la Universidad de Limerick, 2012
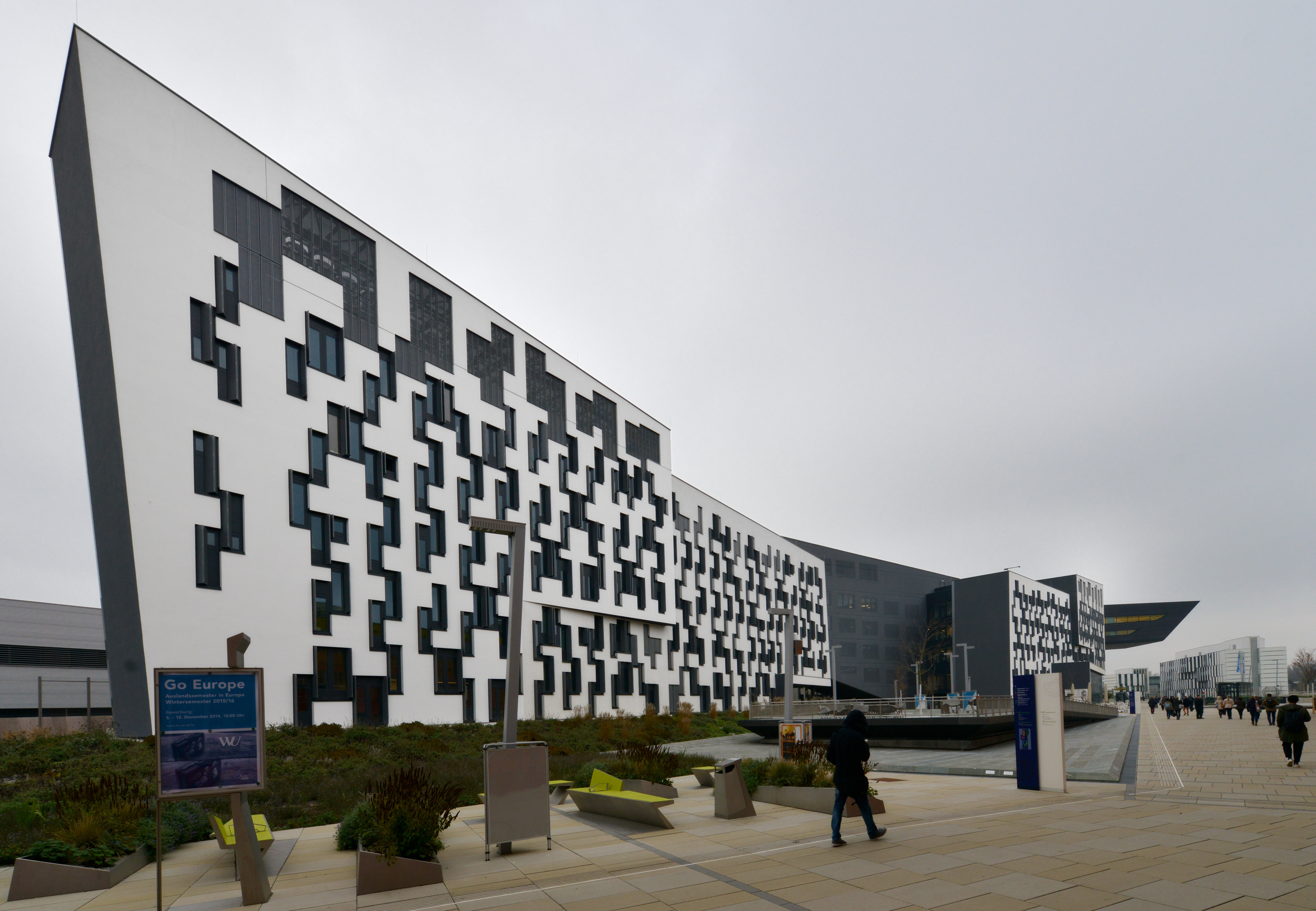
Carme Pinós, Campus WU, Viena, 2013

## Teoría de la arquitectura
Las mujeres han contribuido a la construcción de la teoría de la arquitectura. Entre las más destacadas mencionamos a Mariana Griswold Van Rensselaer, Gertrude Jekyll, Marina Waisman, Dolores Hayden.

## Visibilización de las arquitectas
Aunque hasta hace poco sus contribuciones habían pasado desapercibidas, las mujeres han influido fuertemente en la arquitectura desde el siglo pasado. Susan Lawrence Dana, heredera de una fortuna minera, optó en 1902 por construir su casa en Springfield, Illinois, diseñada por Frank Lloyd Wright, para garantizar su reconocimiento en el medio. Las mujeres también han desempeñado un gran papel en la preservación histórica, a través de organizaciones como Daughters of the American Revolution (1890). Estudios recientes revelan que a partir de la década de 1980, las amas de casa brindaron nuevos enfoques al diseño de interiores y renovaron las tendencias arquitectónicas de las casas en su época. Un estudio en Canadá destaca las contribuciones que las mujeres han realizado en años recientes en el desarrollo de enfoques innovadores de la práctica del diseño. La significante presencia en crecimiento de las mujeres en la arquitectura ha llamado más la atención que los problemas de marginalidad.
La exhibiciones que presentan los logros de las mujeres en varios campos permitió visibilizar la calidad de la producción. En la Exposición Mundial Colombina de Chicago de 1893, el Edificio de la Mujer fue diseñado por Sophia Hayden, y en 1914, en la Muestra de la Werkbund, en Colonia, la Haus der Frau fue diseñada por Lilly Reich. En la Exposición Burga en Leipzig, dedicada a los libros y el arte gráfico. Inspirada por el éxito de los pabellones anteriormente mencionados, en 1928 Lux Guyer, de Suiza, diseñó pabellones para la Schweizerische Ausstellung für Frauenarbeit —saffa, por sus siglas en su idioma original—, una feria que exhibía los logros de las mujeres y cuya primera edición fue celebrada en Berna. La segunda saffa se llevó a cabo en Zúrich, en 1958; fue desarrollada por un equipo de 28 mujeres arquitectas, estableciendo así la arquitectura como una profesión abierta a las mujeres en Suiza.
En 1942 Wivi Lönn funda, junto a otras colegas como Elsi Borg, la Asociación Oficial de Mujeres Arquitectas de Finlandia, que aún hoy sigue activa aunque poco visible. En 1948, se organizó la Asociación de Mujeres en la Arquitectura (AWA) que estaba abierta a las mujeres en el campo de la Arquitectura, Arquitectura del Paisaje, Diseño de Interiores, Escultura, Bellas Artes, Planificación e Ingeniería y cuya primera presidenta fue Henrietta May Steinmesch. En la actualidad es una asociación sin fines de lucro para facilitar el otorgamiento de becas y subvenciones a mujeres arquitectas. En 1963 fue creada la Union Internationale des Femmes Architectes por la arquitecta y urbanista rumana Solange d'Herbez de La Tour porque la Unión Internacional de Arquitectos no admitía arquitectas. Del lado latinoamericano, en 1969 la arquitecta y precursora del urbanismo en México, Estefanía Chávez Barragán cofundó la Asociación Mexicana de Arquitectas y Urbanistas (AMAU) vigente aún al 2021.
En 1973 Susana Torre (1944) cofundó el Archivo de Mujeres en Arquitectura de The Architectural League of New York que fue la base para la exposición de 1977 titulada “Women in American Architecture: A Historic and Contemporary Perspective” y del libro del mismo nombre, de los cuales fue curadora y editora.
En 1985, la arquitecta búlgara Milka Bliznakov fundó el Archivo Internacional de la Mujer en la Arquitectura —iawa, por sus siglas en inglés (International Archive of Women in Architecture)— para ampliar la disponibilidad de materiales de investigación relacionados con mujeres en la arquitectura.
Dada la subrepresentación de las mujeres en los reconocimientos se han creado premios específicos para destacar su trabajo, como el Premio Jane Drew dentro de la campaña Women in Architecture Awards, el Premio Arc Vision, el Prix des Femmes Architectes, los Women in Architecture Forum & Awards o el Milka Bliznakov Research Prize.

## Estadísticas
No es fácil encontrar estadísticas confiables sobre mujeres en la arquitectura de todo el mundo, ya que una gran parte de la información no tiene garantía de amplia cobertura. Algunos de los datos más interesantes se presentan a continuación.

### En Europa
En un estudio realizado en el 2010 por el Architects' Council of Europe en 33 naciones europeas, se contabilizaron 524 000 arquitectos, de los cuales, el 31 % eran mujeres. Los países con el mayor porcentaje de arquitectas fueron Grecia (57 %), Croacia (56 %), Bulgaria (50 %), Eslovenia (50 %) y Suecia (49 %), mientras que los países con porcentajes más bajos fueron Eslovaquia (15 %), Austria (16 %), Países Bajos (19 %), Alemania (21 %) y Bélgica (24 %). De los arquitectos contabilizados en Italia y Alemania, los porcentajes de mujeres en el rubro fueron de 30 y 21 % respectivamente. Existe la iniciativa de RebelArchitette, arquitectas activistras italianas, quienes buscan mapear y visibilizar algunos despachos lideraros por mujeres al 2021.

### En el mundo angloparlante
Un estudio realizado en Australia en 2002 indicó que las mujeres representaban el 43 % de los estudiantes de arquitectura, mientras que en el ámbito laboral su representación variaba del 11,6 % en Queensland al 18,2 % en Victoria.
Una encuesta en Reino Unido en el año 2000 indicó que el 13 % de los estudiantes de arquitectura eran mujeres, aunque las mujeres representaban el 38 % de los estudiantes y el 22 % del personal docente. Sin embargo, los datos de Fees Breau en noviembre de 2010 mostraron que solo el 19 % de los arquitectos ejerciendo la profesión eran mujeres, una caída del 5 % desde las estadísticas de 2008.
En los Estados Unidos, el National Architectural Accrediting Board (Consejo Nacional de Acreditación de Arquitectura) reportó en 2009 que el 41 % de los graduados en arquitectura eran mujeres, mientras que el National Associates Committee Report del American Institute of Architects (aia) señaló que el 20 % de los arquitectos con licencia eran mujeres. En 2003, un estudio de la aia encontró que las mujeres representaban el 27 % del personal en empresas dedicadas a la arquitectura.